# Ontwikkeling van SpaceX Starship en Super Heavy

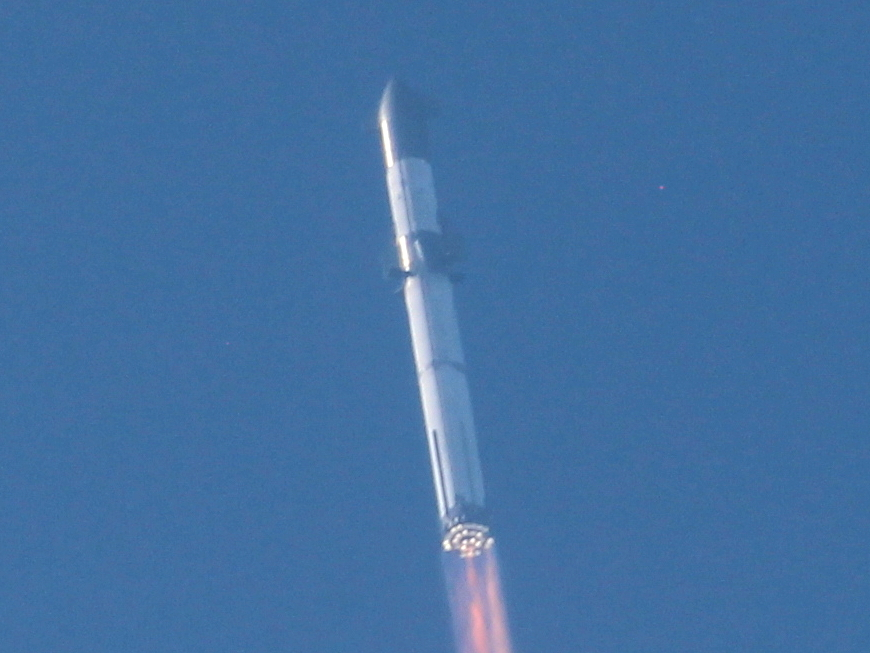
Starship-Super Heavy tijdens de eerste integrale testvlucht

Dit artikel beschrijft de ontwikkelingsgeschiedenis van het lanceersysteem Starship van SpaceX, waaronder vroege ontwerpen, prototypes, testvluchten en al dan niet tijdelijke bouw- en testplaatsen.

## Geschiedenis tot en met 2016

### Voorgeschiedenis
In 2003, een jaar na de oprichting van SpaceX, gaf Elon Musk al aan te dromen van het bouwen van een "Saturnus 6". Sinds 2007 heeft Musk kleine stukjes van zijn plannen voor Mars-kolonisatie vanaf de jaren 2020 gemaakt en meermaals bijgesteld. Een eerste vrachtmissie met de Mars Colonisation Transport (MCT) zou in zijn planning in 2022 gelanceerd moeten worden. Er zou dan een begin gemaakt worden met de bouw van een zelfvoorzienende stad op Mars voor tienduizenden inwoners.

Vergelijking van SpaceX-raketten Falcon 9 1.0 met Merlin 1C-raketmotoren, Falcon 9 1.1 met Merlin 1D-raketmotoren en een Mars-draagraket van 10 m diameter met (toen nog) enorme Raptors zoals die in 2013 werd voorgesteld

In 2010 sprak Elon Musk eenmalig over een serie super-heavy-lift-raketten die "Falcon X", "Falcon X Heavy" en "Falcon XX" zouden heten. Deze waren goed bekeken uitvergrotingen van de Falcon 9 en Falcon Heavy en moesten zeer zware nog te ontwikkelen Merlin 2-raketmotoren gaan gebruiken. Musk toonde daarbij een artistieke impressie van dat plan. Zowel de Merlin 2 als de Falcon X-serie kwamen niet verder dan de conceptuele fase. In de ontwikkeling van een zeer zware raketmotor werd RP1-kerosine als brandstof bij het Merlin 2-concept vervangen door methaan voor de Raptor-raketmotor, waarvan de ontwikkeling in 2012 werd aangevangen. Het idee om op methaan over te stappen gebeurde nadat Elon Musk artikelen over tests met methaanmotoren in de Sovjet-Unie had gelezen.
Ondertussen beheerst SpaceX het bouwen, lanceren en landen van raketten en ruimteschepen met de Falcon 9, de Dragon en de Dragon 2. Veel van deze bekwaamheid en ontwikkelde technieken zijn nodig voor de veel grotere Starship.

### Ontwikkeling
Er werd sinds 2014 met meer prioriteit gewerkt aan een nieuwe, op methaan werkende raketmotor genaamd Raptor die een reusachtige draagraket met de toenmalige werknaam BFR moest gaan voortstuwen. Deze draagraket zou net als de Falcon 9 en Falcon Heavy (deels) herbruikbaar zijn en met een landingsgestel uitgerust worden. Dat betekent dus dat de Raptors voor een landing ook in staat zouden moeten zijn als retroraketten te fungeren voor een zachte landing. De BFR is nodig om de MCT uit de zwaartekracht van de Aarde te krijgen. Maar de MCT, die het formaat zou hebben van zo'n honderd SUV's, kan door de kleinere zwaartekracht en dunnere Mars-atmosfeer zelfstandig terug naar de Aarde vliegen.
De Raptor moest volgens Musk de effectiefste raketmotor ooit worden met de gunstigste "stuwkracht per kilogram brandstof"-verhouding ooit. Het record voor de gunstigste "stuwkracht per kilogram brandstof"-verhouding is overigens al in handen van SpaceX, dat dit record vestigde en door upgrades meermaals verbeterde met de Merlin 1D-raketmotor. De keuze voor methaan als brandstof is gemaakt omdat methaan goedkoop is en "betrekkelijk gemakkelijk" uit de atmosfeer van Mars gewonnen kan worden. Een Mars-rakettrap zou dan kunnen landen en opnieuw volgetankt kunnen worden. Elon Musk heeft in 2015 aangegeven dat er een "vriendelijkere" naam voor de "BFR" bedacht zou worden.

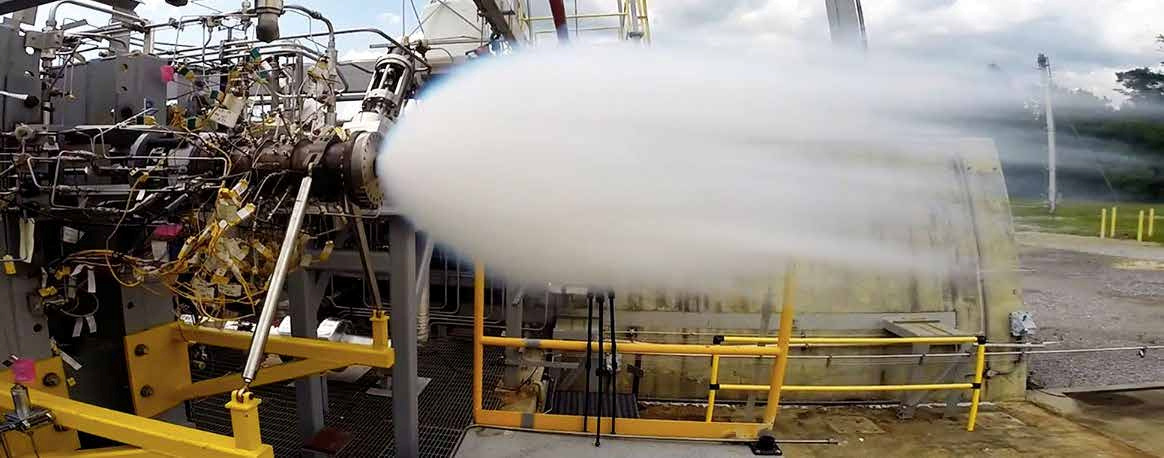
Een zuurstof voorverbrander van de Raptor werd in 2015 op NASA Stennis getest.

Aanvankelijk werden componenten voor de Raptor getest op NASA’s Stennis Space Center in Mississippi.
In januari 2016 kreeg SpaceX een subsidie van het Amerikaanse Department of Defense voor het ontwikkelen van een prototype upperstage-uitvoering van de Raptor. In juli 2016 werd de eerste complete Raptor naar de McGregor Test Facility van SpaceX in Texas vervoerd om testen te ondergaan.
Het ging dan nog om een verkleinde maar volledig werkende uitvoering van de Raptor. De eerste test vond plaats in september 2016 en foto's van die test werden een dag voor de presentatie van het ITS-ontwerp door Musk op Twitter geplaatst.
Daarbij meldde Musk de toen beoogde technische gegevens voor de Raptor. (Het formaat en bijbehorende kracht van het Raptor-ontwerp zijn sindsdien aangepast aan het vernieuwde ontwerp van Starship)
Lanceringen zullen waarschijnlijk plaatshebben vanaf de ruimtehaven van SpaceX, SpaceX South Texas Launch Site, in het Texaanse Boca Chica enkele kilometers van de Mexicaanse grens aan de Golf van Mexico. Deze wordt in 2024 nog steeds verder uitgebouwd.
In eerdere plannen bestond de draagraket uit een of drie core-boosters met een diameter van 10 meter. Iedere core-booster zou negen Raptors in een octaweb ophanging hebben zoals de Merlin 1D-motoren bij de Falcon 9 en Falcon Heavy zijn geplaatst.
In 2015 werd gesproken over een enkele booster met een diameter van 12,5 tot 15 meter.
Op sociale media en dan vooral op Reddit werd rijkelijk gespeculeerd over hoe de MCT en BFR er uit zouden zien.
Op 17 september 2016 meldde Musk op Twitter dat gebleken was dat de MCT in staat is veel verder dan Mars te komen en dat er dus een andere naam gekozen moest worden. Het publiek kwam massaal met suggesties. Een dag later bevestigde Musk op Twitter de naam Interplanetary Transport System.

### Het in 2016 gepresenteerde ontwerp: ITS
Een significante stap in het ontwerp van de Starship was het ITS, een conceptontwerp dat Elon Musk op 27 september 2016 onder grote internationale mediabelangstelling op de International Astronautical Conference in Mexico presenteerde. Het bevatte al veel elementen die in het eindontwerp terugkomen maar was nog een stuk groter. Het ITS zou uit drie grote onderdelen bestaan: een booster-raket, een bemand ruimteschip en een ruimtetankschip. Musk meldde dat het ontwerp gedurende de ontwikkeling er in de details wat anders uit zou komen te zien dan in de animatie, maar dat ze het ruimteschip wel zoveel als mogelijk erop wilden laten lijken. Verder zei hij de bouw van zijn gedroomde stad op Mars niet zelf te willen uitvoeren, maar de vlucht erheen faciliteren opdat anderen Mars gaan inrichten. Om massa te besparen zou het ITS grotendeels van composietmaterialen gebouwd worden.

#### De ITS-booster

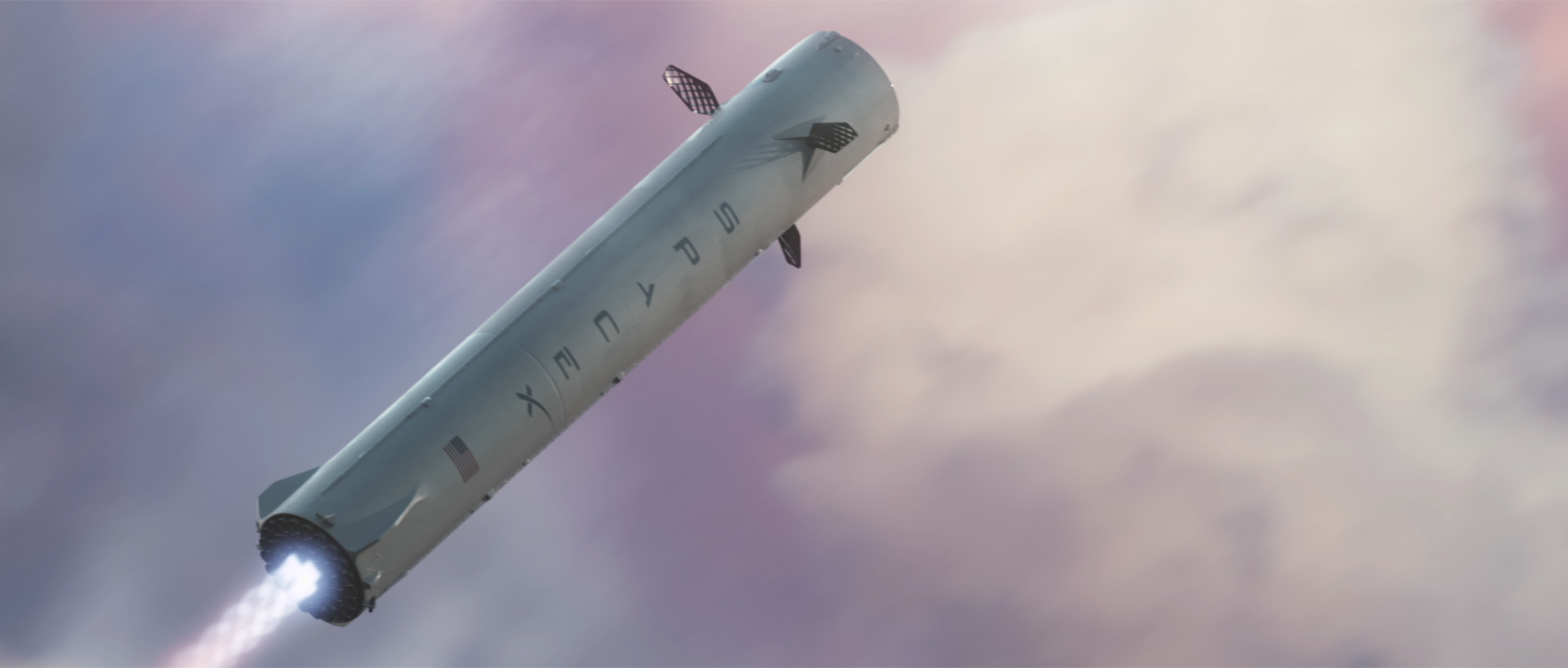
Een voorstelling van de ITS-Booster tijdens de vlucht terug naar de Aarde. De motoren van middencluster dienen ook als remraketten.

De booster zou een 77,5 meter lange herbruikbare rakettrap zijn die het ruimteschip tot aan de Karmanlijn brengt. Deze zou een diameter van 12 meter hebben en worden voortgestuwd door 42 Raptors die voor gebruik in de atmosfeer zijn bedoeld en gezamenlijk een stuwkracht van 127 meganewton leveren. Ter vergelijking: dat is drie-en-een-half keer wat een Saturnus V-maanraket leverde. De Raptors zouden in 2 ringen en een middencluster worden geplaatst. De buitenste ring bevatte 21 Raptors, de binnenste ring bevatte er 14. Het middencluster bestond uit een middelste Raptor met daaromheen zes Raptors. Dit middencluster moest beweegbaar zijn voor stuwstraalbesturing. De motoren van ringen eromheen waren vast. 
Anders dan de Falcon 9-boosters, zou de ITS-booster drie landingspoten en drie grid fins (rastervinnen) hebben in plaats van vier. Bij het uitvallen van enkele motoren zou de raket door langer te branden toch zijn missie kunnen voltooien. Musk verwachtte de landingstechnieken nog zo te verfijnen dat de booster terug op het lanceerplatform zou kunnen landen.

#### Het bemande ITS-ruimteschip

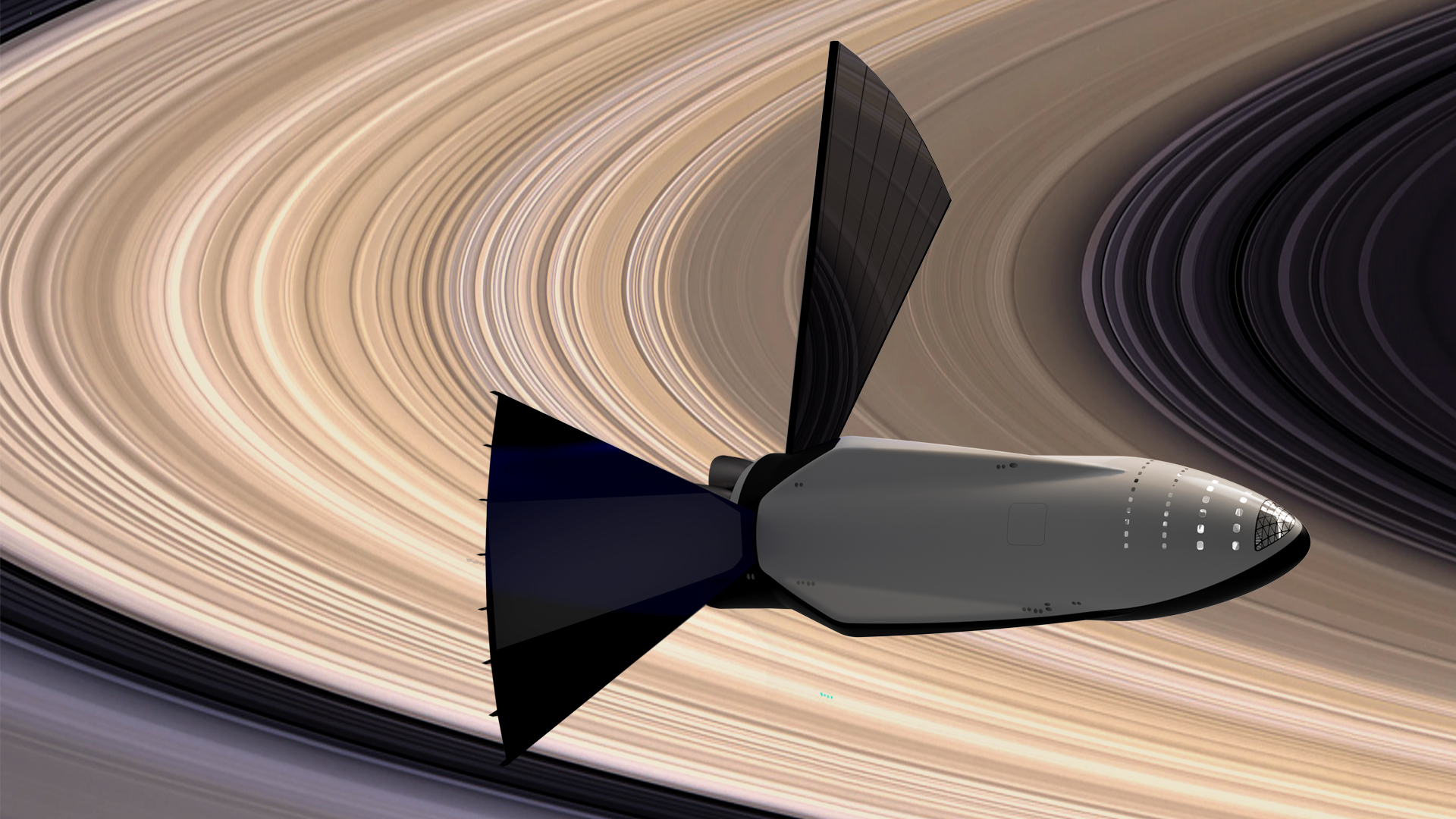
Het ITS-ruimteschip nadert de ringen van Saturnus

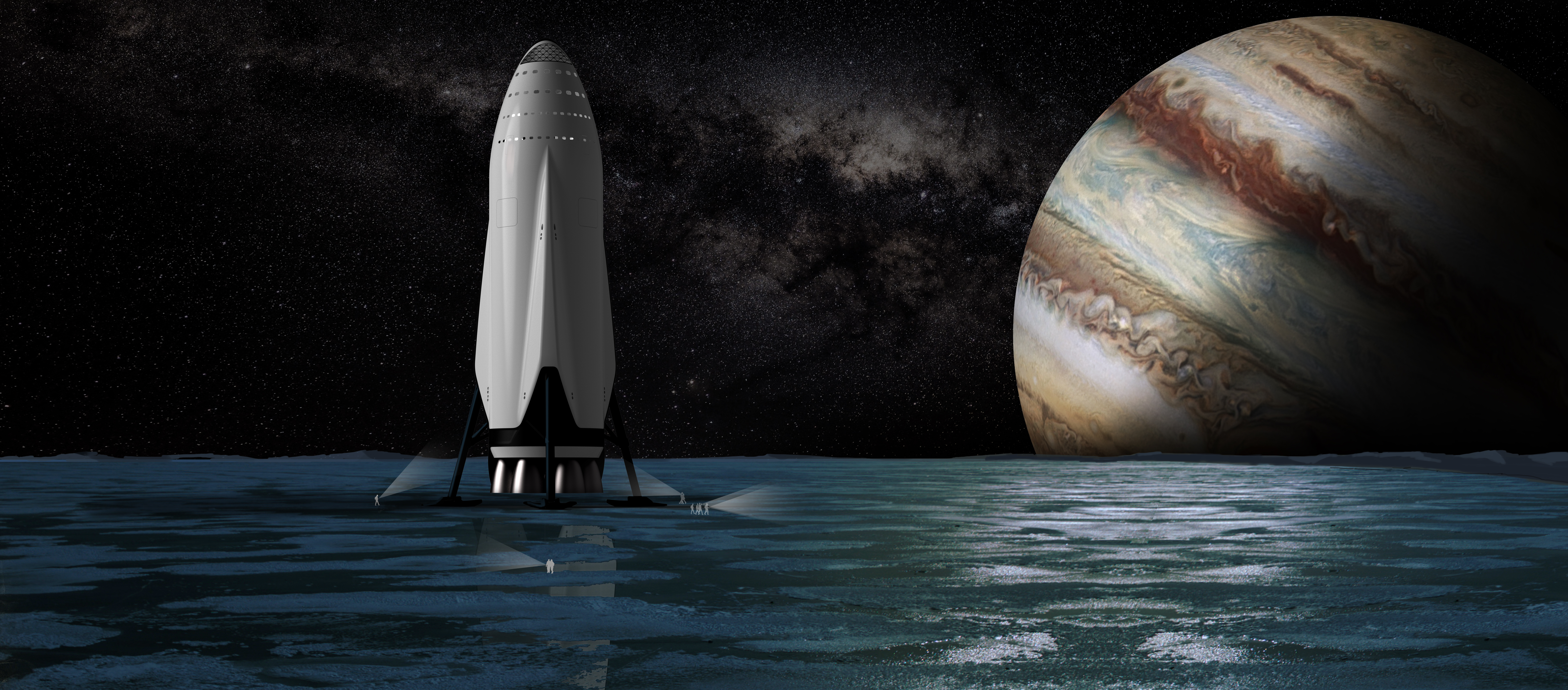
Voorstelling van een ITS ruimteschip op het oppervlak van Jupiters maan Europa.

Ook het eigenlijke ITS-ruimteschip zou een diameter van 12 meter en drie landingspoten hebben. Het voertuig zou 49,5 meter lang zijn en uitgerust met negen Raptors die gezamenlijk een maximale stuwkracht van 31 meganewton in de ruimte moesten kunnen leveren. Drie Raptors waren voor zeeniveau bedoeld (om te landen) en zes daaromheen geplaatste Raptors zouden verlengde straalpijpen hebben voor effectiever gebruik in het vacuüm van de ruimte. Het voorste deel van het ruimteschip was bedoeld voor de passagiers het achterste deel zou grotendeels uit brandstoftanks bestaan. 
Tijdens de presentatie werd een foto van een prototype LOX-tank getoond met een aantal SpaceX-medewerkers ervoor, waardoor het enorme formaat van het ruimteschip zichtbaar werd. Deze tank begaf begin 2017 tijdens een test waarbij de druk bewust werd opgevoerd tot de tank het zou begeven. Aan boord zou ruimte zijn voor 100 ruimtekolonisten inclusief hun bagage. De voorkant bevatte een groot raam in een gemeenschapsruimte die een soort restaurant of kantine moest zijn. 
De Raptors moesten het ruimteschip vanaf de Karmanlijn naar een parkeerbaan (om de Aarde) brengen. Daar zou het worden bijgetankt om zijn weg naar Mars te vervolgen. Eén zijde van het ruimteschip werd voorzien van een hitteschild dat van achter iets langer is zodat het ook de Raptors zou beschermen tegen hitte die ontstaat tijdens de binnenkomst in de atmosfeer. 
Op Mars had het ruimteschip rechtstandig kunnen landen. Nadat het dan zou worden bijgetankt met een installatie die methaan en zuurstof uit de Martiaanse atmosfeer kan winnen werd het ruimteschip geacht te kunnen terugvliegen. Dit type ruimteschip zou technisch gezien ook gebruikt worden voor bemande ruimtevaart naar manen van Jupiter of Saturnus.

#### Het ITS-tankschip

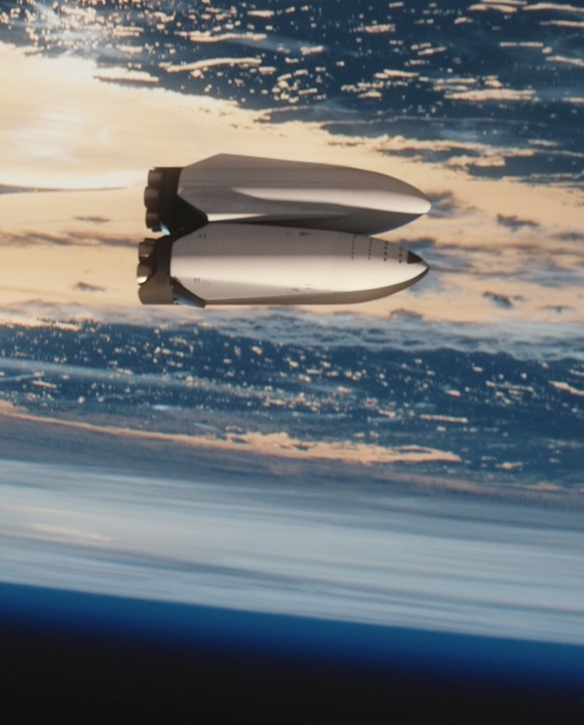
Een voorstelling van het bijtanken in de parkeerbaan.

Het tankschip zou op dezelfde booster als het ruimteschip worden gelanceerd en is qua vorm en voortstuwing identiek. In de ruimte aangekomen moest het brandstof in het bemande ruimteschip laden waarmee het bemande ruimteschip naar Mars zou vliegen om er te kunnen landen. Het tankschip zou terugkeren naar de Aarde om daar rechtopstaand te landen.

#### De ITS-Raptors

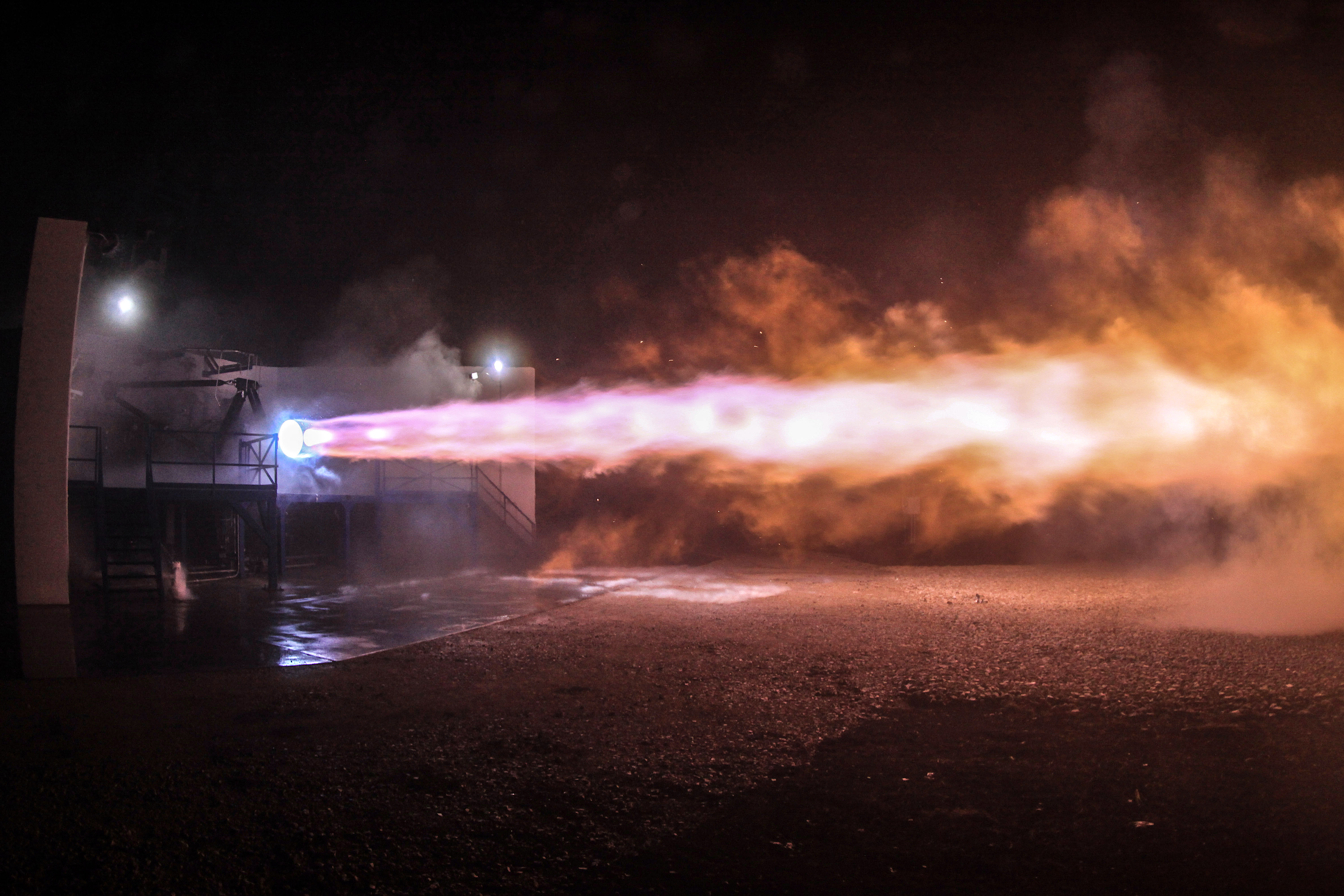
Foto van de eerste Raptor test op 25 september 2016

De voor het ITS beoogde Raptor-raketmotor zou kleiner zijn dan eerder werd voorgesteld, ongeveer even groot als de Merlin 1-motoren van de Falcon-raketten, maar levert driemaal zoveel stuwkracht.
De Raptor maakt gebruik van een zogenaamde "full-flow stage combustion-cycle". Als brandstof worden vloeibare methaan en vloeibare zuurstof gebruikt (methalox) die tot net boven de stollingstemperatuur zijn gekoeld. Door de brandstoffen zo extreem te koelen slinken ze en past er meer van in de tanks en door de leidingen. Deze techniek werd al eerder in de zuurstoftank van de Falcon 9-full thrust gebruikt.
De beoogde technische gegevens voor de vacuüm-Raptor zijn:
- een specifieke impuls van 382 seconden; 3.500 kilonewton aan stuwkracht bij 300 bar.
- een straalpijp met een diameter van ruim 4 meter.
- de druk in de verbrandingskamer is driemaal die van een Merlin 1D.
- een expansieratio van 200

Voor de zeeniveau-Raptor zijn de beoogde technische gegevens:
- een specifieke impuls van 334 seconden; 3.050 kilonewton aan stuwkracht bij 300 bar.
- de druk in de verbrandingskamer is driemaal die van een Merlin 1D.
- een expansieratio van 40

#### Formaat van het ITS
Door het ruimteschip in de ruimte bij te tanken kan het formaat van de raket nog enigszins beperkt gehouden worden. Een totale lanceercombinatie is daardoor, met een lengte van 122 meter, maar 12 meter hoger dan de Saturnus V. De combinatie is over bijna de gehele lengte 12 meter in diameter. Om dit in één keer te lanceren had de raket veel groter en duurder moeten zijn.

#### ITS-lanceringen
Volgens de plannen van 2016 zou in eerste instantie het ITS vanaf Lanceercomplex 39A van het Kennedy Space Center gelanceerd worden. Het is volgens Musk groot genoeg. LC-39A wordt momenteel voor de Falcon Heavy en Falcon 9 gebruikt. LC-39A was ook het lanceercomplex voor de meeste Maanvluchten van het Apolloprogramma en later een van de twee lanceerplaatsen van het Spaceshuttleprogramma.

#### Herbruikbaarheid, kosten en doel
De grote onderdelen van het ITS kunnen allemaal landen en opnieuw gelanceerd worden en zijn bedoeld voor 12 tot 15 vluchten. Door herbruikbaarheid moeten de kosten per vlucht betaalbaar worden. Musk streeft naar een ticketprijs van 200.000 dollar. Een bedrag dat in zijn visie veel mensen kunnen betalen wanneer ze hun huis verkopen. Anders dan bij de plannen van Mars One is een vlucht terug ook mogelijk, met methaan en zuurstof gewonnen op Mars (zie ook boven). Maar hij verwacht dat het grootste deel van de mensen daar geen gebruik van maakt. In 46 tot 106 jaar tijd moet het aantal kolonisten op Mars een miljoen zijn. Dat is volgens Musk het minimumaantal mensen dat nodig is voor een zelfstandige zelfvoorzienende samenleving. Middels terravorming moet Mars dan een leefbare planeet worden en de mensheid multiplanetair.

## Ontwerpgeschiedenis vanaf het in 2017 gepresenteerde ontwerpBFR

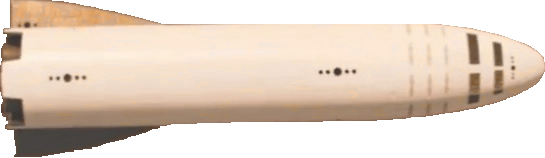
Het BFR-ruimteschip naar ontwerpspecificaties uit september 2017

In het voorjaar van 2017 gaf Elon Musk al aan dat het ontwerp van het ITS verkleind zou worden en geschikt voor meer dan reizen naar planeten. Op 29 september 2017 presenteerde hij zijn vernieuwde ontwerp op de International Astronautical Conference in het Australische Adelaide. Hoewel het ontwerp daarna nog is aangepast kan dit als het eerste concept-ontwerp met de maatvoeringen van het uiteindelijke Starship worden gezien. Vanaf dit ontwerp werden de ontwerp-details stap voor stap aangepast in aanloop naar de bouw van de eerste prototypes.
De naam Interplanetairy Transport System leek weer losgelaten te zijn. Musk sprak weer van “de codenaam BFR”. Eerder had ook Gwynne Shotwell de term BFR gebruikt en uitgelegd dat de afkorting nu voor Big Falcon Rocket staat, waarmee de afkorting zijn profane betekenis verloor.
Er zijn een aantal redenen om de BFR kleiner te maken. In de rakettenfabriek in Hawthorne (Californië) passen geen raketten met een 12 meter diameter. De BFR zal een diameter van 9 meter hebben. Door de BFR multifunctioneel te maken kan SpaceX de ontwikkelingskosten terugverdienen. De BFR zal in staat zijn om tot ongeveer 150 ton aan vracht in een lage baan om de Aarde te brengen en daarbij volledig herbruikbaar zijn. Musk wil op termijn de Falcon 9 en de Falcon Heavy vervangen door de BFR. De lanceerkosten per kilogram vracht zouden veel lager zijn dan die van welke raket tot nog toe gebouwd.
De BFR zal in staat zijn op de Maan te landen en zonder daar bij te tanken weer op te stijgen en terug te keren naar de Aarde. Op Mars is bijtanken met op Mars gegenereerde brandstof wel nodig voor de terugvlucht.
Andere belangrijke verschillen met het ontwerp uit 2016:
- De booster zal nu 31 Raptor-motoren in plaats van 42 hebben. De Raptor zal ook kleiner en zo’n 40 procent minder krachtig zijn.
- Het ruimteschip zal vier vacuüm-Raptors en twee zeeniveau-Raptors hebben en is 48 meter lang. Ook zijn er twee kleine deltavleugels aan de onderkant aangebracht om tijdens binnenkomst in de atmosfeer het schip te stabiliseren en te besturen. Aan boord is ruimte voor 42 mensen in plaats van 100.
- Alle motoren van het ruimteschip/tweede trap zijn kantelbaar voor stuwstraalbesturing.
- Het tankschip en het passagiersschip koppelen aan met hetzelfde systeem waarmee ze aan de booster zitten. Dus niet buik aan buik.
- De totale combinatie zal 106 meter lang zijn en een diameter van 9 meter hebben.
- Ook in deze verkleinde vorm gaat het nog steeds om de krachtigste raket ooit.
- De Raptor is kleiner en minder krachtig dan in 2016 voorgesteld.

Aangezien Musk de Falcon 9 en de Falcon Heavy wil vervangen door de BFR komt er dus ook een uitvoering van de tweede trap die satellieten kan afzetten.
Eerder maakte SpaceX al bekend dat de in aanbouw zijnde SpaceX South Texas Launch Site bij Boca Chica in Texas voornamelijk voor de BFR zal worden ingericht. SpaceX is van plan een grote voorraad Falcon 9’s en Falcon Heavy’s te bouwen zodat ze daarna de ruimte hebben om hun personeel voor de ontwikkeling van de BFR in te zetten. SpaceX zou al in mei 2018 willen beginnen met de bouw van de eerste BFR en zou het systeem in 2022 werkend willen hebben. Aan het eind van zijn presentatie toonde Musk een animatie van een suborbitale passagiersvlucht van New York naar Shanghai waarbij lanceer-en-landingsplatform in zee worden gebruikt.

### Raptor 2017
- Raptors voor zeeniveau zullen een straalpijp-diameter van 130 cm hebben en een stuwkracht van 1.700 kilonewton met een specifieke impuls van 330 s op zeeniveau die oploopt naar 356 s in het vacuüm van de ruimte.
- De diameter van straalpijp van de Raptor voor het vacuüm 240 cm met een stuwkracht van 1.900 kilonewton bij een specifieke impuls van 375 s.
- De eerste versies Raptors zijn ontworpen voor een kamerdruk van 250bar. In latere uitvoeringen wordt dit naar 300bar opgevoerd.
- De Raptors moeten net zo betrouwbaar worden als de motoren van passagiersvliegtuigen.

### Latere toelichting en ontwerpaanpassing
Tijdens een Reddit AMA op 14 oktober 2017 schreef Elon Musk dat er sinds de presentatie een en ander in het ontwerp van de BFR ruimteschepen (ook wel BFS, Big Falcon Ship genoemd) is aangepast. Er zullen drie in plaats van twee Raptors voor zeeniveau komen. Ook gaf hij inzicht in de Raptor. Het is een motor waarvan de grootte en kracht makkelijk aan te passen is. De Raptors zullen kleiner en minder krachtig zijn omdat voor de landing van het kleinere raketontwerp minder kracht nodig is. Een kleinere motor is simpeler in staat tot ”deep throtteling” (gas terugnemen). De kleine stuwmotoren voor de besturing zullen ook op methalox werken en de verbrandingskamer lijkt veel op die van de Raptor, maar is drukgevoed. Dit is zo omdat deze snel moeten kunnen starten en een turbopomp te veel tijd nodig heeft om op gang te komen.
Voor vluchten naar Mars is het nodig om het BFR-ruimteschip in de ruimte bij te tanken. Dit vergt vier tankbeurten die kort na elkaar moeten plaatsvinden. Vloeibare methaan en vloeibare zuurstof warmen namelijk op en moeten dan afgeblazen worden om de brandstof koud te houden (immers; verdamping onttrekt warmte aan een vloeistof). Wanneer het ruimteschip zijn snelheid en koers heeft behaald worden de grote brandstoftanks geleegd. Voor de landing is dan in kleinere tanks brandstof opgeslagen. Het grootste deel van de vertraging voor de landing (op Aarde of Mars) wordt door de atmosfeer gedaan.
Om de BFR te testen wil Musk beginnen met suborbitale vluchten van slechts enkele honderden kilometers. De snelheden van deze testvluchten liggen nog zo laag dat een hitteschild op dit testvoertuig nog niet nodig is.
Het verkleinde prototype van de Raptor uit 2016 heeft inmiddels 1200 seconden gedraaid met een maximum duur van 100 seconden per keer. 100 seconden is de beperking van de brandstoftanks van de testopstelling.
In oktober 2017 maakte de USAF bekend het ontwikkelingscontract met SpaceX voor de Raptor uit 2016 uit te breiden. Er wordt nu een fullscale Raptor gebouwd die voor april 2018 gereed moet zijn, met deze uitbreiding is een subsidie van 40,6 miljoen dollar gemoeid.
In april 2018 raakte bekend dat het ontwerp van de BFR nog enkele meters verlengd is ten opzichte van het ontwerp van 2017. De reden daarvan en het exacte lengteverschil zijn vooralsnog niet bekendgemaakt. Het lijkt daardoor wel de langste raket van de wereld te worden (net iets langer dan de Saturnus V en het toekomstige SLS Block-II).
De BFR zou moeten kunnen lanceren bij de meeste weersomstandigheden. Wind op zeeniveau zou maximaal ongeveer 60 kilometer per uur mogen zijn en wind op hoogte maximaal 300 kilometer per uur.

### Ontwerp-update september 2018

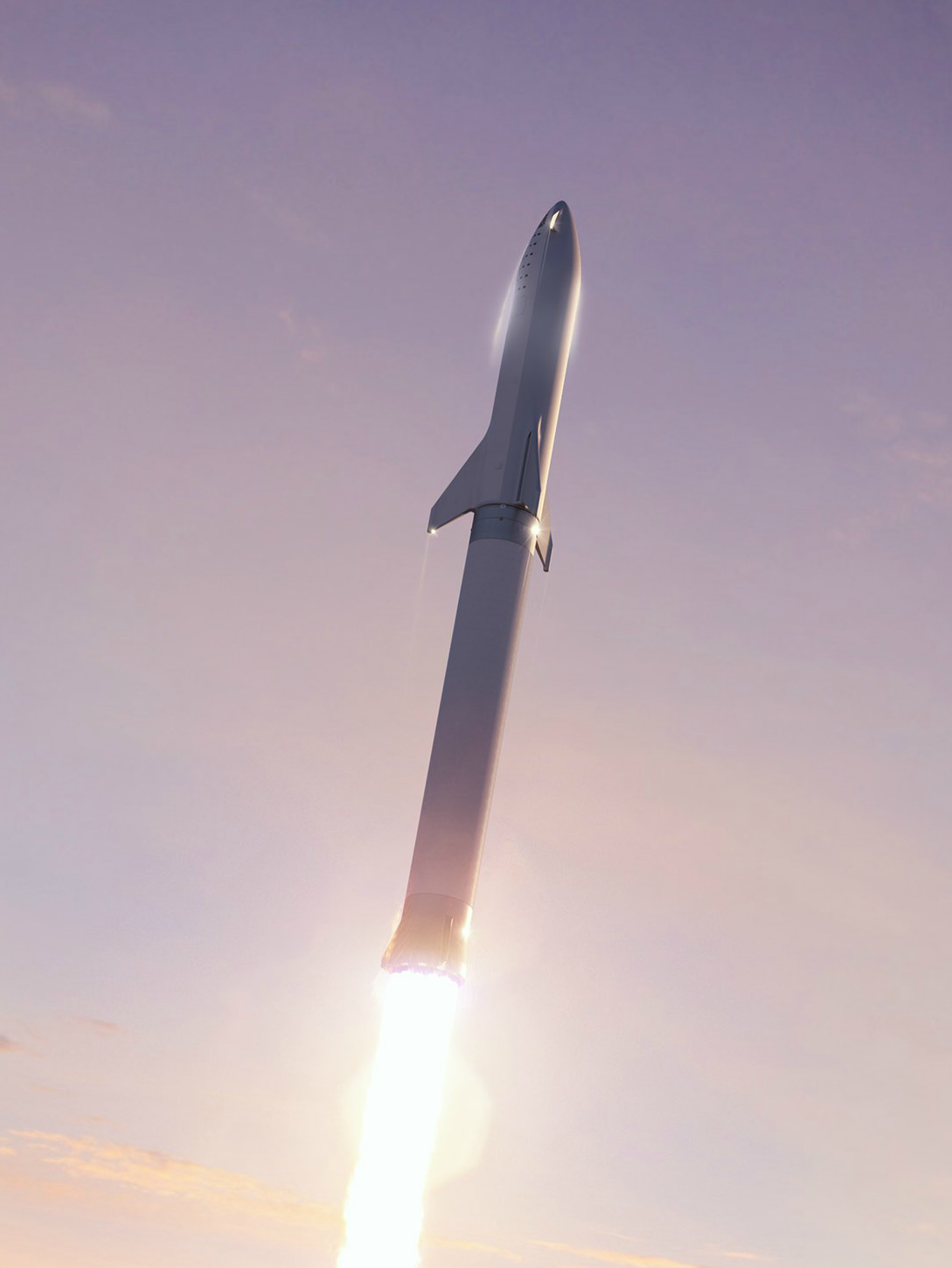
Artistieke voorstelling van de BFR naar de ontwerpspecificaties van september 2018.

In september 2018 werd meer bekendgemaakt over het BFR-ruimteschip, en over een nieuw plan om daarmee de eerste ruimtetoeristen een reis om de Maan te laten maken. De totale lengte van de BFR is 118 meter, de diameter bleef negen meter. Het ruimteschip zelf is 55 meter lang. Opvallende nieuwe details zijn een drietal staartvinnen in plaats van de eerdere kleine deltavleugels, twee kleine uitklapbare voorvleugels en zeven identieke hoofdmotoren. Met de zeven identieke motoren is het ruimteschip geschikt om tot 100 ton vracht in de ruimte te brengen. Voor zwaardere vrachtmissies kan een aantal motoren van voor vacuüm geoptimaliseerde straalpijpen worden voorzien. 
Rondom de ophanging van de motoren zijn kleinere vrachtruimen aangebracht. Deze vrachtruimen worden verwijderd als er ruimte voor vacuüm geoptimaliseerde motoren moet worden vrijgemaakt. Voor propulsieve landing zijn 3 motoren nodig. De landingspoten zitten in de staartvinnen verwerkt. Het doel van de vinnen is de raket beter te stabiliseren tijdens de terugkeer in de atmosfeer. De onderste twee staartvinnen die aan scharnierpunten zijn bevestigd worden dan een aantal graden omhoog geklapt. De bovenste vin is een landingspoot in de vorm van een vin. Deze heeft geen aerodynamische functie maar zorgt wel voor esthetische symmetrie. Het drie-staartvinnen-landingsgestel-ontwerp was geïnspireerd door Hergés maanraket in de Kuifje-stripalbums Raket naar de maan en Mannen op de maan. 
Ook is “het grote raam van Nicola Tesla” uit het ITS-ontwerp van 2016 weer teruggekeerd. Dit uit driehoekige ramen opgebouwde raamwerk lijkt op dat van een schets van een ruimteschip van Nicola Tesla. Ook wanneer er geen atmosfeer op een hemellichaam is zoals op de Maan, dan is er genoeg stuwkracht om af te remmen voor een propulsieve landing.
De booster-trap is uitgerust met 31 Raptors met daarbij de ruimte om die later met nog eens 11 motoren uit te breiden. De gezamenlijke stuwkracht van de 31 motoren is gestegen van 52,7 meganewton naar 60,8 meganewton. Tijdens de presentatie gaf Musk aan dat deze derde ontwerp-revisie vooral het gevolg is van een verduidelijking van de vraag: welke taken moet de BFR kunnen uitvoeren? Het beantwoorden van die vraag was volgens hem ingewikkelder dan het ontwerpen van de BFR zelf.
Musk liet ook beelden zien van een Raptor die in McGregor werd getest met ultracryogene (tot vlak boven het stollingspunt gekoelde) brandstof. Iets wat nog niet eerder was gedaan. Op de vraag hoe het Starship zo snel (In 5 maanden) gebouwd kon worden antwoordde Musk met een van zijn credo’s, The best design is no design, of te wel: “het beste ontwerp is geen ontwerp”, wat inhoudt dat ieder detail wat er niet hoeft te zijn er ook niet mag zijn.

### Eind 2018: nieuwe naam en aanpassing materialen en versimpeling
Op 20 november 2018 tweette Musk dat BFR hernoemd zal worden tot Super Heavy voor de booster en Starship voor de tweede trap.
Een paar dagen daarvoor tweette Musk dat het BFR-ontwerp weer flink op de schop is gegaan en “heerlijk onlogisch” zou zijn. De vormgeving blijft ongeveer gelijk. Het verschil zit hem in de materiaalkeuze voor het airframe, de tanks en het hitteschild. Het zou nu van 300-serie roestvast staal in plaats van koolstofvezel worden gebouwd. Ook is het Pica-X-hitteschild komen te vervallen omdat de stalen romp door de cryogene brandstoffen wordt gekoeld. Het roestvast staal zal aan de buitenzijde spiegelend worden afgewerkt om zoveel mogelijk hitte te reflecteren.
Begin 2019 gaf Musk ook aan dat de Super Heavy waarschijnlijk eenzelfde soort landingspoten (alias staartvinnen) krijgt als het Starship. Op de eerste (test)vluchten zal de Super Heavy waarschijnlijk met minder dan 31 motoren zijn uitgerust om de financiële schade bij een eventuele raketexplosie te beperken. Ook zei hij over de keuze in eerste instantie één type motoren voor zowel Starship als Super Heavy te gebruiken dat dit tijd bespaart en het nu vooral belangrijk is om zo snel mogelijk vluchten naar de Maan te bewerkstelligen. Ook werkt het reaction control system nu met stikstof-stuwers in plaats van de eerder geplande methalox-verbrandingsstuwers. Door de toevoeging van de stuurvinnen zijn tijdens de landing geen krachtige stuwers meer nodig voor de besturing en in de ruimte zijn simpele stikstofstuwers krachtig genoeg. Het huidige Starship-ontwerp is ontworpen voor transport van maximaal 100 mensen.
In maart 2019 werden de mallen die voor de productie van een koolstofvezel Starship waren gemaakt gesloopt en het huurcontract voor het aanvankelijke productieterrein in de haven van Los Angeles opgezegd.

### Updates rond Starship MK1-presentatie van september 2019
Elon Musk kondigde voor de zomer van 2019 een nieuwe Starship-updatepresentatie aan voor lokale geïnteresseerden en journalisten in Boca Chica die kort na de laatste Starhoppervlucht zou worden gehouden. Hij stelde die presentatie echter uit tot 28 september, toen het exterieur van Starship MK1 zo goed als af zou zijn. Die dag was ook de elfde verjaardag van SpaceX' eerste succesvolle lancering. Daarom was ook de laatst overgebleven Falcon 1-booster naast Starship MK1 geplaatst. In aanloop daar naartoe werden al veel ontwerpaanpassingen duidelijk. Andere aanpassingen werden pas tijdens de presentatie bekend.
In mei 2019 maakte Musk via Twitter bekend dat het Starship 6 hoofdmotoren in plaats van zeven zal hebben en dat drie daarvan voor vacuüm worden geoptimaliseerd. Ook is het ontwerp voor de staartvinnen aangepast. De twee voor- en twee achter-vinnen, of beter flappen, omdat ze dwars op de luchtstroom gebruikt worden, worden hydraulisch aangestuurd. De vier hydraulische systemen worden op hun beurt door vier elektromotoren aangestuurd die worden gevoed door vier Tesla-accu’s van het zelfde type dat voor de Model 3 wordt gebruikt. Dat  het ontwerp van de staartvinnen is aangepast had geen grote gevolgen op de reeds aangevangen bouw van de eerste twee Starships. 
Dat het ontwerp van de staartvinnen is veranderd werd duidelijk zichtbaar toen de eerste vin op 21 september 2019 op Starship MK 1 werd geplaatst. Duidelijk was dat deze met de nieuwe vorm, die lijkt op het eerdere BFR-ontwerp uit 2017 niet langer als landingspoot kan worden gebruikt. De twee staartvinnen zijn nu echter aan de zijkanten van het vehikel geplaatst en niet aan de onderzijde. Ook is de derde vaste staartvin van het ontwerp uit 2018 komen te vervallen. Elon Musk gaf aan dat twee vinnen en zes losse landingspoten volgens de analyse van zijn team lichter zijn, maar dat hijzelf daar nog niet 100% van overtuigd was maar het voor de eerste twee schepen hoe dan ook zo uit ging voeren.
Voor eventuele Aarde-naar-Aarde-vluchten over een afstand van minder dan 10.000 kilometer is de Super Heavy onnodig. Het Starship kan met de extra stuwkracht van 2 tot 4 extra Raptors de daarvoor benodigde snelheid halen. Het doorvoeren van deze aanpassingen is vrij simpel en heeft daardoor weinig impact op de schepen die reeds in aanbouw zijn. Starship MK1 heeft een eigen massa van 200 ton (getankt met Super Heavy en met maximale vracht 5.000 ton). Voor latere uitvoeringen (vanaf Starship MK-4 of MK-5) verwacht Musk de droge massa tot 120 ton te reduceren. En hij hoopt dat op termijn zelfs naar minder dan 110 ton te reduceren. 
Na meerdere studies en ontwerpen voor een hitteschild is gekozen voor een dun keramisch hitteschild. Het hoeft niet dik te zijn omdat het staal heet mag worden voordat het zijn structurele stevigheid verliest. De tussentrap blijft aan het Starship zitten en beschermt de motoren zo tegen de hete plasmastromen tijdens de terugkeer in de atmosfeer. Het Starship is zonder Super Heavy 50 meter lang. De eerste Raptors (versie 1.0) zijn nog niet ontworpen om maximaal te presteren, maar om snel beschikbaar te zijn. In de loop der tijd verwacht Elon Musk de Raptor effectiever te maken waardoor de stuwkracht, de specifieke impuls en de thrust to weight-ratio toenemen. Een soortgelijk proces van optimalisatie heeft de Merlin 1D ook doorgemaakt.
De Super Heavy wordt uitgerust met zes staartvinnen die vaste landingspoten vormen. Voor het landen van een Super Heavy wordt dezelfde stuurtechniek met grid fins gebruikt als bij de Falcon-boosters. De grid fins voor deze raket zullen anders dan bij Falcon-boosters van gelast staal zijn en niet van titanium. 
Het minimum aantal benodigde Raptors om met Super Heavy van de grond te komen is 24. Er komen echter meer Raptors op de raket omdat SpaceX rekening wil houden met het onverhoopt uitvallen van een of meer motoren. Er kunnen maximaal 37 Raptors onder worden gemonteerd. Meer motoren zorgt voor een effectievere acceleratie. 
De Super Heavy is 68 meter lang. De totale lengte van Starship-Super Heavy bleef 118 meter. De eerste Super Heavy wordt pas gebouwd als Starship MK-3 en MK4 af zijn. De belangrijkste horde die daarvoor genomen moet worden is dat er voldoende Raptors beschikbaar moeten zijn. Starship MK-1 en MK-2 zijn met drie Raptors uitgerust. MK-3 en MK-4 worden van zes Raptors voorzien. 
Musk gaf tijdens de presentatie aan te hopen binnen zes maanden een Starship met hulp van Super Heavy in een baan om de Aarde te brengen. Hij noemde zijn keuze voor staal zijn beste ontwerpkeuze ooit. Het is lichter, sterker, eenvoudiger te bewerken en temperatuurbestendiger dan koolstofvezel en kost per ton twee procent van wat koolstofvezel per ton kost. In reactie op een tweet van NASA’s directeur Jim Bridenstine die aangaf dat hij hetzelfde enthousiasme dat er is voor Starship ook verwacht voor de enkele jaren vertraagde, Commercial Crew-projecten zei Elon Musk dat slechts vijf procent van zijn personeel aan Starship werkt en dat Falcon 9-Dragon 2 zijn hoogste prioriteit heeft.
In november 2019 gaf Musk aan dat een Starship-Super Heavy zo’n 900.000 dollar aan brandstof gebruikt. Hij denkt ook dat door de volledige herbruikbaarheid de operationele kosten van een lancering voor SpaceX zo’n twee miljoen dollar zullen zijn.
Ook blijkt de Raptor in november 2019 doorontwikkeld. Er is een variant voor de Super Heavy ontwikkeld die 300 ton stuwkracht levert en is versimpeld in de zin dat gas terugnemen en het kantelen van de straalpijp bij deze variant niet mogelijk is. Deze versimpelingen maken het maximaliseren van de stuwkracht mogelijk. Het middelste cluster motoren van de Super Heavy blijft wel uit zeven stuurbare Raptors met de mogelijkheid tot gas terugnemen bestaan omdat die voor de landing worden gebruikt.

### Ontwerp-updates 2020
In maart 2020 gaf Musk aan binnen twee maanden voor een aantal onderdelen Starship van 301-staal op een andere staallegering 304L over te gaan. Ondertussen ontwikkelt SpaceX ook zelf een legering die eind 2020 in gebruik zou moeten worden genomen. Ook werd de Super Heavy twee meter langer; 70 meter, waardoor de gehele raket 120 meter lang wordt. De totale massa van de raket zal bij het opstijgen ongeveer vijf miljoen kilogram zijn. 
Na de bouw van Starship SN3 bleek het ontwerp van de landingspoten te zijn aangepast. Deze waren omklapbaar vanuit het motorencompartiment in plaats van uitschuifbaar vanaf de zijkant waardoor er geen extra beschermende beplating omheen hoeft. Elon Musk omschreef dit als landingsgestel 1.0. Hij kondigde aan dat er bij latere prototypes een 60% langere versie van dit landingsgestel zou worden gebruikt dat landingsgestel 1.1 heet. Uiteindelijk moeten deze worden vervangen door een uitwendig uitklapbaar landingsgestel (2.0) dat gebaseerd is op dat van de Falcon 9-boosters.
De vaste landingspoten en grid fins van Super Heavy waren in mei 2020 weer geschrapt en vervangen door flappen en landingspoten zoals die ook op het ontwerp van Starships tweede trap zitten. In augustus schreef Musk op Twitter dat Super Heavy toch vaste landingspoten zal krijgen die de raket twee meter boven de grond houden waardoor de totale raket 122 meter hoog wordt. Deze poten zullen ook een stuk verder uitsteken dan op eerdere animaties was te zien zodat ze minder last hebben van de hete uitstoot van de motoren. Ook wordt overwogen om het aantal Raptors van Super Heavy terug te brengen naar 28. 
Eind augustus 2020 zei Musk dat het testproces meer tijd in beslag nam dan hij vooraf beoogde, maar dat de ontwikkeling van een gestroomlijnde productielijn goed op schema lag. Dat laatste is wat hem betreft belangrijker. Een van de ingewikkeldste ontwerpopgaven is het hitteschild van de stuurflappen. De hitte moet buiten het scharniermechaniek gehouden worden. Hoe dat wordt opgelost kon Musk wegens International Traffic in Arms Regulations (ITAR) niet vertellen.
Op 30 december 2020 tweette Elon Musk dat SpaceX in nieuwe plannen de Super Heavy niet op poten of op het lanceerplatform zal laten landen, maar dat er een grijparm aan de lanceertoren komt die de booster moet vangen waarbij de grid-vinnen als grippunt fungeren. Later zou dit plan ook op Starship van toepassing worden. Het vervallen van landingspoten maakt het systeem een stuk minder kwetsbaar. Starship hangt aan zijn voorflappen aan de grijparmen (die chopstick worden genoemd) en de boosters werden uiteindelijk voorzien van uitsteeksel die net onder de grid fins zitten om grip op te krijgen. De grid fins zijn sinds 2021 niet meer inklapbaar. 
De scharnieren van de flappen van Starship worden vanaf prototype ship 21 niet meer aan de uiterste zijkanten maar iets dichter richting de rug geplaatst zodat deze minder worden blootgesteld aan plasmastromen. Ook is het de bedoeling dat een Starship puur door zijn gewicht op de Super Heavy blijft staan en er geen ontkoppelingsmechaniek meer wordt gebruikt om de trappen op elkaar te houden.

### Updates 2022
Tijdens een update-presentatie op 10 februari 2022 kwamen nauwelijks nieuwe details naar buiten. De presentatie werd gehouden bij een grotendeels voltooid lanceerplatform OLP-1 met daarop Booster 4 en Ship 20. Het ontwerp was grotendeels uitgekristalliseerd. Over het interieur werden nog altijd geen details bekendgemaakt. 
Elon Musk gaf aan dat het ontwikkelen van de Raptor 2-motoren zijn meeste tijd nam. Het grootste obstakel is het smelten van de verbrandingskamers. Hij verwacht daar een oplossing voor te hebben. De Raptor 2 wordt een krachtiger opvolger van de Raptor 1 die tot dan toe voor Starship-prototypes werd gebruikt. Alle geleerde lessen uit die periode worden in het ontwerp meegenomen. Er zijn nauwelijks bedrading en leidingen aan de buitenkant aangebracht waardoor de motor er veel simpeler uitziet en minder kwetsbaar is.
Op 13 februari 2022, een paar dagen na de presentatie, tweette Musk dat ze het aantal Raptors voor de volgende te bouwen booster naar 33 gingen opschroeven en de booster mogelijk nog zouden verlengen.
Ondertussen werd op 14 februari 2022 het Polarisprogramma aangekondigd, dat middels twee Crew Dragon-vluchten naar de eerste bemande Starshipvlucht (Polaris III) toewerkt.

### Update juni 2023
Na de eerste geïntegreerde testvlucht meldde Musk dat Starship het scheiden van de trappen middels hot staging gaat doen. Dat wil zeggen dat de tweede trap zijn motoren start nog voor de eerste trap zijn motoren heeft uitgeschakeld. Hiervoor zal de Super Heavy van een langere tussentrap met openingen worden voorzien. Door die openingen kan het vuur van motoren van de tweede trap naar buiten. Reden voor het toepassen van deze techniek was voorheen om de stuwstoffen onder in de tanks te houden. Echter, SpaceX doet dit omdat het voor een effectiever vluchtpatroon zorgt waardoor er 10% meer vracht mee kan.

### Update januari 2024
In het najaar van 2023 gaf Musk aan dat vanaf Starship serienummer S34 een versie 2 (of V2/Block-2)-configuratie zal hebben. Tijdens een bedrijfsupdate in de Rocket Garden van Starbase op 12 januari 2024 zei Musk dat Starship V2 krachtiger en betrouwbaarder wordt. Dit gebeurt door de scharnierpunten van voorflappen van de zijkant naar een positie iets hoger op de rug te verplaatsen. Ook werd het hitteschild verder aangepast en de avionics compleet vernieuwd.
Er was ook al een Starship V3 in ontwerp. Deze zal tussen 140 en 150 meter lang worden en met 89 meganewton stuwkracht nog krachtiger worden en geschikt zijn voor 200 ton vracht. Op Starbase zal een tweede lanceerplatform komen zodat er de flexibiliteit ontstaat, dat als het ene platform wordt aangepast, het andere platform functioneel blijft. De segmenten voor tweede lanceertoren waren in de loop van 2023 al gebouwd op de Robert's Road-faciliteit van SpaceX op het Kennedy Space Center en aan het eind van 2023 naar Brownsville verscheept.

## Prototypes voor atmosferische testvluchten (eind 2018-juni 2021)
Een belangrijke stap richting de BFR was de ontwikkeling van de Falcon Heavy. Deze raket gebruikt veel (27) raketmotoren die in een goede sequentie moeten starten. Aan de vooravond van de eerste Falcon Heavy-lancering meldde Musk dat de geplande bemande vlucht om de Maan met Falcon Heavy-Dragon 2-combinatie met aan boord twee ruimtetoeristen was uitgesteld en omgeboekt naar de BFR. De ontwikkeling van de BFR zou veel voorspoediger verlopen dan verwacht en er werd daarom geen energie meer gestoken in het geschikt maken van de Falcon Heavy voor bemande vluchten.
Op de post-launch-persconferentie na de Falcon Heavy-demonstratievlucht meldde Musk dat, als alles mee zou zitten, er al in 2019 korte “hoppervluchten” met het ruimteschip gemaakt zouden kunnen worden. Dit zou vanaf de nieuwe South Texas Launch Site in Boca Chica kunnen gebeuren of vanaf een schip. Een maand later meldde hij op SXSW dat de constructie van het eerste BFR-ruimteschip reeds was aangevangen. Tijdens Satellite show 2018 noemde Gwynne Shotwell het waarschijnlijk dat de BFR in 2020 orbitaal zou vliegen.

### Tweemaal geannuleerde Starship-werf in LA
Op 15 maart 2018 kreeg SpaceX toestemming van de autoriteiten om een in onbruik geraakt terrein met daarop enkele industriële bouwwerken in de haven van Los Angeles te verbouwen tot BFR-fabriek. Het kavel zou in de toenmalige plannen overigens ook voor het onderhouden van Falcon 9- en-Falcon Heavy-boosters die vanaf Vandenberg AFB worden gelanceerd worden gebruikt en het landingsschip Just Read the Instruction lag in het aangrenzende dok. De BFR zou daar worden gebouwd omdat deze te groot zou zijn om over de weg naar de lanceerbases te vervoeren. Dit moest dan ook per schip gaan gebeuren.
Op 9 april 2018 plaatste Musk een foto van een mal op Instagram die aanvankelijk gebruikt zou worden om de koolstofvezel-romp van de BFR te bouwen. Bij de presentatie van 17 september 2018 werd een foto van het eerste rompdeel getoond.
Ondertussen werd eind 2018 duidelijk dat er roestvast staal in plaats van koolstofvezel gebruikt zal worden. De bouw van het eerste koolstofvezel-Starship was december 2018 onderweg en de bouw van de eerste Super Heavy-booster had in het voorjaar van 2019 moeten beginnen. De keuze voor roestvast staal in november 2018 veranderde die plannen. De eerder genoemde mal was inmiddels overbodig geworden en is uiteindelijk net als de reeds gebouwde koolstofdelen gesloopt. De huur van het terrein werd per maart 2019 opgezegd.
Begin 2020 werd er toch weer onderhandeld met het stadsbestuur van San Pedro om op hetzelfde terrein toch een Starshipwerf te openen. Reden daarvoor is dat SpaceX veel extra capaciteit nodig heeft om zo snel mogelijk een vloot Starships te bouwen. Deze werf zou dus niet in de plaats van de andere werven komen. Op 20 februari 2020 werd de nieuwe vergunning voor het gebruik van het terrein door het havenbestuur goedgekeurd. Op 26 februari vergaderde de gemeenteraad van San Pedro over het nieuwe huurcontract en gaf de definitieve goedkeuring. Een maand later, op 27 maart, stuurde SpaceX de betrokken partijen een brief waarin ze duidelijk maakten er toch vanaf te zien.

### Bouw van start
Op 16 januari 2019 gaf SpaceX aan de bouw van de prototypes bij de SpaceX South Texas Launch Site (waar ook de Starhopper al werd gebouwd) uit te voeren. De voorbereiding zoals de productie van de motoren, stuurflappen, elektronica en andere onderdelen gebeurt in Hawthorne.
Op 4 februari 2019 (UTC) werd een Raptor-motor met het voorlopige ontwerp dat aanvankelijk op Starship en Super Heavy zal worden gebruikt opgestart. De motor brandde enkele seconden. Ongeveer twee uur later werd dit herhaald. Drie dagen later werd bij een vervolgtest kamerdruk van 257 bar en een stuwkracht van 172 metrische ton gehaald. Dat is iets meer dan de minimale druk die voor het lanceren van de BFR benodigd is. Een week later op 10 februari werd het 20 jaar oude kamerdrukrecord van de RD-180 gebroken en een kamerdruk van 268,9 bar gehaald. Voor deze test werd nog geen supergekoelde methalox gebruikt.
In juni 2019 gaf Musk aan te verwachten eind 2019 iedere twaalf uur een Raptor af te bouwen. Ook meldde Jonathan Hofeller (vice president of commercial sales van SpaceX) dat ze in onderhandeling zijn over een eerste commerciële lancering met Starship die in 2021 zou moeten plaatsvinden. Tevens noemde hij de nieuwe mogelijkheid die Starship met zich meebrengt om satellieten terug naar Aarde te brengen voor bijvoorbeeld reparaties of upgrades
Starships werden in 2019 op twee locaties gebouwd: in Cocoa in Florida en in Boca Chica in Texas. SpaceX is eind 2019 begonnen een werf aan Roberts Road op Merritt Island (Kennedy Space Center) klaar te maken. De werf in Cocoa zou aanvankelijk worden ontmanteld. Het is vanaf Roberts Road veel gemakkelijker om het Starship naar lanceerplaats LC-39A te vervoeren. Vanuit Cocoa waren zowel landvoertuigen als een schip nodig geweest waarbij belangrijke verkeersaders en een spoorlijn hadden moeten worden afgesloten. Ondertussen werd in december 2019 ook veel van de apparatuur van Cocoa naar Boca Chica verhuisd waar de productiecapaciteit wordt opgevoerd.
Aan Roberts Road gebeurde in 2020 vrijwel niets van betekenis. In augustus 2020 werd de tanksectie van het onvoltooide Starship MK2 op de Cidco Road-werf in Cocoa gesloopt. Tegen de eerder gewekte verwachtingen in namen activiteiten daar daarna weer toe. Er werd op die locatie een installatie voor het winnen van methaan en zuurstof uit water en koolstofdioxide geïnstalleerd waarmee SpaceX met de sabatierreactie lijkt te experimenteren.

### Testschip “Starhopper”

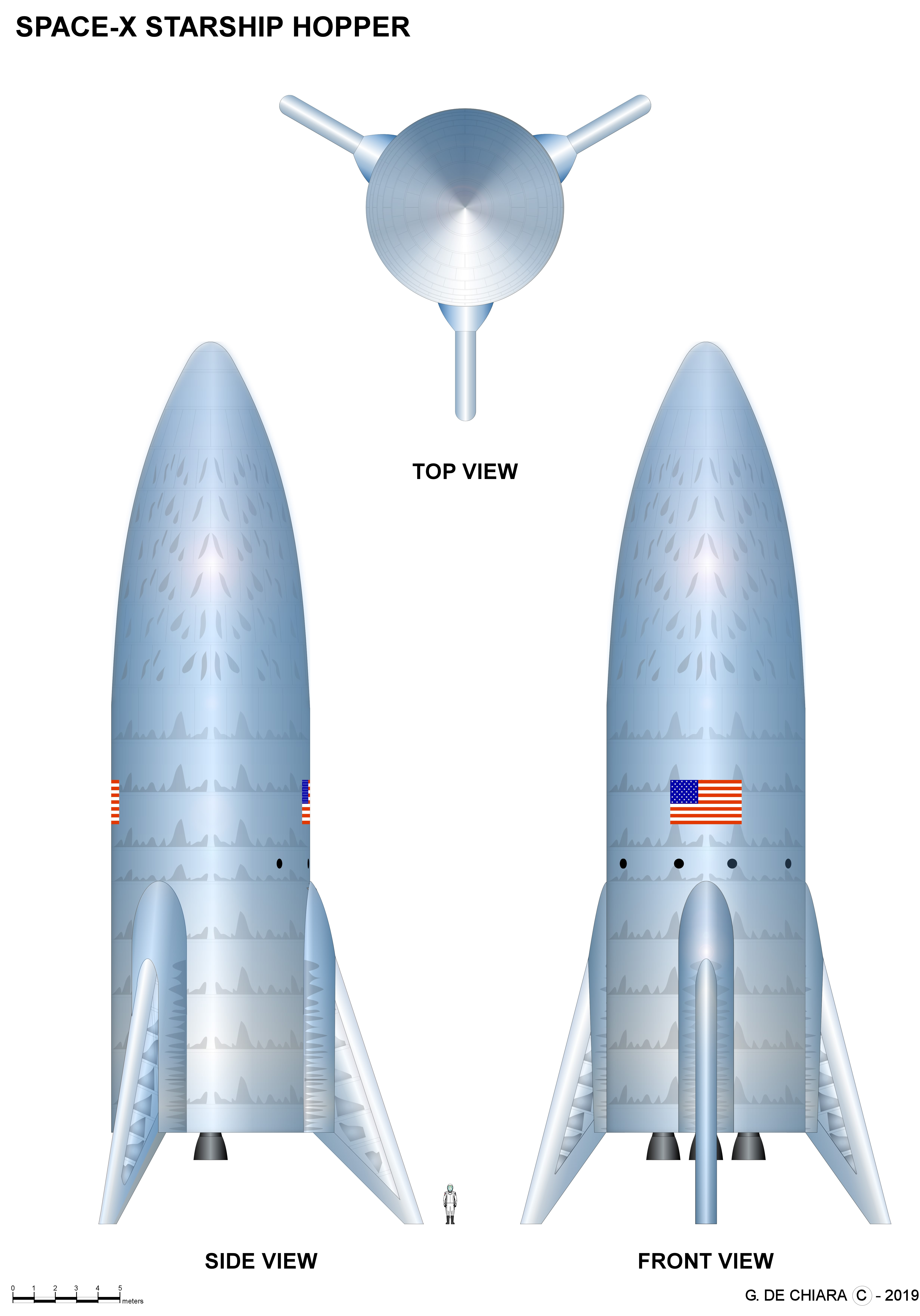
Het aanvankelijke ontwerp voor de Starhopper met neuskegel

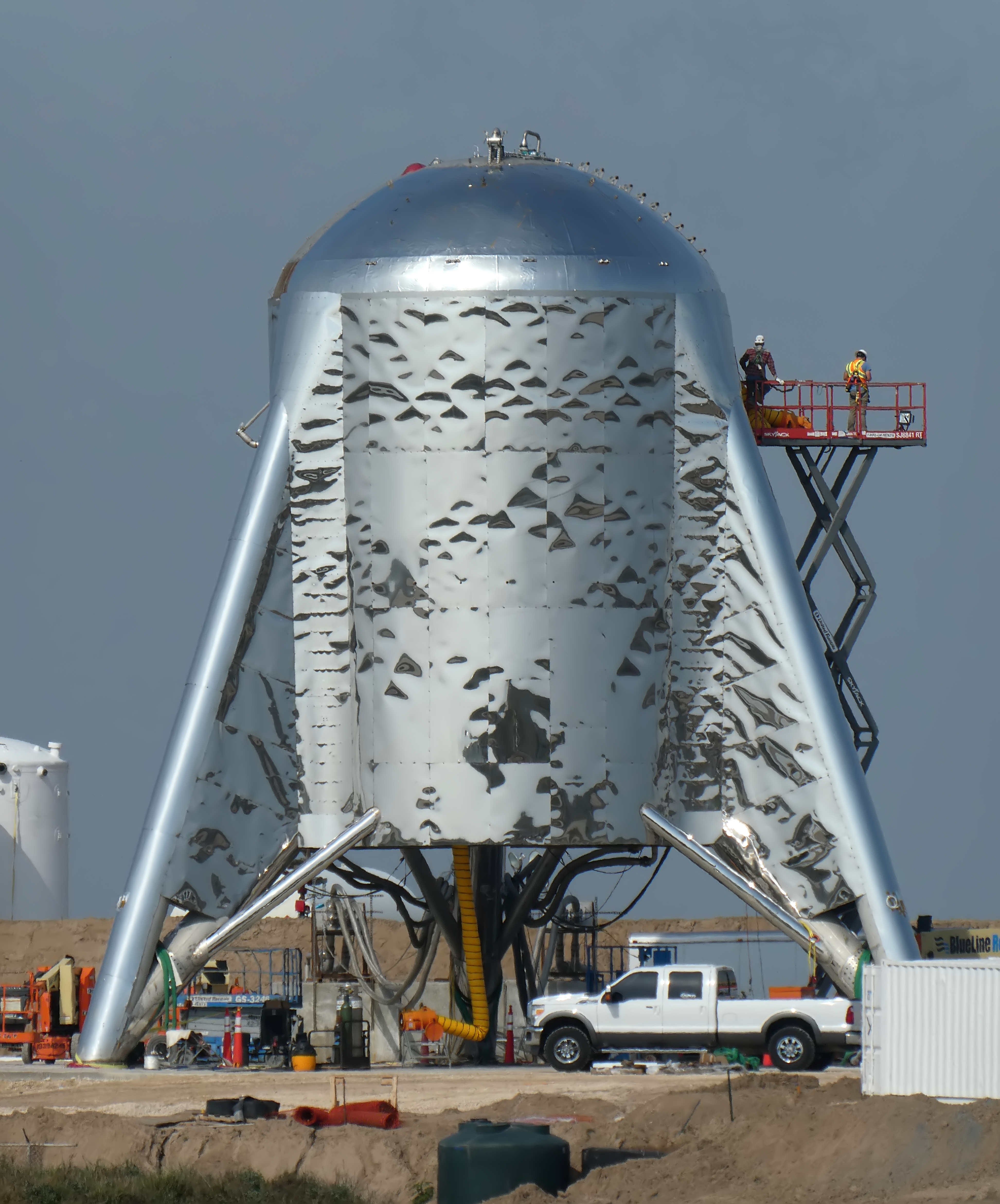
De Starhopper zonder neuskegel (en ten tijde van de foto zonder motor)

Eind december 2018 verschenen foto’s van een roestvaststalen testobject dat nabij Boca Chica geassembleerd wordt op sociale media. Deze testraket werd in de (sociale) media al gauw onofficieel “Starhopper” genoemd, een naam die al gauw ook door Elon Musk werd geadopteerd. Andere aanvankelijk gebruikte namen waren “Hoppership” en “Big Falcon Hopper”. In eerste instantie werd vermoed dat het om de bouw van een watertoren voor de lanceerinstallatie ging omdat de constructie werd gebouwd door een bedrijf dat in de bouw van watertorens is gespecialiseerd. 
Elon Musk gaf op Twitter enige nadere uitleg. Het test-schip voor hoppervluchten heeft dezelfde diameter als het uiteindelijke Starship maar is wel minder lang. Het wordt met drie Raptors uitgevoerd. Op 9 januari werd het bovenste grote deel van de “Starhopper” op de onderkant geplaatst en werden de contouren zichtbaar. In eerste instantie zaten er Raptors op die uit test-onderdelen waren opgebouwd. Voor de daadwerkelijke hoppervluchten zouden deze worden vervangen door vluchtwaardige Raptors. 
Op 5 januari 2019 gaf Musk aan te werken op een schema met de eerste test over vier weken, “wat waarschijnlijk acht weken betekent door onvoorziene technische problemen”.
Die technische problemen kwamen al gauw. De neuskegel, die voor de verdere afbouw van de Starhopper weer was gedemonteerd en naast het onderste deel was geplaatst, woei om in een storm en raakte beschadigd. SpaceX besloot de neuskegel niet te herbouwen. De neuskegel had slechts een esthetische functie. De Starhopper werd op 8 maart naar de lanceerplaats vervoerd.

#### Aangelijnde vluchten
De eerste vluchten van de Starhopper waren zeer korte “aangelijnde” sprongetjes van enkele meters. De Starhopper was toen nog met ankers en staalkabels aan de grond vastgezet zodat deze zichzelf niet per ongeluk omver kon werpen. Hiervoor was maar één Raptor benodigd die rond 15 maart 2019 in de Starhopper werd gemonteerd. Uit toegewezen vergunningaanvragen was op te maken dat de eerste hoppervluchten al op 20 maart 2019 hadden kunnen beginnen. Vanaf die dag probeerde SpaceX bijna dagelijks de Raptor te starten maar liep tegen problemen door ijsvorming in de brandstofleidingen. 
Op 4 april om 00:56 UTC lukte het dan toch de Raptor te starten. Twee dagen later werd dit herhaald waarbij de maximale kracht voor een aangelijnde vlucht werd gehaald. SpaceX was van plan de hoppertests in juni 2019 te hervatten maar moest dat uitstellen omdat een van de Raptors tijdens de tests in de testopstelling in McGregor mechanische schade had opgelopen als gevolg van een sterke akoestische resonantie van 600 hertz. SpaceX besloot daarop het ontwerp van de Raptor eerst aan te passen. Op 7 juli 2019 meldde Musk dat het probleem was verholpen.

#### 30 meter vrije vlucht
Vanaf 13 juli 2019 hervatte SpaceX de tests met een nieuwe Raptor-motor (serie nr. 06) waarbij het de bedoeling was op 17 juli de eerste vrije hoppervlucht uit te voeren. In tussentijd waren ook 12 stuurmotoren, stikstofstuwers van het type dat ook op de Falcon 9 zitten, op de Starhopper aangebracht. Kort na de statische starttest op 16 juli ontstond een grote steekvlam waarna SpaceX het testen voorlopig opschortte. De steekvlam wijst op het lekken van methaan. Volgens Elon Musk was er nauwelijks schade. 
Een poging de Starhopper op te laten stijgen werd op 24 juli kort na het starten van de motor afgebroken. Doordat de temperatuur van de brandstof kouder was dan verwacht werd de kamerdruk in de Raptor te hoog en trad een abort-sequentie in werking. De volgende dag lukte het wel de hopper zijn eerste vrije vlucht te laten maken en 20 meter omhoog en tientallen meters zijwaarts te vliegen.

#### Laatste, 150 meter hoge vrije vlucht
De volgende test die voor eind augustus stond gepland had een 200 meter hoge vlucht moeten zijn. Musk gaf aan dat dat de laatste vlucht van de Starhopper zal zijn. De vlucht liet wat langer op zich wachten omdat de FAA nog nader antwoord op vragen nodig had voor ze toestemming voor de vlucht verleenden. De maximum hoogte van de vlucht werd door de FAA verlaagd naar 150 meter om de reikwijdte van de drukgolf van een eventuele explosie in de lucht te beperken. Ook moest SpaceX van de FAA 100 miljoen dollar in plaats van 3 miljoen voor eventuele schade reserveren. 
De sheriff verzocht enkele dagen tevoren de bewoners van Boca Chica Village tijdens de test niet thuis, of ten minste buitenshuis te zijn. Bij een explosie zouden ramen kunnen sneuvelen. Omdat het exacte moment van de test vooraf niet bekend was zou tien minuten voor de test een politieauto in het gehucht zijn sirene aanzetten om de bewoners en verzamelde journalisten (waaronder een aantal professionele youtubers) erop te attenderen dat het tijd was naar buiten te gaan. Deze tactiek zou in de daarop volgende jaren voor statische starttests in gebruik blijven. Voor de testvluchten van Starships die meer brandstof bevatten werd het dorp ontruimd.
Op 26 augustus werd de eerste poging tot lancering afgebroken toen de ontsteking van de motor niet werkte. De ontsteking moest volgens Musk worden nagekeken. Op 27 augustus even na 17:00 uur (lokale tijd) lukte het dan wel de Starhopper te laten opstijgen en op 150 meter hoogte zijwaarts te laten vliegen en te landen. Bij de landing raakte een van de COPV (Composite Overwrapped Pressure Vessel)-drukvaten los en slingerde deze zichzelf weg. Een onbevestigde maar algemeen gedeelde theorie over dit voorval is dat dit kwam doordat de Starhopper hard landde omdat iets in de Raptor op het eind van de vlucht beschadigde en de motor minder stuwkracht had. Op beelden van de vlucht is te zien dat op het moment van het veronderstelde defect de uitstoot van de Raptor geel in plaats van transparant werd, wat erop wijst er ook iets anders dan methaan verbrandde.
Na afloop van het Starhopperprogramma gaf Elon Musk aan de Starhopper tot een statische testopstelling voor Raptors te verbouwen. Hoewel er regelmatig modificaties aan de Starhopper zijn uitgevoerd is dit uiteindelijk niet gebeurd. Wel werd begin mei 2020 een aantal camera’s, lampen en luidsprekers op de Starhopper gemonteerd die op de testinstallatie voor Starship-prototypes zijn gericht, evenals een windmeter. Na vijf jaar aan de rand van het lanceerterrein te hebben gestaan werd de Starhopper in de nacht van 3 op 4 september 2024 naar de overkant van Highway 4 verplaatst.

### Hitteschildtest
Voor Dragon-missie CRS-18 werden 4 voor Starship ontworpen hitteschildtegels op de Dragon aangebracht om deze tijdens een daadwerkelijke terugkeer in de atmosfeer te testen. De Dragon keerde op 27 augustus 2019 terug in de atmosfeer.

### Starship MK 1
In maart 2019 werd ook begonnen met de bouw van het eerste Starship. Deze werd op dezelfde locatie vlak bij de nederzetting Boca Chica waar de Starhopper werd gebouwd geconstrueerd en heeft voorlopig de naam Starship MK 1. Musk verwachtte midden september 2019 drie motoren en de stuurvinnen op de raket te plaatsen. Daags na de laatste Starhoppervlucht meldde Musk dat ze op koers liggen voor een 20 km hoge vlucht in oktober. Kort daarna wordt gepoogd dit prototype naar een hoogte zo’n 200 km te lanceren. Achteraf bekeken zou dit Starship nog lang niet vluchtwaardig blijken te zijn. 
Op 27 september 2019 werden de bovenste en onderste helft van het schip op elkaar gemonteerd en een dag later het afsluitende topje van de neuskegel. In de dagen daarvoor waren de stuurflappen bevestigd. Overigens werd het Starship een paar dagen na de presentatie van 28 september 2019 weer uit elkaar gehaald om er aan verder te werken. Op 30 oktober werd de onderzijde (brandstoftanks) van Starship MK1 van het fabricageterrein naar het lanceerterrein gebracht voor tests.

#### Explosie
Op 20 november werd op het lanceerplatform in Boca Chica een test uitgevoerd waarbij de zuurstof- en methaantanks van Starship MK 1 met cryogeen (onbrandbaar) stikstof werden gevuld en de druk bewust tot maximum werd opgevoerd. De bovenste helft van het Starship was daarbij nog niet op de onderste helft geplaatst. Tijdens de test werd door de combinatie van druk en kou de bovenkant van de methaantank uit het Starship geblazen. SpaceX heeft overigens een reputatie op het gebied van testen tot het het begeeft om zo snel mogelijk de zwakke plek in een ontwerp te vinden en te verbeteren. Het falen van een prototype kan dus als een succesvolle test worden uitgelegd. 
SpaceX gaf aan dat het geen vertraging van belang verwacht als gevolg van de explosie. Op Twitter gaf Elon Musk aan snel tot het bouwen van een Starship naar MK 3/MK 4-specificaties over te gaan en noemde de bouw van Starship MK 1 een goede leerweg op weg naar betere uitvoeringen. SpaceX had, zo werd achteraf gemeld, in de weken daarvoor al besloten de geplande vluchten van Starship MK 1 te schrappen en alleen grondtests met dit schip uit te voeren. 
Begin december werd begonnen met de sloop van Starship MK 1. Op 14 december werd MK 1’s laatste staalplaatring van het platform verwijderd. Mogelijk zal het staal van de gesloopte raket worden hergebruikt voor een aantal Tesla Cybertrucks. De achterflappen van Starship MK 1 werden in juli 2020 gebruikt als onderdeel van een terrasoverkapping bij een gebouw op de Starshipwerf. De neuskegelsectie stond een jaar later nog altijd bij de ingang van het productieterrein. In december 2020 werd ook deze gesloopt.

### Vervolgtest: Starbopper
In januari 2020 werd in Boca Chica een ingekorte versie van een brandstoftank geconstrueerd om deze bij wijze van test onder druk te zetten tot deze het zou begeven. De tank kreeg in de media de bijnaam Starbopper of kortweg Bopper. De lasnaden van de Bopper hielden tot 7,1 bar. In de praktijk zullen Starshiptanks aan 6 bar worden blootgesteld. Musk verwachtte met verder verbeterde lastechniek 8,5 bar te kunnen halen. Dat is 1,4 maal de nominale druk en een veiligheidsvereiste voor bemande vluchten.
Een testartikel voor een soortgelijke vervolgtest, Bopper 2.0 werd kort daarop geconstrueerd. Tijdens de eerste test op 27 januari 2020 hield deze het tot 7,5 bar bij kamertemperatuur voordat er een klein reparabel lek ontstond. Bij de volgende test op 28 januari werden cryogene temperaturen gebruikt Bopper 2.0 explodeerde bij een druk van 8,5 bar. Ook andere tanks zoals de stikstoftanks van de stuurraketten werden in januari 2020 tot brekens toe getest.

### Starship MK 2

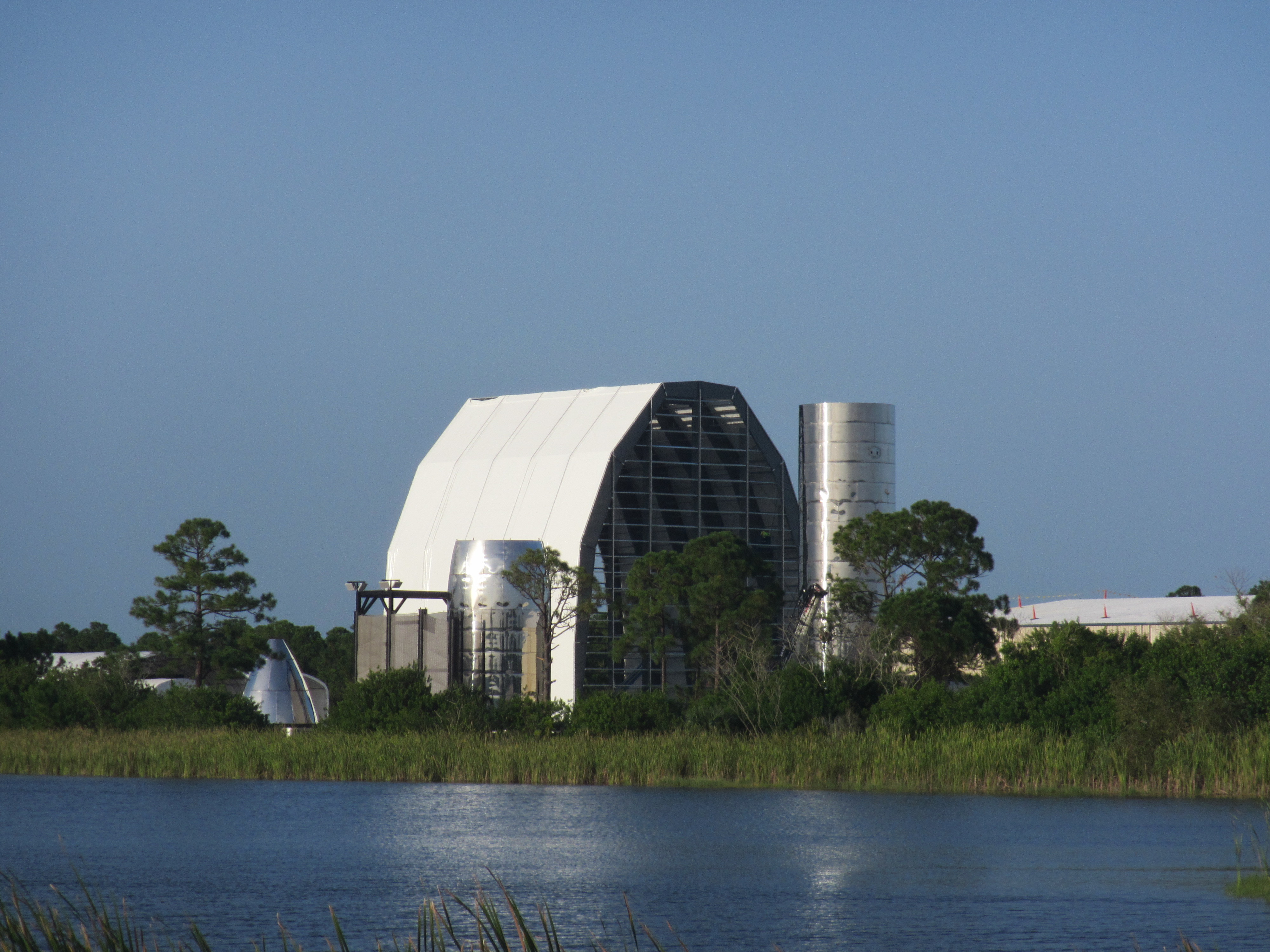
Starship MK 2 in aanbouw

Op 14 mei 2019 werd via het internetforum van NasaSpaceFlight (NSF) bekend dat er aan Cidco road in Cocoa, Florida met de bouw van een tweede Starship was begonnen. Dit werd op Twitter bevestigd door Elon Musk. De bouw van dit tweede Starship vond plaats op een terrein van het bedrijf Coastal Steel. Coastal Steel bleek een dekmantel van SpaceX te zijn waarmee de opstart van de werf ongemerkt kon gebeuren. Musk gaf aan de bouw op twee locaties als een competitie tussen twee teams te zien. Beide teams zijn verplicht informatie met elkaar te delen maar de teams zijn niet verplicht elkaars aanbevelingen op te volgen. Zo hoopt Musk erachter te komen wat de beste bouwlocatie en de beste bouwmethode is. 
Een duidelijk verschil met Starship MK 1 is dat MK 2 wordt opgebouwd uit stalen ringen die uit langere stukken plaatstaal bestaan terwijl MK 1 uit kortere staalplaten werd opgebouwd. Dit scheelt een aantal lasnaden. In verband met de mogelijke komst van orkaan Dorian werd een van de reeds gebouwde rompdelen van het Starship in een net gereedgekomen hangar geplaatst om zo een teleurstelling als die met de neuskegel van de Starhopper te voorkomen.
Hoewel de bouw in eerste instantie net zo snel als die van MK 1 leek te gaan ging het vanaf september 2019 een stuk langzamer. Eind november 2019 was Starship MK2 grotendeels voltooid maar waren er nog geen montagepunten voor de stuurflappen aangebracht.
Het was na de explosie van Starship MK1 ook niet duidelijk of dit Starship MK2 nog zou vliegen of überhaupt helemaal zou worden voltooid, aangezien SpaceX had aangegeven de prioriteit naar het bouwen van Starship MK3 en MK4 te verschuiven.
Op 2 december 2019, na het uitlekken van de sluiting van de Starship-werf in Cocoa, meldde SpaceX dat de Starship-activiteiten in Florida gepauzeerd zijn. Het meeste personeel is naar Boca Chica overgeplaatst. Ook werkt een deel op SpaceX-lanceerbases aan de Space Coast. Een aantal tijdelijke werkers heeft ontslag genomen. In juli 2020 werd duidelijk dat de sloop van Starship MK 2, dat verder geen functie meer had, was begonnen.

### Starship MK 4 (geannuleerd)
Rond 20 oktober 2019 leek op het productieterrein in Cocoa te zijn begonnen met het stapelen van de stalen ringen voor Starship MK 4 wat betekende dat de constructie van dit Starship was begonnen. Die ringen waren in augustus 2019 al gemaakt. In november werden de stalen ringen echter gesloopt. Dit gebeurde omdat SpaceX de reeds geproduceerde ringen allemaal een kleine afwijking in formaat hadden en dus niet goed op elkaar pasten.
Ondertussen werden door fotografen eind november 2019 Starship-onderdelen op SpaceX nieuwe “Roberts Road-werf” op Merrit Island waargenomen. Starship MK4 zou in de toenmalige plannen daar worden gebouwd. En de werf in Cocoa zou op termijn worden gesloten. Op 1 december 2019 was 80 procent van het personeel van de Cocoa-werf reeds overgeplaatst of ontslagen. Anno februari 2020 is er nauwelijks iets gebeurd op de Roberts Road-werf en ligt de focus van SpaceX voorlopig op het werk dat in Boca Chica wordt verzet en is Starship MK4 geannuleerd.

### Starship SN1
Op 24 november 2019 werden de eerste onderdelen voor de Starboppers en wat toen Starship MK 3 werd genoemd in Boca Chica waargenomen. Dat een verfijnd ontwerp en bouwproces wordt gebruikt blijkt al uit het feit dat diverse onderdelen geprefabriceerd in Boca Chica worden aangeleverd en niet zoals bij Starship MK 1 ter plaatse worden gemaakt. Ook is er voor de bouw een staalroller waarmee stalenringen uit een stuk staal kunnen worden gefabriceerd, waardoor het aantal lasnaden wordt ingeperkt. 
Gelijktijdig wordt de Boca Chica-werf flink uitgebreid. Eind december 2019 hanteerde Elon Musk de naam SN1. SN staat bij SpaceX meestal voor Serial Number. Daarmee lijkt dit Starship minder als prototype te worden benaderd. Op 1 februari 2020 begon men met het stapelen van ringen. Eerdere waarnemingen van het stapelen van ringen bleken achteraf voor testartikelen waaronder de Starboppers te zijn. Opvallend is dat het stapelen van de ringen niet meer per stuk wordt gedaan, maar dat er in een tent meerdere ringen worden gestapeld tot een segment dat vervolgens buiten met andere segmenten wordt samengevoegd. 
Op 22 februari was de brandstoftank reeds voltooid. Op 25 februari werd deze op het lanceerplatform geplaatst om in de dagen daarna aan een druktest en een statische starttest te worden onderworpen waarvoor er een Raptor onder moet worden gemonteerd.

#### Explosie
Tijdens de bouw meldde Musk dat de lasinstallatie op de verkeerde instellingen had gestaan waardoor de lasnaden niet zo glad en sterk als de bedoeling was waren.
Op 28 februari werd de eerste druktest uitgevoerd. Ook de tank van Starship SN1 begaf het. De bodem werd eruit geblazen waardoor de rest zichzelf (onbedoeld) lanceerde, implodeerde en op de grond viel. In de dagen voor de test werd al duidelijk dat SN1 waarschijnlijk niet sterk genoeg was. Ook was er plaats voor maar een Raptor wat erop duidde dat SN1 niet zou gaan vliegen.

#### Doel en eigenschappen SN1
Starship SN 1 werd gebouwd om testvluchten tot een hoogte van 20 km uit te voeren. Deze vluchten zijn nodig om het atmosferische deel van de vlucht inclusief de landingsmanoeuvre, waarbij het schip kort voor de landing vanuit zijn horizontale positie naar de verticale landingspositie moet bewegen, onder controle te krijgen. Omdat de snelheden bij deze vluchten veel lager zijn dan bij een terugkeer uit de ruimte wordt dit Starship niet met een hitteschild uitgevoerd. 
Een belangrijk verschil met het ontwerp van Starship MK1 was dat de tank met zuurstof voor de landing in de neuskegel zou zitten. Daardoor wordt de massa beter verdeeld en ligt het zwaartepunt tijdens de afdaling door de atmosfeer beter gecentraliseerd. Ook ziet het exterieur er veel netter uit; bestaand uit glad staal met strakke lasnaden en zonder deuken of vervormingen. De doelen van SN1 zijn na de explosie doorgeschoven naar een volgend Starship waarbij een pragmatischer ontwikkelingsplan ontstond. 
Het zou nog tot Starship SN8 duren voor een hoge hoppervlucht kan worden ondernomen. Het exploderen van tanks was iets wat tijdens de ontwikkeling van de Falcon 1 ook veel gebeurde. Dit hangt samen met de manier van werken van SpaceX waarbij ontworpen onderdelen zo snel mogelijk worden gebouwd en getest om te kijken of het ontwerp klopt en waar de zwakke plekken zitten.

### Starship SN2
Terwijl de bouw van Starship SN1 bezig was, werd op dezelfde werf ook begonnen met de bouw van onderdelen van Starship SN2. Volgens Elon Musk zou dit ruimteschip er nog veel netter uitzien dan SN1. Op 25 februari 2020 meldde Elon Musk dat de bouw van de tank nog die week zou beginnen. De bouw van SN2 begon op 1 maart en vond plaats in de highbay die in februari 2020 op de Boca Chica-werf werd gebouwd. Op 2 maart tweette Elon Musk dat SN2 niet volledig zou worden afgebouwd. Alleen de zuurstoftank werd gebouwd in een verkorte uitvoering om vervolgens op 7 en 8 maart met succes aan twee druk-tests te worden onderworpen. Dat gebeurt voornamelijk te zien of de bodem (het zwakke punt van SN1) het hield. SN2 werd na de test naar de rand van het Starship-productieterrein gebracht en stond daar in mei 2020 nog altijd.

### Starship SN3
Vrijwel direct na de succesvolle druk test van SN2 werd in Boca Chica overgegaan tot de bouw van SN3. Deze zou geschikt moeten zijn om een of meer middelhoge hoppervluchten te kunnen maken met 20 kilometer als plafond. Op 17 maart 2020 werd begonnen met het stapelen van de delen van de neuskegel en een dag later werden de delen van de tanksectie (uitgezonderd het onderste deel) op elkaar geplaatst. Het onderste deel volgde op 26 maart. Op 29 maart werd de tanksectie naar het lanceerterrein gebracht voor de druktest. In de lanceerinstallatie zijn (tijdelijk) drie hydraulische cilinders aangebracht die tijdens de druktest de kracht van de drie Raptors simuleren door opwaartse druk op de bevestigingspunten uit te oefenen. 
Op 2 april werd een eerste druktest met stikstof op omgevingstemperatuur uitgevoerd. Later die dag werd ook begonnen met een druktest met vloeibaar stikstof op cryogene temperatuur. Deze test werd echter snel afgebroken omdat er problemen met de ventielen van de zuurstoftank waren. De daarop volgende nacht werd de methaantank die boven de zuurstoftank zit getest met cryogene stikstof. Ook SN3 begaf het en stortte in. Elon Musk gaf al snel aan dat er mogelijk ditmaal een fout in het testprotocol was gemaakt. Door onvoldoende druk in de zuurstoftank en het gewicht van de vloeibare stikstof in de daarboven zittende methaantank verkreukelde de zuurstoftank waardoor ze scheurde en knakte. Elon Musk gaf aan onderdelen van de onderzijde (de thrust section) die nog intact was te willen hergebruiken. Het is niet duidelijk of dat is gebeurd.

### Starship SN4: eerste goedgekeurde brandstoftanks en statische starts
Kort na de mislukte test van SN3 werd begonnen met de assemblage van Starship SN4 waarvoor de meeste onderdelen al voorbereid waren. De werf in Boca Chica was halverwege april 2020 dusdanig uitgebreid dat er gelijktijdig aan onderdelen voor meerdere prototypes in verschillende bouwstadia werd gewerkt. Musk gaf aan dat dit prototype niet met flappen wordt uitgerust en dus alleen voor hoppervluchten waarbij de motoren continu werken geschikt is.  
Op SN4 zijn ook op enkele plaatsen groepjes van zeven zeskantige hitteschildtegels aangebracht. Dit is gedaan om verschillende bevestigingsmethoden te testen. De bouw ging sneller dan de bouw van eerdere tanksecties, maar de reparaties van test- en lanceerplaats namen iets meer tijd in beslag waardoor de test enkele dagen langer op zich liet wachten. 

#### Druktests ronde 1
Op 23 april werd SN4 overgebracht naar het testterrein. In de nacht van 25 op 26 april werd de druktest bij omgevingstemperatuur succesvol uitgevoerd. Een cryogene druktest werd de nacht daarop met succes doorstaan. Hierdoor is de weg open om er motoren onder te monteren en hem klaar te maken voor een statische start.
De druktests werden overigens tot 4,9 bar uitgevoerd, en nog niet tot 8,4 bar.

#### Raptor-installatie, statische start
Op 27 april 2020 werd een Raptor (serie nr. 18) van het constructieterrein naar het lanceerterrein gebracht. SN4 moet korte vluchten vergelijkbaar met die van de Starhopper maken. In de daarop volgende dagen werd de Raptor onder SN4 geplaatst. De motor zit niet in het midden maar op de plaats waar deze ook in een cluster van drie zou zitten. Hierdoor is het massamiddelpunt verlegd en zal de raket licht gekanteld moeten worden tijdens de aangekondigde eenmotorige hoppervlucht. Ook zullen de tanks niet vol zijn voor zo’n vlucht omdat een Raptor niet voldoende kracht kan leveren om het gewicht van volledig gevulde tanks op te tillen. 
Vanaf 2 mei werd in de nachtelijke uren (tussen 20:00 en 6:00 lokale tijd) stapsgewijs naar een statische starttest toegewerkt. Op 5 mei om 20:57 lokale tijd werd de Raptor met succes enkele seconden gestart. De volgende nacht werd dit om 2:38 herhaald.

#### Druktests ronde 2
Na de twee statische starts werd de Raptor verwijderd en de hydraulische druksimulators teruggeplaatst waarna nieuwe cryogene druktests konden worden uitgevoerd die veel tot hogere druk moeten gaan dan bij de voorgaande druktests. SN4 overleefde deze test die in de nacht van 9 op 10 mei tot 7,5 bar ging. Dat is genoeg om voor een onbemande vlucht te worden goedgekeurd.

#### Statische starts Raptor SN20 en explosie
Op 10 mei werd weer een Raptor (serie nr. 20) naar SN4 gebracht voor installatie. Op 17 mei werden de voorverbranders van de Raptor getest evenals de stuwers van het positioneringssysteem. Deze tests vonden bij daglicht plaats. Een statische start werd op 19 mei uitgevoerd waarna een methaanlek en brand aan de onderzijde van de raket ontstond. De brand kon snel worden geblust. En gedurende het leegpompen van de raket werd constant water op de raket gespoten. Een paar dagen later werd begonnen met reparaties. Verdere tests waaronder de eerste vlucht van SN4 werden uitgesteld tot na de lancering van SpaceX' eerste bemande ruimtevlucht SpX-DM2, zodat het personeel zich daar volledig op kon richten.
Op 27 mei werd een zwaar gewicht als massasimulator op SN4 geplaatst. De volgende dag werd een statische start uitgevoerd. Een uur na de test gaf de FAA SpaceX licentie om met Starships korte testvluchten te maken. De licentie geldt tot 27 mei 2022 en vergt een verzekering/financiële reservering van 198 miljoen dollar om eventuele schade te dekken
Op 29 mei werd nogmaals een statische start uitgevoerd, maar de voedingslijnen van de testinstallatie begon kort daarop tijdens het legen van de tanks te lekken waarop de raket volledig explodeerde. Die explosie was zo krachtig dat een brokstuk van de raket 2,5 kilometer verderop op het dak van een nog bewoond huis in Boca Chica village terecht kwam. Ook was er enige schade op de "tankfarm" (het terrein waar de voorraadtanks met brandstoffen en bluswater staan). Een brokstuk sloeg een gat in een bluswater-tank.

### Starships SN5 en SN6: 150 meter hoppervluchten

#### Bouw
Op 23 april 2020, dezelfde dag dat SN4 de highbay verliet werden de eerste segmenten van SN5 er al gestapeld.
Op 12 mei, terwijl het SN4-testprogramma volop bezig was, was SN5 bijna voltooid. De verwachting was aanvankelijk dat dit prototype met drie Raptors en een neuskegel zou worden uitgerust om de 20 km hoge hoppervlucht uit te voeren. Maar de explosie van SN4 veranderde de doelen van dit prototype. Het werd niet met stuurflappen uitgerust. Terwijl SN4 werd getest en SN5 zo goed als af was, werden halverwege mei 2020 vrijwel alle segmenten van Starship SN6 al geproduceerd. Aangenomen wordt dat SN6 vrijwel identiek is aan SN5

#### Test SN5

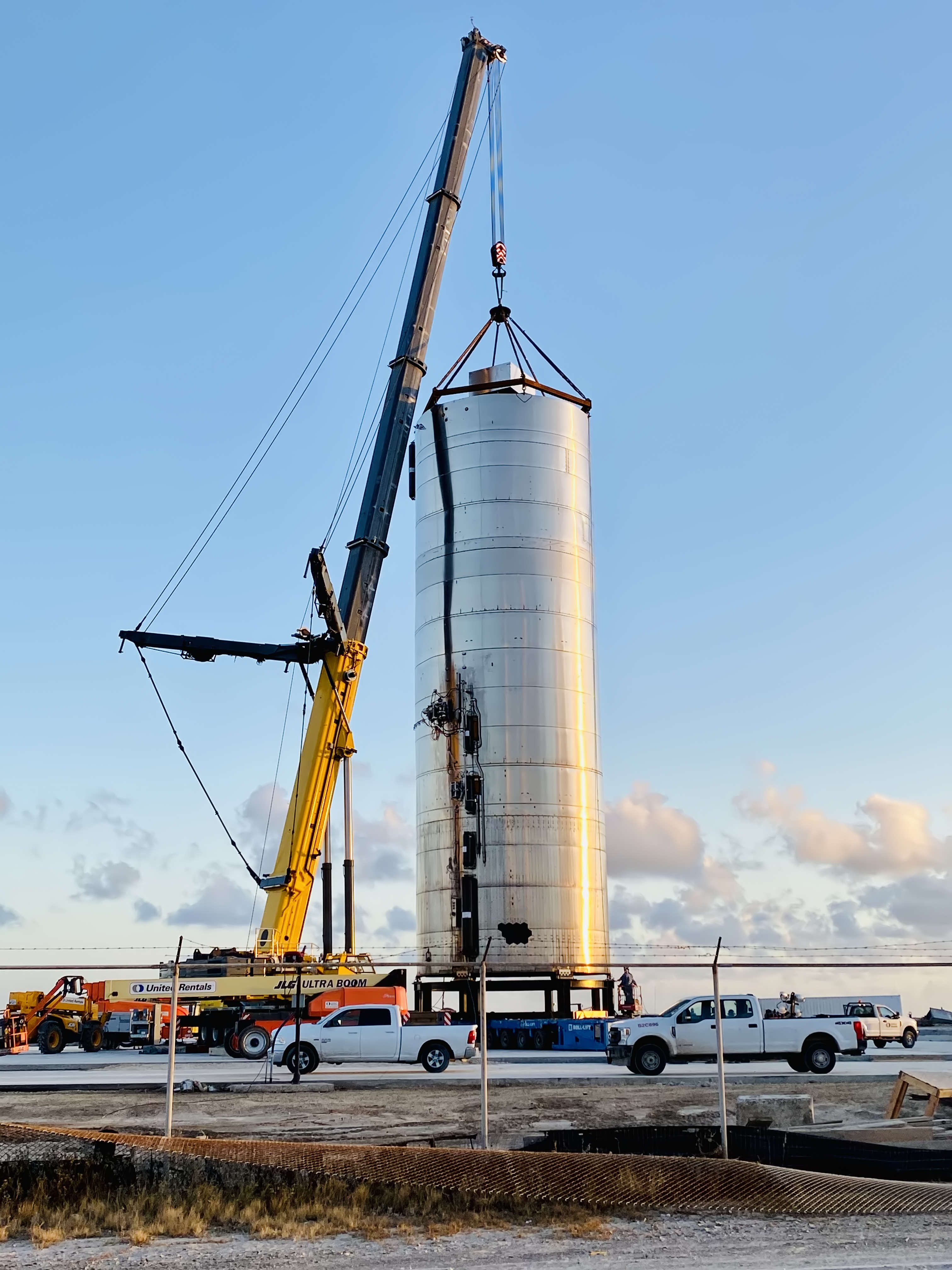
Starship SN5 vlak voor deze op het test- en lanceer-platform wordt gehesen. Goed te zien is dat de helium- en stikstoftanks bij dit prototype nog aan buitenzijde van de raket zijn geplaatst. Onderaan zit een aantal zeskantige hitteschildtegels gegroepeerd

Op 24 juni 2020, de dag nadat testtank SN7 tot destructie werd getest, werd SN5 naar het testterrein verplaatst. In de nacht van 30 juni naar 1 juli doorstond SN5 de cryogene druktest. Daarna nam SpaceX een aantal weken de tijd om de statische start-test voor te bereiden om zo een herhaling van de SN-4-explosie te voorkomen. Raptor SN-27 werd onder de raket gemonteerd. Op 30 juli 2020 maakte SN5 een statische start waarna Musk tweette dat een 150 meter hoge vlucht op korte termijn te verwachten is.

#### Eerste vlucht SN5
Op 3 augustus werd de eerste poging tot de hoppervlucht afgebroken omdat een klep in de Raptor niet goed opende. De volgende ochtend werd een nieuwe poging ondernomen en wederom afgebroken. Later, op de avond van 4 augustus (lokale tijd) steeg Starship SN5 op naar een hoogte van ongeveer 150 meter, klapte zijn landingsgestel 1.0-poten uit en landde 50 meter verderop. Het gevaarte hing tijdens de vlucht enigszins uit het lood om te compenseren voor het feit dat de enige Raptor net buiten het midden zit gemonteerd. Normaliter zullen daar drie motoren zitten. Tijdens de vlucht braken enkele hitteschildtegels van het kleine testhitteschild af. Andere tegels barstten maar bleven zitten.
Na deze eerste succesvolle hop tweette Elon Musk dat er nog een aantal korte hoppervluchten wordt ondernomen om het proces nog beter onder de knie te krijgen voordat ze tot hoge vluchten overgaan. Een dag na de eerste vlucht stond de raket nog op dezelfde plaats omdat de tanks nog niet leeg waren. Dat moest gebeuren door de inhoud er langzaam, gasvormig uit te laten, aangezien er geen tankaansluiting op de landingsplaats was waarmee het vloeibaar kon worden weggepompt.
Na de vlucht gaf Elon Musk ook aan dat SN5 reparaties aan onder meer het landingsgestel nodig heeft en SN6 waarschijnlijk eerst zou worden klaargemaakt voor een vlucht. Ook lichte hij een tipje van de sluier op voor de doelen van het vervolg van het testproces.
"We moeten vluchten simpel en gemakkelijk maken — vele (vluchten) per dag"
SN5 werd echter voorlopig niet nogmaals gebruikt en stond vier maanden later nog werkeloos op het productieterrein.

#### Eerste SN6-campagne
Op 11 augustus 2020 werd SN5 terug naar de Highbay op het productieterrein gebracht en nam de plaats van SN6 daar in. Diezelfde dag werd SN6 naar het testterrein gebracht. Op 16 augustus werd de cryogene druktest met succes uitgevoerd. Twee dagen later werd Raptor SN29 naar het Starship gebracht voor installatie. Op 23 augustus werd drie keer een poging tot een statische start ondernomen waarvan de laatste succesvol was. Op 3 september werd een 150 meter hoppervlucht met succes uitgevoerd die volgens Musk beter verliep dan de eerste hop van SN5. 
Op 7 september werd SN6 terug naar het productieterrein vervoerd, waarna SN7.1, een testtank, naar het testterrein werd gebracht.

#### Sloop
Op 7 januari 2021 werd begonnen met de sloop van SN6. En op 4 februari onderging SN5 hetzelfde lot.

### Testtanks SN7.0 en SN7.1: testobjecten voor 304L-staal
Terwijl SN6 in aanbouw was werd rond 10 juni 2020 een nieuwe testtank geconstrueerd. Het testobject is gemaakt uit het nieuwe 304L-staal. Op 12 juni 2020 werd de testtank naar het testterrein gebracht. Eerder dus dan SN5 en SN6. Op 15 juni werd deze aan een cryogene druktest onderworpen waarbij de druk werd opgevoerd tot deze het zou begeven. Elon Musk tweette tijdens de test dat de tank een aantal bekende zwakke punten had. Hij kondigde ook alvast een volgende, verbeterde testtank aan. Bij 7,6 bar begon de tank te lekken, wat volgens Musk een goed resultaat was. Het feit dat de tank niet openbarstte of explodeerde bewees volgens hem dat 304L-staal geschikter is voor Starship dan het eerder gebruikte 301-staal. Op 23 juni werd de inmiddels gerepareerde testtank opnieuw getest, wat deze keer in volledige destructie resulteerde.
Testtank SN7.1 werd vanaf begin augustus in de dagen na de eerste vlucht van SN5 gebouwd. Op 7 september werd deze overgebracht naar het testterrein alwaar in de weken daarvoor een nieuwe testinstallatie voor druktests is gebouwd. De eerste druktest werd in de nacht van 14 op 15 september uitgevoerd. Een uitslag daarvan is niet bekend. Journalisten die de test op enkele kilometers afstand aanschouwden hebben geen lekkages waargenomen. Na een aantal mislukte pogingen werd SN7.1 in de nacht van 22 op 23 tot destructie getest. Daarbij werd onder in de tank negen bar gehaald en bovenin acht bar. Musk verwacht nog verbeteringen door te voeren. Het restant van SN7.1 werd op 4 oktober 2020 gesloopt.

### Starship SN8

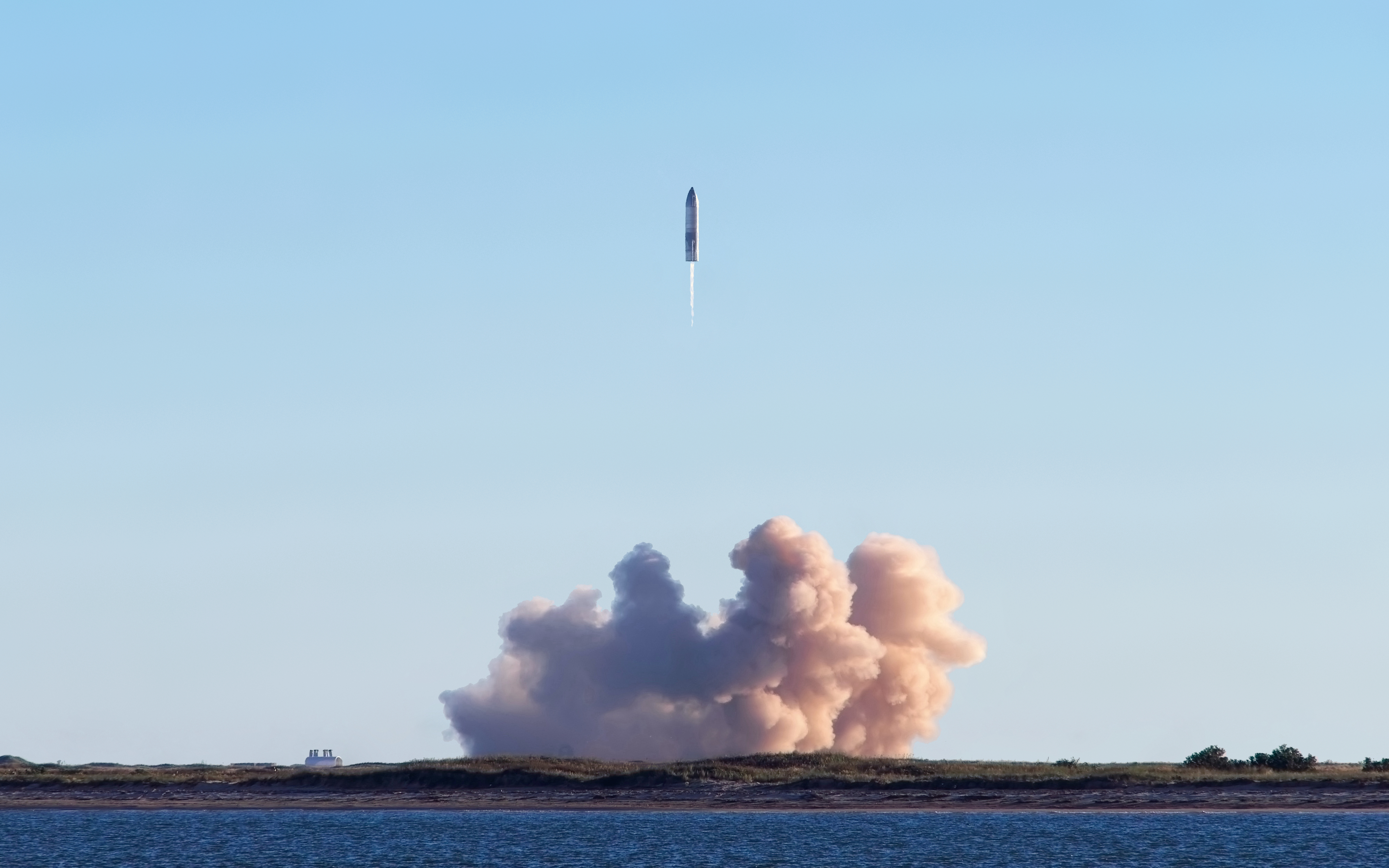
Lancering van Starship SN8

Op 8 augustus 2020 was de constructie van Starship SN8 begonnen. Dit is het eerste prototype waarin grote delen van 304L-staal zijn vervaardigd. Dit Starship zal als eerste met een neuskegel en stuurflappen worden uitgerust en moet na een serie lage hoppervluchten van SN5 en SN6 hogere vluchten gaan maken. Ook zijn de copv’s, de tanks met stikstof en helium, ten behoeve van de aerodynamica niet meer aan de buitenzijde gemonteerd. 
Halverwege september 2020 was de tanksectie van SN8 voltooid. SN8 is uitgevoerd met landingsgestel 1.1 dat iets langere poten heeft dan dat van eerdere Starships, maar volgens hetzelfde principe werkt. Elon Musk gaf aan dat het schip in de derde week van september zou moeten worden voltooid (dat werd niet gehaald). 
Op 22 september werden de flappen aan de tanksectie bevestigd. Dat was op de dag af een jaar nadat de flappen op Starship MK1 werden bevestigd. De eerste vlucht naar 15 kilometer moet worden voorafgegaan door twee statische start-testen met tussentijdse controles.
Op 26 september werd SN8, nog zonder neuskegel, naar het testterrein overgebracht. De montage van neuskegel staat voor de week daarop gepland. In de nacht van 6 op 7 oktober doorstond SN8 de cryogene druktest. Daarbij ontstond wel een klein lekje bij een van de montagepunten voor de motoren. Dat werd gerepareerd waarna men met succes de test de volgende nacht nogmaals uitvoerde.
Op 11 en 12 oktober werden de Raptors (serienummers SN30, SN32 en SN39) onder Starship SN8 gemonteerd. Na in de voorafgaande week meerdere voorverbrandertests te hebben gedaan voerde SpaceX in de nacht van 19 op 20 oktober 2020 de eerste statische starttest van SN8 uit. Later die dag meldde Musk dat het resultaat van die test goed was. Daarom werd overgegaan tot de plaatsing van de neuskegel op SN8. De neuskegel werd op 21 oktober overgebracht naar het testterrein. Ook werd die dag Raptor SN39 om onduidelijke redenen vervangen door Raptor SN36. Een dag later werd de neuskegel op de tanksectie geplaatst. Wanneer de montage van neuskegel is afgerond wordt nogmaals een statische start uitgevoerd alvorens men overgaat tot testvluchten. Die extra statische start is bedoeld om de systemen van de headertanks waarin de brandstof voor de landing zit te testen. 
Nadat er eerst druktesten waren uitgevoerd met de headertanks werden testdata bekendgemaakt voor de statische start en de 15km-vlucht. De testvensters zijn op 9, 10 en 11 november 2020 dagelijks tussen 9:00 en 21:00 uur lokale tijd (CST) Op 10 november werd een motor gestart. Daarbij schoot een flink aantal "vonken" omhoog. Dat bleken losgekomen stukken beton van de vloer onder het lanceerplatform te zijn.

#### Problematische statische start
Twee dagen later werd nogmaals een statische start uitgevoerd, waarbij wederom betonbrokken loskwamen. Daarna lekte er iets brandends uit de raket en werd de raket niet leeggepompt. Drie kwartier later tweette Elon Musk:
De pneumatische druk is uitgevallen. Reden onbekend op het moment. De druk in de headertank voor vloeibare zuurstof loopt op. Hopelijk veroorzaakt dit een breuk in de trigger-klep om de druk te verlagen, anders zal die de kurk eraf knallen.
Over de oorzaak van de brandende "druppels" tweette hij:
Misschien een gesmolten voorverbrander-motor of een spruitstuk voor hete gassen. Wat het verlies van pneumatische druk ook veroorzaakte, we moeten het probleem eruit ontwerpen.
Ongeveer anderhalf uur na de test barstte de triggerklep (overdrukbeveiliging) van de headertank, die in de punt van neuskegel zit, open en bleef het Starship verdere schade bespaard. Twee dagen later werd Raptor SN32 van het Starship verwijderd en Raptor SN42 werd daarop geïnstalleerd.
De oorzaak werd gevonden in een betonbrok die door de kracht van de raketmotoren omhoog tegen de Raptor was geslingerd en bedrading had vernield waardoor de motor niet op volledig gecontroleerde wijze tot stilstand kon komen (waardoor meer hitte of druk dan de motor aankon ontstond). SpaceX besloot daarop om stalen buizen om de bekabeling van de Raptor te plaatsen en een watergekoelde stalen plaat onder de lanceerplatforms aan te brengen.

#### 12,5 kilometer vlucht
Op 24 november 2020 werd voor de vierde maal een statische start uitgevoerd, ditmaal met brandstof uit de headertanks. Daarbij werden de drie motoren gefaseerd (net niet gelijktijdig) gestart. Daarop kondigde Elon Musk aan dat ze een week later (vanaf 30 november) een eerste poging tot een 15 kilometer hoge vlucht met een driemotorige lancering, een gecontroleerde afdaling, de bellyflop-manoeuvre en landing hopen te doen. Hij acht de kans op volledig succes een op drie. Toch werd op 29 november nog een vijfde statische start (doel onbekend) voor de volgende dag aangekondigd. Die ging uiteindelijk niet door. Wel werd op 3 december nog een repetitie gehouden waarbij alle brandstoftanks volledig werden gevuld. Voor de vlucht wordt een gebied ontruimd dat zich kilometers uitstrekt tot vlak bij South Padre Island, voorbij de Mexicaanse (zee) grens, het Starship-productieterrein en enkele kilometer uit de kust van Boca Chica. Ook de Laguna Madre ten westen van Brazos Island is tot aan de kust van het vaste land gesloten.
Op 2 december 2020 werd een notam afgegeven die wees op plannen voor een lancering op 4, 5 of 6 december. Later kwamen er meer notams bij en werden die eerste notams weer ingetrokken. Ondertussen werd duidelijk dat de vlucht een maximale hoogte van 12,5 kilometer zal hebben in plaats van de eerder genoemde 15 kilometer. Op 7 december werd nog een generale repetitie gehouden waarbij ook de flappen werden getest. Alles duidde er die dag op dat SpaceX de volgende dag het Starship wilde lanceren en SpaceX kondigde later die dag de eerste poging tot lancering aan. Op 8 december bleek dat NASA tijdens de vlucht zal assisteren met een van hun WB57 onderzoeksvliegtuigen. 

##### Eerste lanceerpoging, 8 december
Nadat de ochtend en de eerste helft van de middag voor testen en voorbereiden waren gebruikt werd begonnen met het vullen van SN8’s tanks. Toen de motoren moesten worden gestart startten wel de voorverbranders maar kwam het niet tot het punt van ontsteking waarop de vlucht voor die dag werd afgeblazen.

##### Lancering
Op 9 december 2020 werd een tweede poging tot lancering ondernomen. De eerste countdown werd op twee minuten en zes seconden gestopt; waarschijnlijk wegens een vliegtuigje dat de veiligheidszone binnen vloog. SpaceX besloot al gauw dezelfde dag nog een poging te wagen.
Om 16:45 lokale tijd (CST) steeg SN8 op. De motoren werkten niet op vol vermogen om hoge snelheden te voorkomen. Halverwege de vlucht omhoog schakelde om diezelfde reden een Raptor intentioneel uit en daarna nog een. Op de weg naar beneden ging de besturing nagenoeg perfect. Voor de landing startten twee van de drie Raptors. Het Starship schakelde volgens Musk perfect over op de header-tanks. Er was echter te weinig druk in een van die header-tanks waardoor de motoren niet de juiste methaan/zuurstof mix kregen en hun volle stuwkracht (remkracht in dit geval) niet bereikten. Er waren ook groene vlammen te zien wat erop wijst dat er metaal (koper) in de motoren verbrandde. De verkeerde stuwstofmix is daarvoor een logische verklaring. Een van de Raptors viel tijdens de landingsmanoevre uit; SN8 had daardoor een te hoge daalsnelheid, maakte een harde landing en explodeerde. De plaats van impact was wel op de beoogde landingsplaats. 
De explosie veroorzaakte wel wat schade aan een tent vlak bij het Super Heavy-lanceerplatform dat daar vlakbij in aanbouw was. De totale vlucht duurde 6:42 minuten. Daarin zat ook een periode van vrijwel stil hangen op het hoogste punt om naar het juiste punt voor het inzetten van de "vrije val" Al met al noemde Musk de test een succes. Een uur na de crash brak er korte tijd brand uit nabij de eerder genoemde tent. Een deel van het wrak van SN8 bleef tot 4 januari 2021 op de landingsplaats liggen.

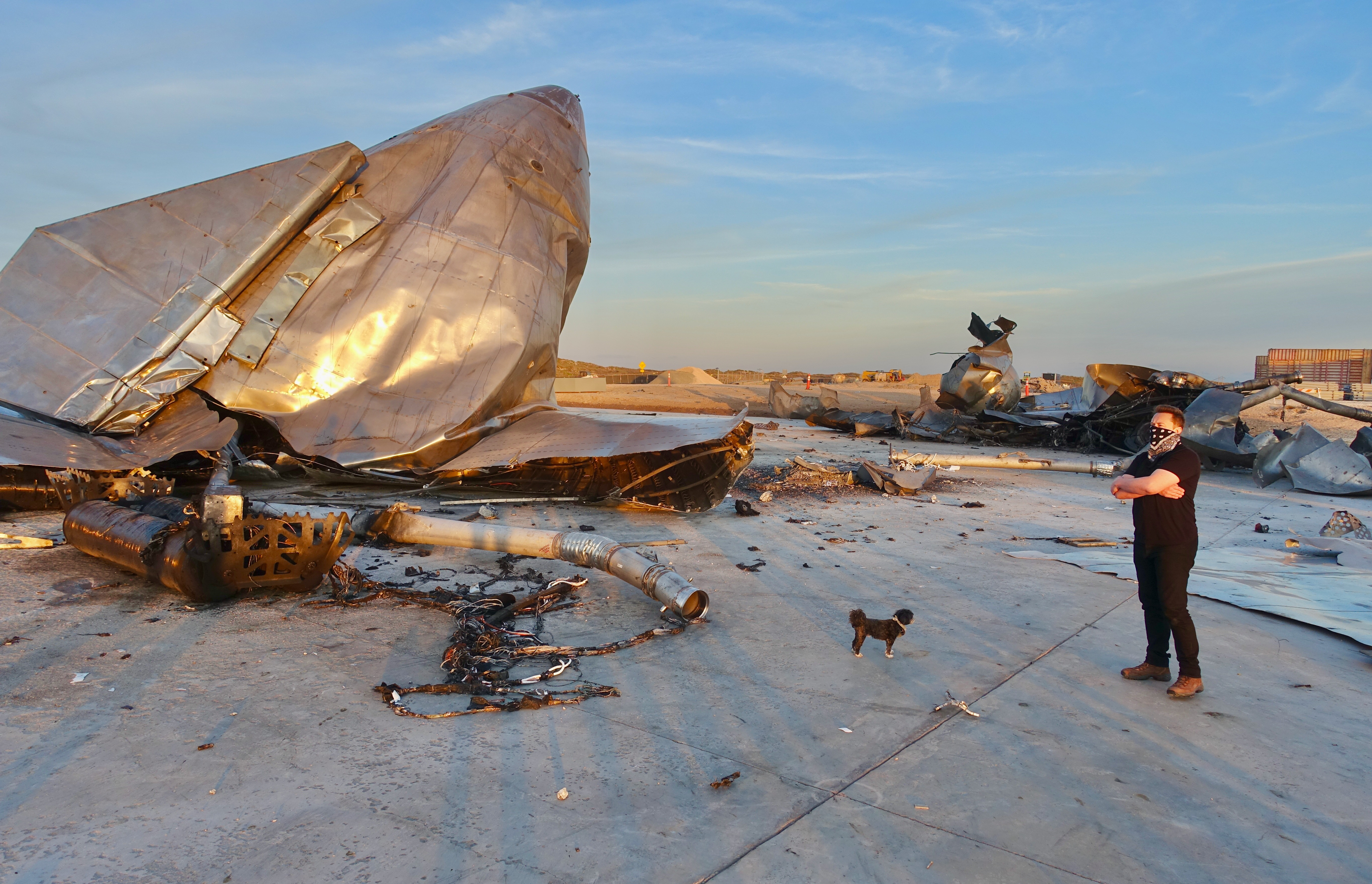
Elon Musk bij het wrak van Starship SN8

Sinds maart 2022 is een van de voorflappen van SN8 op Brownsville/South Padre International Airport geplaatst.

### Starship SN9 t/m SN14
Net als SN8 worden ook Starships SN9, t/m SN14 gebouwd voor de hoge atmosferische vluchten. Deze prototypes bevatten steeds kleine verbeteringen ten opzichte van hun voorgangers.
De assemblage van de tanksecties vindt net als bij de eerdere Starships plaats in de medium formaat highbay (mid-bay) hierin passen gelijktijdig twee tanksecties. De neuskegels worden in de productietenten gemaakt en vervolgens in de kleine highbay van flappen en vier romp-ringen voorzien. Deze laagste van de drie highbays staat ook bekend als de wind break omdat deze constructie tijdens de bouw van Starship MK1 als windbreker voor de tanksectie fungeerde. Uiteindelijk worden de tanksectie en de neuskegelsectie in de grote highbay op elkaar gemonteerd. In de grote highbay passen gelijktijdig drie rakettrappen waaronder ook Super Heavy.
Op 15 augustus 2020 werden de eerste secties voor Starship SN9 waargenomen. Dit prototype zal als eerste volledig uit 304L-staal worden vervaardigd. Op 11 september waren reeds onderdelen voor minstens twee andere Starships waargenomen. Elon Musk gaf aan SN9 en SN10 te bouwen om na een eventuele mislukte testvlucht van SN8 snel een volgend prototype beschikbaar te hebben. SN9 moet een maand na SN8 gereed zijn voor zijn testcampagne. Daarnaast zijn deze prototypes belangrijk voor het stroomlijnen van het productieproces.  
Op 14 oktober 2020 was de tanksectie van SN9 voltooid en werd begonnen met het stapelen van de tanksectie van SN10. Daarna werd er een trussstructuur op de buitenzijde van SN9 aangebracht. Deze is bedoeld als een mal voor het perfect uitgelijnd plaatsen van de achterflappen. SN9 werd daarop van de mid-bay naar de high-bay verplaatst waarna de aeroflaps erop werden gemonteerd. Op 25 november werd de neuskegel op SN9 geplaatst. Dat gebeurde dus nog voor de testcampagne.  
Op 11 december 2020 viel SN9 om in de highbay nadat een van de poten van z’n sokkel het begaf. Het Starship bleef tegen de zijwand van de highbay leunen. Twee dagen later werd SN9 met een hijskraan rechtgetrokken. De totale schade viel mee; de stuurboordflappen hadden aanzienlijke schade opgelopen en werden vervangen.  
Met een ruime week vertraging werd SN9 op 22 december naar het nieuwe lanceerplatform B het testterrein verplaatst. Tijdens de verplaatsing bleek dat er al twee Raptors onder de raket waren gemonteerd. Een derde Raptor werd de volgende dag geplaatst. Volgens Elon Musk was het probleem met de druk in de methaan-headertank van SN8 met een kleine aanpassing opgelost. 

#### SN9-testcampagne en -vlucht
Op 28 december 2020 werd SN9 aan een druktest onderworpen. De volgende dag volgde een cryogene druktest waarbij ook de stikstofstuwers werden getest. Aangezien er al Raptors waren geïnstalleerd werd er anders dan bij eerdere prototypes geen stuwkracht simulator meer gebruikt bij deze druktests. De (eerste) statische start was op 6 januari 2021 en de testvlucht was op dat moment voor drie dagen later gepland maar zou nog opschuiven. Volgens ruimtevaartjournalisten duurde de statische start korter dan gebruikelijk, wat zou wijzen op een probleem. 
In de daaropvolgende week probeerde SpaceX nog een aantal keer tot een statische start te komen. Uiteindelijk lukte dat pas op 13 januari. Een half uur later kondigde Elon Musk nog meer statische starts aan voor die middag. Doel was te leren hoe ze de raket op een zo soepel mogelijke wijze kunnen starten. Binnen enkele uren werden die dag drie statische starts uitgevoerd. Na inspecties bleek dat twee van de drie Raptors nadien kleine reparaties nodig hadden. Daarom werden ze vervangen. 
Met die nieuwe motoren moest nog een statische start worden uitgevoerd voor een vlucht mogelijk is. Dat gebeurde op 21 januari 2021. Die test duurde korter dan de gebruikelijk twee seconden wat wijst op een "abort". De volgende ochtend werd nogmaals een statische start uitgevoerd die wel normaal verliep. Opvallend is dat SpaceX inmiddels zo geroutineerd is geraakt met het tankproces van Starship, dat een statische start binnen een uur kan worden bewerkstelligd.
Na deze laatste statische start was het wachten op goedkeuring van SN9 en het vluchtplan door de FAA. In de avond van 27 januari 2021 kregen de inwoners van Boca Chica een evacuatiebevel voor de volgende ochtend wat op lanceerplannen duidt. De volgende dag werd alles in gereedheid gebracht voor een lancering, maar de FAA kreeg die dag de toestemming niet rond. SpaceX voerde dan maar een tanktest uit. En hief daarna de beperkingen van die dag op. Een gefrustreerde Elon Musk maakte in een tweet duidelijk dat hij van mening was dat de ruimtevaartafdeling van de FAA niet was toegerust op lanceringen vanaf commerciële ruimtehavens. Ook de volgende dag, 29 januari, gaf de FAA geen toestemming en werd de lancering twee uur na de evacuatie afgeblazen. Wel gaf de FAA aan Starship SN9 pas te zullen goedkeuren als ze volledig tevreden zijn over de gemaakte modificaties (t.o.v. SN8). 
SpaceX besloot daarop om die dag Starship SN10 dan maar naar het testterrein te brengen. Op 2 februari kwam de toestemming van de FAA rond. Een aantal uur daarvoor toen al duidelijk was dat die toestemming een kwestie van uren was werd opnieuw de evacuatie van Boca Chica gelast zodat de vlucht snel kon plaatsvinden. De extra strenge controle van de FAA was het gevolg van een overtreding van de door de FAA vergunde veiligheidsbegrenzingen tijdens de vlucht van SN8. De vlucht ging goed tot het moment van herstarten voor de landing. Het leek erop dat een van de twee landingsmotoren niet goed startte; er kwam iets uit de bewuste motor. Door gebrek aan stuwkracht schoot de terugkantel-manoeuvre door en kwam het voertuig op zijn rug terecht, resulterend in een explosie. De impact was veel harder dan bij SN8 waardoor er ditmaal weinig meer dan kleine stukken, verspreid even een groter gebied, van het starship overbleef.
Een paar dagen na de testvlucht gaf Elon Musk aan dat ze voortaan voor de landing alle drie Raptors zullen herstarten en er dan een uit zullen zetten. Mocht de herstart van een van die drie motoren falen dan wordt die uitgezet en op de resterende twee motoren geland. Starten ze alle drie correct dan wordt de motor met het zwakste hefboomeffect ten opzichte van het zwaartepunt van de raket uitgeschakeld (Dat is de motor die richting de rugzijde zit). Musk noemde het dom dat ze dat niet eerder hadden besloten. De wijziging in het proces wordt al bij SN10 in de software geïmplementeerd.

#### Voortgang bouw SN10, SN11
Bij SN10 is er een extra ringsegment bovenaan de tanksectie aangebracht. De neuskegel wordt dan een ringsegment korter. Hierdoor bevat SN10 een handmatige gemaakte lasnaad minder en een betrouwbaardere machinaal gemaakte lasnaad meer. Op 23 december 2020 verliet de tanksectie SN10 de eerste highbay en nam deze de plek in de hoogste highbay in waar de vorige dag SN9 nog had gestaan. Direct naast SN10 was een dag eerder begonnen met de assemblage van Super Heavy BN1. De tanksectie van SN11 was op dat moment bijna af. Op 2 januari 2021 werd de neuskegel op SN10 geplaatst. 
Op 29 januari verliet SN10 de highbay om op lanceerplatform A te worden geplaatst. Daarmee stonden er voor het eerst gelijktijdig twee Starships op het testterrein. Pas na de druktests worden de Raptors geplaatst. De tanksectie van SN11 werd op 5 februari 2021 van de midbay naar de highbay verplaatst. Twee dagen later werd de neuskegel erop geplaatst.

#### Testcampagne SN10
Op 1 februari werd de eerste druktest met SN10 gehouden. In de daarop volgende week werden de Raptors geplaatst. De Raptors stonden op 2 februari al op het testterrein klaar voor montage, maar werden wegens de vlucht van SN9 weer teruggebracht. Op 8 februari was de "cryotest". Musk gaf ondertussen aan dat hij de kans op een succesvolle landing van SN10 ongeveer 60 procent achtte. Op 19 februari werd het FAA-onderzoek naar de anomalie van SN9 afgerond. Twee dagen later keurde de FAA SN10 goed, waarmee een obstakel voor een lancering wegviel. Als de statische start in de daaropvolgende dagen naar SpaceX’ wens verloopt zou SN10 binnen een week na die goedkeuring al kunnen vliegen.
Op 23 februari werd een (eerste) statischestarttest van SN10 uitgevoerd. Een van de motoren werd niet vertrouwd en vervangen. Op 25 februari werd nog een statische start uitgevoerd met de inmiddels vervangen motor.

#### Vlucht SN10
Op 28 februari waren de springladingen van het vluchtbeëindigingssysteem op SN10 aangebracht; een indicatie dat de vlucht aanstaande is. Op 3 maart werd een eerste poging tot lanceren ondernomen. Door een vast zittende klep in de grondsystemen lukte het aan het begin van de middag (lokale tijd) niet de tanks van de raket te vullen. Het defect werd binnen een uur verholpen en het tankproces kon worden herstart. Tijdens het starten van de motoren werd de lanceerpoging met nog 0,1 seconde te gaan door de computer afgebroken. De stuwkracht van de motoren was hoger dan de begrenzing in de computer toestond geworden. Die begrenzing was "nogal conservatief" afgesteld en werd daarom enigszins omhoog bijgesteld waarna nog een lanceerpoging werd ondernomen. Deze verliep tot vlak voor de landing perfect; de raket landde weliswaar verticaal, maar, slechts drie van de zes landingspoten waren volledig uitgeklapt en de landing was iets harder dan gepland. Hierdoor zakte het Starship door die poten. Het Starship stond daarna licht uit het lood op zijn achterzijde en er was nog kort een brandje aan de onderzijde wat op een methaan-lek wijst. Nadat dit met de blusinstallatie geblust leek te zijn, explodeerde het Starship enkele minuten later. 
Het falen van de landingspoten was niet geheel onverwachts. SpaceX was al langer op zoek naar een beter ontwerp voor een landingsgestel. Achteraf bleek dat de stuwkracht van het Starship tijdens de landing aan de lage kant was als gevolg van helium dat in een van de motoren terecht kwam.

#### Testcampagne SN11
Op 8 maart verruilde Starship SN11 de highbay voor lanceerplatform-B op het testterein. Op 10 en 11 maart werden de druktests uitgevoerd. Na statische starts werd tot twee keer toe een motor vervangen.

#### Vlucht
De lancering van SN11 gebeurde 's ochtends in dichte mist enkele uren daarvoor was nog een laatste statische start uitgevoerd. Er was voor de rest van de week harde wind voorspeld en uitstel had SpaceX een week gekost. SN11 steeg op, maar ontplofte tijdens het herstarten van de motoren.
Kort na de start ontstond er een klein methaanlek in een van de motoren. Dit resulteerde in een klein brandje in het motorcompartiment. De besturingselektronica aan de buitenkant van die motor liep daardoor schade op waardoor de herstart niet goed gebeurde en de motor ontplofte met de rest van het Starship erbij.

### Testtank SN7.2
Rond 12 januari 2021 werd een nieuwe testtank geconstrueerd. Doel van deze testtank is erachter te komen hoe sterk 3 millimeter-staal is. Eerdere Starships werden uit staal met een dikte van vier millimeter geconstrueerd. De testtank werd op 20 januari 2021 overgebracht naar het testterrein. Op 26 januari doorstond deze een eerste druktest. Op vier februari werd de tank tot brekens toe getest, waarbij een klein gaatje ontstond. Het is niet bekend bij welke druk.

### Starship SN15
Op 26 november 2020 werden de eerste onderdelen voor Starship SN-15 in Boca Chica waargenomen. Elon Musk gaf aan dat dit Starship grote upgrades zal bevatten ten opzichte van SN8 t/m SN14. De verwachting was dat deze van een volledig hitteschild zou worden voorzien en was bedoeld om in de ruimte of zelfs in een baan om de aarde te vliegen. Er was de mogelijkheid om er ook R-vacs (Raptors aangepast voor effectiever gebruik in het vacuüm van de ruimte) onder te monteren. SN15 werd uiteindelijk nog niet voorzien van deze upgrades voor gebruik in de ruimte.

#### Assemblage SN15 van start
Op 31 december 2020 stonden ook de eerste delen voor een volgend prototype in de mid-bay. Aanvankelijk namen ruimtevaartmedia aan dat het om SN12 ging, maar op 8 januari 2021 werd duidelijk dat het SN15 betrof. De bouw van prototypes SN12 tot en met SN14 werd geannuleerd. Reeds gebouwde onderdelen voor deze Starships werden gesloopt. Door het succes en de vergaarde benodigde data van SN8 tot en met SN11 waren deze prototypes niet meer nodig. Van SN12 werd wel de neuskegel gebouwd om de stevigheid ervan te testen. SN15 heeft een aantal upgrades ten opzichte van SN8 t/m SN11. Met name op het gebied van drukleidingen en bekabeling heeft SN15 zichtbare upgrades. Ook zijn er meer hitteschildtegels op aangebracht.

#### Testcampagne en testvlucht SN15
Begin april werd SN15 overgebracht naar het testterrein. Daarna namen voorbereidende testen wat meer tijd in beslag dan bij eerdere prototypes. SN15 onderging uiteindelijk twee vlekkeloze statische starttesten. Op 5 mei werd de 10 kilometer hoge testvlucht uitgevoerd. Het Starship landde volledig volgens plan op zijn landingspoten. Na het uitschakelen van de motoren was er nog wel een kleine methaanbrand aan de onderzijde maar SpaceX wist die te blussen. Na de geslaagde testvlucht werd SN15 terug op het lanceerplatform gezet en onderzocht, waarop de motoren werden verwijderd. Nadat Musk eerder had aangekondigd een tweede vlucht te overwegen, veranderde de prioriteit naar een orbitale vlucht en werd SN15 voorlopig bij het productieterrein geparkeerd. Eind juli 2023 werd SN15 gesloopt.

### Starship SN16
Terwijl de testcampagne van SN15 bezig was werd Starship SN16 geconstrueerd. Na de succesvolle landing van SN15 werd de prioriteit verlegd naar de eerste orbitale vlucht. Het voltooide Starship-prototype werd daarom voorlopig samen met SN15 naast het productieterrein geparkeerd. Mogelijk wordt het in een later stadium voor een suborbitale, hypersonische testvlucht ingezet. Op 10 mei 2022 werd SN16 teruggebracht naar het productieterrein en als eerste Starship in de nieuwe Highbay 2 geplaatst. Daar werd twee dagen later de neuskegel verwijderd.

### Super Heavy BN1
De bouw van de eerste Super Heavy (Booster Number 1 oftewel: BN1) was voor zover op 29 augustus 2020 bekend nog niet begonnen. Elon Musk noemde een dag eerder een hoppervlucht in oktober 2020 mogelijk haalbaar. Op de "Humans to Mars" (online)-conferentie 2020 op 31 augustus gaf hij aan nog die week met de bouw aan te vangen.
Het eerste Super Heavy-prototype zou met slechts twee Raptors en bijna lege tanks in staat moeten zijn een hoppervlucht te maken.
Op 22 september 2020 werd het eerste onderdeel van deze booster door een fotojournalist van NASA Spaceflight waargenomen. En op 8 november werd het eerste deel in de Highbay geplaatst. Daar bleef het tot 22 december onaangeroerd staan. Ondertussen werd een flink aantal ringsegmenten voor de Super Heavy klaargezet bij de Highbay. 
Op 17 december werd de basis van de voorsectie van de booster gebouwd. Het hele najaar van 2020 werd al aan een lanceeplatform op het testterrein gebouwd.
Onmiddellijk nadat Starship SN9 op 22 december 2020 de Highbay had verlaten werd begonnen met de assemblage van BN1, maar dat werd al gauw weer gepauzeerd tot ze eind januari weer verder gingen. Er werd vooral gewerkt aan de booster wanneer er geen Starships in dezelfde highbay stonden. Nadat Starship SN11 de highbay had verlaten werd de prioriteit naar de bouw van de booster verschoven en moest daarop SN15 wachten. Op 18 maart 2021 werden de onderste en bovenste helft van BN1 op elkaar geplaatst waarmee deze zijn volle lengte bereikte.
Super Heavy BN1 zou niet vliegen. Het werd net als Starship MK1 een stuk pathfinder-hardware. Het ontwerp was in tussentijd zodanig veranderd dat BN1 ook niet meer getest werd. Doel was vooral om de bouw onder de knie te krijgen. Transporttesten die eerder werden aangekondigd werden geannuleerd. Op 13 april werd overgegaan tot de sloop van BN1.

### Testtank BN2.1
In juni 2021 werd een korte testank met booster-hardware gebouwd en tweemaal getest.

### Super Heavy Booster 3
In juni 2021 werd Booster 3 (SpaceX stopte met de "BN" code) geconstrueerd. Anders dan eerder aangekondigd zou dit prototype niet vliegen maar alleen worden gebruikt voor druktest en tests van de grondsystemen. Net als bij de eerste Starship-prototypes waren de heliumtanks aan de buitenzijde van de booster geplaatst. 
Op 1 juli werd de booster overgebracht naar het testterrein en op testplatform-A gezet. Na eerder een druktest te hebben doorstaan werd op 19 juli een statische start met drie Raptors met succes uitgevoerd. Na de test kondigde Musk een mogelijke statische start met negen Raptors en eventueel een hoppervlucht aan. Dit ging uiteindelijk niet door. Booster 4 was inmiddels voltooid en Booster 3 werd daarom in het najaar van 2021 gesloopt.

## Starship-block 1, Prototypes voor orbitale testvluchten (mei 2021-november 2024)
Na de vlucht van Starship SN-15 begon SpaceX naar de eerste orbitale vlucht toe te werken. Dit behelsde niet alleen het construeren van een ruimte waardig Starship met een Super Heavy, maar ook het gereedmaken van een lanceerplatform voor de combinatie van die twee.
In de zomer van 2021 kwamen  de plannen voor een eerste suborbitale vlucht naar buiten. De lancering zal plaats vinden vanaf Starbase OLM-1. De Super Heavy zal een stuk terug vliegen en dan voor de kust een zachte landing in het water maken. Het Starship dat net niet de orbitale snelheid zal halen zal nabij Hawaï een zachte landing in de Stille Oceaan maken.
Ook zijn er tussentijds plannen geweest om de Super Heavy terug naar land te vliegen en met de vangarmen van de lanceertoren worden gevangen. Daarbij werd er enige tijd gewerkt aan een plan om tijdens de eerste vlucht al Starlink 2-satellieten in de ruimte te brengen. Beide plannen werden teruggedraaid. Het zou bijna twee jaar duren voor de eerste Starship-Super Heavy en het lanceerplatform lanceerklaar waren.

### Super Heavy B4 en Starship S20; eerste orbitale combinatie (die nooit vloog)

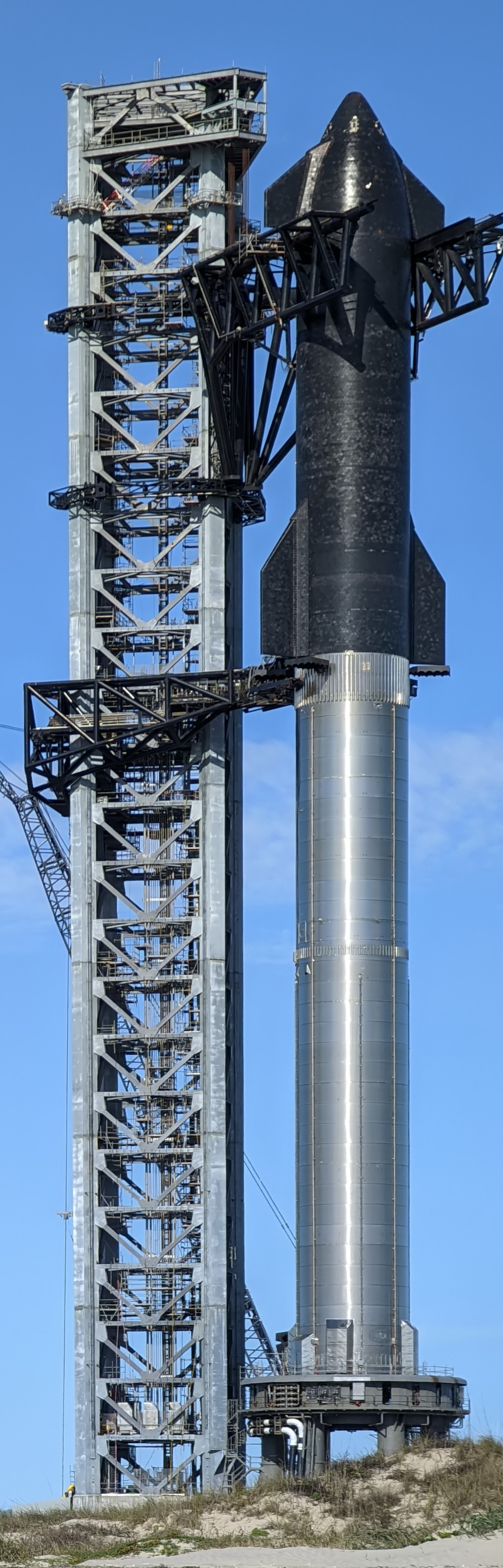
Starship S20 en Super Heavy B4 op Starbase OLM-1

In juni 2021 arriveerden de eerste onderdelen voor SN20 en Booster 4 op het Starbase-productieterrein. Daaronder was de eerste R-vac, een voor vacuüm aangepaste Raptor. Met deze booster-en-Starshipcombinatie zou aanvankelijk de eerste orbitale vlucht worden ondernomen. 
De booster bevat 29 Raptors. Op latere boosters wordt dat 33. Op 3 juli begon de assemblage van Booster 4. Eind juli werden de laatste delen van de booster op elkaar gelast en op 1 en 2 augustus werden in 24 uur tijd de 29 Raptors onder de booster geplaatst (waarvoor extra personeel werd ingevlogen). Het gaat bij deze raketcombinatie nog niet om de Raptor-2 motoren, maar veel van de Raptors zijn op een aantal details al wel aangepast naar het Raptor-2-ontwerp. Ze zijn sneller te produceren, zijn robuuster en het plaatsen in de raket kost minder tijd. De verbrandingskamers zijn nog de Raptor-1 ontwerpen en ze kunnen dus niet de extra stuwkracht van de Raptor-2 leveren. 
Op 3 augustus werd Booster 4 naar het deels gereedgekomen Orbital Launch Platform 1 gereden. Starship SN20 verhuisde op datzelfde moment van de mid-bay naar de high-bay. Op 4 augustus werd B4 voor de matingtest op het orbitale platform OLM-1 gezet. De volgende ochtend werd deze op de Super Heavy geplaatst. Na een uur werden ze weer van elkaar gehaald.
Zowel de booster als het schip waren overigens nog niet geheel voltooid. Zo was het hitteschild nog niet compleet (de levering van tegels ging niet snel genoeg) en zaten er COPV’s aan de buitenzijde van de booster. Musk verwachtte toen nog zo’n twee weken nodig te hebben om alles klaar te krijgen voor de lancering. Dat liep echter heel anders. Het zou tot 9 februari 2022 duren voor Ship 20 en Booster 4 weer geïntegreerd zouden worden. 
In het najaar van 2021 werden de druktests en statische starts van Ship 20 uitgevoerd waaronder een statische start met alle zes motoren. Ook moest het hitteschild afgemaakt en vervolgens verbeterd worden omdat de bevestiging van sommige tegels nog te wensen overliet. Booster 4 werd tussentijds nogmaals op OLM-1 geplaatst en aan een druktest onderworpen waarmee eveneens de nieuwe tankfarm en de aansluitingen werden getest. Ook kreeg de boosterbeplating die tijdens een vlucht bescherming aan de uitwendige helium- en stikstoftanks moet bieden. 
Tijd voor een lancering was het echter nog lang niet; de FAA moest een nieuw milieu- en veiligheidsonderzoek naar Starship-Super Heavy-lanceringen uitvoeren. De vergunning die SpaceX had voor het terrein bij Boca Chica dat Starbase werd was afgegeven voor een raket met de kracht en impact van een Falcon Heavy. Starship is veel krachtiger en de evaluatie moest daarom over. Een algemene lanceervergunning voor Starship-Super Heavy vanaf Starbase wordt pas in maart of april 2022 verwacht. 
Ondertussen werden ook de "chopsticks" oftewel de grijparmen waarmee de rakettrappen op het platform en op elkaar worden geplaatst, en voor landingen uit de lucht worden gegrepen aan de toren bevestigd en met waterzakken als ballast getest. Elon Musk kondigde begin februari 2022 een grote ontwerp- en voortgangsupdate aan voor 10 februari. Op 6 februari werd Booster 4 met een kraan op OLM-1 geplaatst. Op 9 februari werd schip 20 er bovenop geplaatst met behulp van de chopsticks. De volgende dag hield Musk een media-update bijeenkomst voor het platform met de raket. Gezien dat er sinds de bouw van Booster 4 en Ship 20 nog een en ander aan de ontwerpen is verbeterd werd er door ruimtevaartjournalisten al gespeculeerd dat deze combinatie niet zal worden gelanceerd maar een latere raket met nieuwere specificaties. 
Enkele dagen na de presentatie werd S20 van B4 afgehaald. Beiden werden in de weken daarop aan druktests onderworpen om de tanksystemen van de nieuwe orbitale lanceerinstallatie te testen. Op 15 maart 2022 werd S20 weer op B4 geplaatst voor een gezamenlijke tanktest. Een paar dagen later werden ze weer van elkaar gehaald. Ondertussen bevestigde Musk op 21 maart 2022 dat deze combinatie niet voor de eerste vlucht wordt gebruikt. Er zal met Raptor 2-motoren worden gevlogen. De benodigde 39 Raptor 2’s zouden in april 2022 gereed zijn. Er werd daarop nog een tanktest met B4 uitgevoerd. Op 24 maart 2022 werd B4 met een hijskraan van het lanceerplatform verwijderd en op een transportplatform geplaatst. Op 11 mei 2022 werd S20 van het test- en lanceerterrein naar het opslagterrein overgebracht. Op 30 juni 2022 werd B4 naar het opslagterrein verplaatst.
In maart 2024 werd booster 4 gesloopt.

### Booster 5, Ship 22

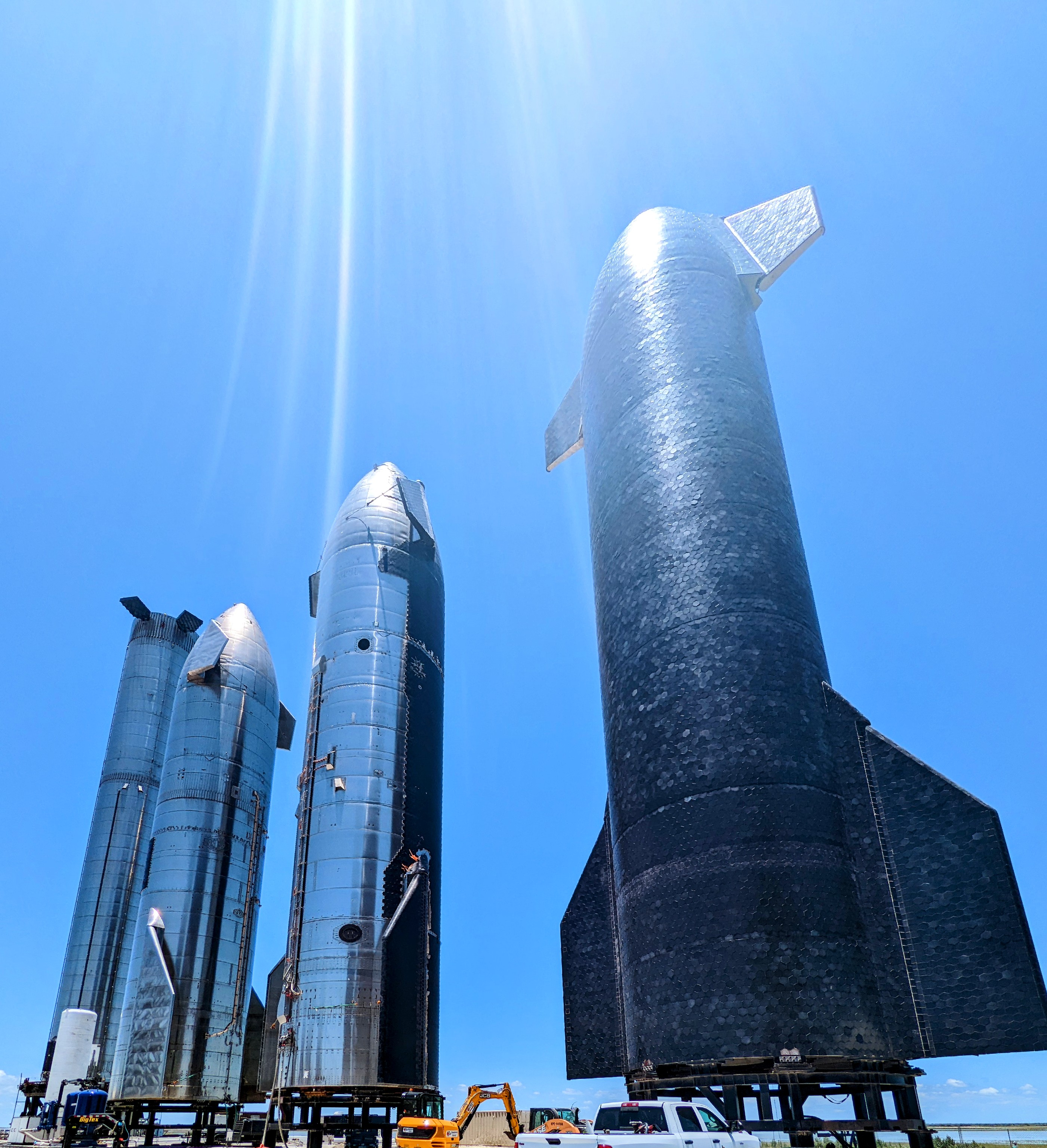
Van voor naar achteren: uitgerangeerde Starship-prototypes S20, S22, SN15 en Super Heavy B5

Booster 5 (B5) werd in het najaar van 2021 gebouwd. Deze werd uitgevoerd met bevestigingspunten voor 31 Raptors. Na de constructie werd B5 op het opslagterrein achter de bouwplaats geparkeerd. Onderdelen van Starship S21 en S22 werden in diezelfde periode klaargemaakt. Van S21 werden de tanksectie en de neuskegel geconstrueerd maar niet op elkaar geplaatst. 
Starship S22 werd halverwege februari 2022 afgebouwd. Ship 22 is uitgerust met de neuskegel die aanvankelijk voor het nooit voltooide Starship S21 was bedoeld. Op 20 februari werd het voltooide Starship S22 op het opslagterrein geparkeerd. B5 en S22 werden buitengebruik gesteld ten behoeve van de sterk verbeterde booster B7 en Starship S24. De tanksectie van S21 bleef nog een tijd voor de highbay staan. Op 15 april 2022 werd begonnen met de sloop daarvan.
Op 27 juni 2022 werd B5 van het opslagterrein naar Highbay verplaatst voor de sloop. Op 18 januari 2023 werd S22 naar de highbay verplaatst om te worden gesloopt.

### S24, S25, B7 en B8
Eind februari 2022 was de constructie van Starship S24 en S25 onderweg. Deze worden uitgevoerd met het nieuwe type neuskegel dat uit minder maar grotere staalplaten wordt geconstrueerd waardoor deze minder lasnaden bevat. Ook zijn de stuurflappen meer richting de rugzijde van het schip geplaatst waardoor de scharnierpunten, die een kwetsbaar punt vormen, tijdens het binnenkomen van de atmosfeer niet in de volle plasmastroom zijn gepositioneerd.
Aan Boosters B7 en B8 werd gelijktijdig ook gebouwd. Deze worden voorzien van bevestigingspunten voor 33 Raptors. Bij deze boosters zijm de COPV’s niet meer naast elkaar onderaan de booster geplaatst, maar op een lijn boven elkaar aan de zijkanten van de booster. Hierdoor is er nog maar een langwerpige beschermkap aan iedere zijden van de booster inplaats van een aparte kap voor iedere tank. Bij het opstijgen levert dit minder luchtweerstand op, terwijl deze kappen bij de terugkeer in de atmosfeer juist meer luchtweerstand, en daarmee afremming, veroorzaken.

#### Druktest B7 & S24
In de vroege ochtend (lokale tijd) van 31 maart 2022 verliet Booster B7, nog zonder motoren en grid-fins, de highbay voor transport naar het lanceerterrein om twee dagen later op platform OLM-1 te worden geplaatst. In de twee weken daarop werd booster 7 aan alle mogelijke druktesten (omgevingstemperatuur, cryogene temperatuur, volledig gevuld cryogeen, en met een stuwkrachtsimulator eronder) onderworpen. 
Op 18  april 2022 werd de booster terug naar het productieterrein gebracht; voor reparatie zo bleek achteraf. Uit een gelekte foto bleek dat de downcomer van booster 7, een buis die vloeibare methaan vanuit de brandstoftank door de onderliggende zuurstoftank naar de motoren leidt, was geïmplodeerd. Die implodering bleek achteraf ook hoorbaar in video’s van de test.
Op 6 mei 2022 werd Booster 7 terug naar het testerrein gebracht en op 9 mei werd het testen op OLM-1 hervat. Op 14 mei werd Booster 7 naar Highbay 2 verplaatst. Ondertussen werden op 8 mei in Highbay 1 de tanksectie en neuskegel van S24 op elkaar gemonteerd. De neuskegel van S24 is voorzien van een dispenser voor Starlink 2.0-satellieten die door een gleuf in de zijkant kunnen worden uitgeworpen. Op 26 mei 2022 werd S24 van de Highbay naar het lanceerterrein gebracht. Op enkele plaatsen ontbraken nog hitteschildtegels. De volgende dag begon de testcampagne van S24. Tijdens de eerste druktest werd een knal waargenomen waarbij er enkele hitteschildtegels van het vehikel vielen.
In de dagen daarop werd een verbogen pijp uit het Starship gehaald en vervangen door een pijp waarin een S-bocht was aangebracht om de krachten van uitzetting en krimping te kunnen verwerken. Op 31 mei 2022 was de plaatsing van Raptors onder B7 in volle gang. Op 2 juni 2022 doorstond S24 de cryogene druktest. Twee dagen later werd S24 verplaatst naar Testplatform A dat in de tussentijd van stuwkrachtsimulators was voorzien. Op zowel 6 als 7 juni werd de druktest met stuwkrachtsimulatie uitgevoerd.

#### Testtanks
Ondertussen arriveerden ook twee nieuwe testtanks op het testterrein. De ene, de E-dome tester die een nieuw, platter type bovenkoepel moet certificeren. De ander, die B7.1 heet, werd onderworpen aan een druktest met een "can crusher", dat is een installatie die van buitenaf verticale druk op de boven- en onderzijde van tankconstructie plaatst om de dynamische druk op een booster te simuleren. B7.1 werd op het test- en lanceerterrein aan meerdere druktests blootgesteld. 
Ondertussen nam SpaceX een voormalige schietbaan (Massey’s Gun Shop And Range) aan de Rio Grande enkele kilometer ten westen van het productieterrein in gebruik als testterrein voor druktests. Dit terrein ligt verder van highway 4 waardoor men deze niet hoeft af te sluiten tijdens druktests. De E-dome-tester werd in september 2022 naar dit terrein verplaatst en daar destructief getest.

#### Statische start-tests B7 & S24
Op 9 juni werd S24 teruggebracht naar het productieterrein waar het werd afgebouwd. Een dag later tweette Musk een foto van de 33 Raptors die inmiddels onder B7 waren gemonteerd. B7 en S24 werden klaar gemaakt voor het uitvoeren van de statische start-testen. Musk heeft aangegeven dat het testen van de motoren bij B7 in eerste instantie met iedere motor afzonderlijk zou gebeuren. 
Op 13 juni publiceerde de FAA zijn bevindingen voor de hernieuwde omgevingsvergunning voor het lanceren van Starship-Super Heavy waarmee een grote juridische hobbel was overwonnen. De volgende dag schreef Elon Musk dat hij verwacht dat S24-B7 in juli 2022 gereed is om te vliegen. In augustus 2022 zou een volgende combinatie (S25-B8) gereedkomen. Daarna zou er maandelijks een Starship gereed komen. Dit bleek een zeer optimistische planning.
Op 23 juni 2022 werd Super Heavy B7 naar het test- en lanceerterrein teruggebracht en met behulp van de chopsticks op het lanceerplatform gezet. Dit was de eerste keer dat deze voor het optillen van een Super Heavy werden gebruikt. Op 25 juni 2022 werden de ontstekers van de Raptors van B7 getest. In de dagen daarna volgden kleine testsactiviteiten rind B7. Bij S24 werd ondertussen in de highbay het systeem voor het vullen van de neuskegel met Starlink 2-satellieten getest. Op 5 juli werd S24 overgebracht naar suborbital-platform B. Het Starship was als eerste voorzien van SpaceX' X-logo en de naam S24.
Op 11 juli 2022 ondervond B7 tijdens een test van de motoren een anomalie. Er ontstond een vuurbal met een drukgolf onder B7 tijdens het testen van motoren. Een uur later brak er brand uit vlakbij de lanceertoren terwijl er een grote hoeveelheid zuurstof vanuit de booster werd gedumpt. Uren daarna was de zuurstoftank van B7 nog altijd niet leeggepompt getuige ijs dat zich erop had afgezet. De booster zelf zou op het eerste gezicht geen schade hebben opgelopen. Wel gaf Musk aan niet meer te proberen een spin start test (het starten van de turbopompen) met alle 33 motoren tegelijk uit te voeren.
Twee dagen later gaf Musk aan dat de schade aan de booster miniem lijkt, maar dat alle motoren geïnspecteerd moeten worden en de booster daarvoor het best terug naar de highbay kan worden gebracht. Het testprogramma van S24 ging ondertussen door. Op 5 augustus was B7 terug op het testterrein. Door een defect in de hydrauliek van de chopsticks was er een hijskraan nodig om de booster een dag later op het platform te plaatsen. 
Op 9 augustus werd voor het eerst een van de motoren van B7 gestart. Drie uur later onderging ook S24 zijn eerste static fire test waarbij twee van de zes motoren werden ontstoken.
Op 11 augustus onderging B7 een statische test van zo’n 20 seconden. De volgende dag werd B7 terug naar de highbay gebracht voor inspecties en terugplaatsing van de dertien centrale Raptors die voor de test waren verwijderd. Op 23 augustus werd booster 7 met de inmiddels gerepareerde Mechazilla (naam van het gehele vang- en til-systeem van de lanceertoren) op het lanceerplatform terug geplaatst. 
Op 31 augustus werd een statische start van B7 uitgevoerd met drie motoren. Op 8 september onderging B7 een spin prime test van een grote hoeveelheid motoren. S24 maakte enkele uren later een statische start met alle zes motoren. Hierbij ontstonden meerdere branden zowel op het testterrein als in de omliggende natuur die enkele uren konden doorgaan omdat de brandweer om veiligheidsredenen niet te dicht bij de nog niet leeggepompte raketten mocht komen. 
Op 19 september 2022 werd na een week met enkele spin prime tests, een statische start van B7 met zeven motoren uitgevoerd; Het grootste aantal gelijktijdig gestarte Raptors tot dan toe. Ook hierbij ontstond een grasbrand.

#### Testcampagne B8 en S25 van start, B7 en S24 verbeterd, druktests B9 en S26
In de nacht na deze geslaagde statische start werd de deels gereedgekomen Super Heavy B8 (zonder motoren en rastervinnen) naar het testterrein gebracht voor een eerste deel van de testcampagne. Bij B7 werden twee Raptors vervangen. Op 22 september werd B7 naar de highbay gebracht voor enkele "robuustheidsupgrades". Op S24 werden ondertussen de beschadigde en de meeste nog ontbrekende hitteschildtegels vervangen. Alleen de tegels bij de vestigingspunten voor een hijskraan bij de neuskegel werden nog niet geplaatst. Ook werd de satellietengleuf dichtgelast wat erop wijst dat er tijdens de voorgenomen vlucht geen satellieten aan boord zullen zijn. 
Op 7 oktober werd B7, die inmiddels van extra beplating rond de motoren was voorzien, terug naar het lanceerplatform gebracht. Op 10 oktober werd deze weer, en mogelijk voor de laatste keer voor de lancering, op het platform OLM-1 gehesen. Een dag later werd S24 op B7 geplaatst. Op 12 oktober werd S24 korte tijd losgetild van B7 en weer teruggeplaatst. Een dag later werd S24 weer van B7 afgehaald. 
Op 19 oktober rolde S25 voor het eerst naar het lanceerterrein. Opvallend was dat het hitteschild al vrijwel compleet was. Booster B8 verliet op 31 oktober 2022 het lanceerterrein ongetest en werd bij andere buiten gebruik gestelde Starships op het opslagterrein geplaatst tot deze op 19 januari 2023 naar de highbay werd verplaatst voor de sloop. 
Starship S25 werd een dag later, op 1 november 2022, aan zijn eerste cryogene druktest onderworpen. Op 8 november waren de druktests afgerond en werd Starship S25 teruggereden naar de highbay. Starship S24 werd van de booster gehesen. Na enkele tanktests en prime spin tests werden op 14 november 14 van de 33 motoren van B7 statisch gestart. Na deze statische start, de krachtigste tot dan toe, bleek er schade aan het betonnen plateau onder het lanceerplatform te zijn die reparatie vereiste alvorens men aan de volgende test kon beginnen. Rond S24 werd ondertussen een tijdelijke stijgerconstructie gebouwd voor het vervangen van hitteschildtegels. Op 29 november 2022 werden elf motoren van B7 gestart voor een dertien seconden durende test. B7 werd daarna terug naar de highbay gebracht.
Op 15 december 2022 werd een statische start van S24 met een motor uitgevoerd en werd een nieuwe booster, B9, naar het testterein verplaatst. B9 is de eerste booster die is gebouwd voor de Raptors met elektrische uitrichting in plaats van hydraulische uitrichting. Op 22 december 2022 doorstond B9 de cryogene druktest.
Rond 7 januari werden de twintig hold down clamps van platform OLP-1 van Starbase getest met een hydraulische massasimulator om zeker te weten dat deze klem-armen sterk genoeg zijn om de 5000 ton wegende raket te kunnen dragen wanneer deze volledig is volgetankt.
Op 8 januari 2023 werd Booster 7 terug naar het lanceerterrein gebracht. Musk gaf aan op dat moment op schema te liggen voor een lancering eind februari maar dat begin maart realistisch lijkt. De volgende dag werden B7 en S24 op OLP-1 geplaatst. Op 10 januari werd B9 terug naar de highbay verplaatst.
Halverwege januari 2023 werd begonnen met het oefenen van het volledig vullen van de brandstoftanks van B8 en S24 die gezamenlijk op OLP-1 stonden. Na een aantal pogingen lukte dit op 23 januari. Door het voltanken met ruim 4,5 miljoen kilo stuwstof werd Starship-Super Heavy de zwaarste raket ooit gebouwd. Dit record stond als meer dan 50 jaar op naam van de Saturnus V. Na deze test restte nog een mijlpaal voor de lancering, een statische start met de 33 motoren van Super Heavy B7. Op 26 januari 2023 werd S24 van het testterrein verwijderd en in “the rocket garden” (het opslagterrein) neergezet. Daar werden de takelringen van de neuskegel verwijderd en de laatste hitteschildtegels op die plaatsen bevestigd.
Op 9 februari 2023 werden de Raptors van Super Heavy B7 gestart. Een van de Raptors werd kort voor de start door SpaceX uitgeschakeld en een stopte zichzelf gedurende de test. Met 31 motoren werd het record voor het grootste aantal gelijktijdig werkende raketmotoren, dat met 30 op naam stond van de Sovjetraket N1, verbeterd. Doordat de motoren op minder dan de helft van hun maximale stuwkracht draaiden, werd de Super Heavy nog niet de krachtigste raket ooit. De stuwkracht tijdens de test kwam tot ongeveer 3600 ton
In de nacht van 11 op 12 februari 2023 werd een nieuw Starship, S26, naar het testterein verplaatst en op suborbital platform A geplaatst. Opvallend is dat dit Starship niet is voorzien van aeroflaps en ook een hitteschild ontbreekt. Mogelijk gaat het om een prototype van de maanlanderuitvoering Starship HLS, of een in-space brandstofdepot. 
In de nacht van 24 op 25 februari werd Starship S25 van het lanceerterrein naar de voormalige schietbaan verplaatst. Hier was inmiddels een installatie voor volwaardige druktests met stikstof gebouwd waarmee het lanceerterrein verder wordt ontlast. Op 2 maart werd S26 naar de highbay teruggereden.
In februari en maart 2023 ging men ook door met het klaarmaken van het platform voor de eerste lancering van een Super Heavy. Extra beplating werd aangebracht opdat het platform de kracht van de motoren die op 90 procent zullen draaien aan kan. Ook werd nog een enkelvoudige primespin-test met de booster uitgevoerd. Om beter aan het platform te kunnen werken werd Booster 7 in maart gedurende enkele weken naast het platform geparkeerd.

### B7 en S24 komen gereed voor lancering
Op 29 maart 2023 werd de booster terug op het platform gezet. In de nacht van 31 maart op 1 april werd Schip 24 terug naar het lanceerterrein verplaatst. Ook werd op 1 april een voorlopig lanceervenster bekend dat van 6 t/m 12 april zou duren en dagelijks geopend zou zijn. Of er dan al lanceerpogingen zouden worden ondernomen was niet duidelijk; de definitieve vergunning van de FAA ontbrak nog. Uit het FAA Operations plan bleek enkele dagen later dat werd toegewerkt naar een eerste lanceerpoging op 10 april 2023. De lanceerdatum werd al gauw met een week uitgesteld tot 17 april. 
Op 6 april werd Starship S24 op Booster B7 geplaatst om diverse systemen te testen. Musk tweette dat de booster-schip-combinatie gereed was voor een lancering in de week daarop maar nog in afwachting was van de laatste vergunningen. Op 11 april werd S24 van de booster verwijderd om de springladingen van het zelfvernietigingssysteem aan te brengen. Op 14 april ontving SpaceX de ontbrekende lanceerlicentie van de FAA waarmee de laatste juridische horde voor de vlucht genaamd Starship Flight Test was genomen. Op 15 april werd S24, waarschijnlijk voor de laatste keer, weer op B7 geplaatst. In diverse media werd de naam Integrated Flight Test voor de testvluchten gebruikt nadat Musk die term eenmalig op Twitter gebruikte. In Officiële documenten worden de naam Starship Flight Test en soms ook Orbital Flight Test, al dan niet afgekort en/of gevolgd door een vluchtnummer, gebruikt.

### Lancering Starship Flight Test 1 (B7-S24)
Op 17 april 2023 werd de aftelsequentie gestart. Tijdens de aftelsequentie werd een probleem met een vastgevroren drukventiel in Super Heavy B7 ontdekt en werd besloten de aftelsequentie in een lanceeroefening om te zetten en het aftellen bij T-10 seconden af te breken. De lancering werd daarmee met minimaal 48 uur uitgesteld. Enkele uren later werd 20 april als nieuwe lanceerdatum geprikt.
Op 20 april 2023 verliep het voltanken van de raket redelijk voorspoedig. De raket lag op koers voor een lancering om 13:28 UTC. Bij T-40 seconden werd de aftelklok enkele minuten stopgezet voor een laatste controle. Tijdens de laatste zes seconden werden 30 van de 33 de motoren gefaseerd gestart waarna de raket het platform verliet. Dat was het minimum aantal wat benodigd was om op te stijgen. Drie motoren werden door de software van de raket niet voldoende vertrouwd en daarom niet gestart.
Na 27 seconden explodeerde motor 19 die daarmee de hitteschilden van drie naastgelegen motoren vernielde. Na 62 seconden raakte ook het hitteschild van motor 30 beschadigd. In totaal raakten tijdens de vlucht 8 motoren disfunctioneel. Max q werd gepasseerd. Na 85 seconden begon de raket zijn stuurvermogen te verliezen. Kort daarop werd een zelfvernietingsopdracht gestuurd, maar het duurde nog 40 seconden voor de raket brak. De inmiddels onbestuurbaar geraakte raket was in de tussentijd gaan tuimelen. Hoewel dit tijdens deze vlucht geen gevaar opleverde wordt de vertraging in de zelfvernietiging wel als onacceptabel gezien. Het voertuig haalde een hoogte van bijna 40 kilometer.
Elon Musk feliciteerde nadien zijn team en schreef dat SpaceX veel had geleerd. Hij verwachtte een volgende testvlucht binnen een paar maanden. SpaceX had vooraf gezegd al blij te zijn wanneer de raket zou opstijgen zonder het lanceercomplex te vernietigen.
Achteraf werd duidelijk dat de raket met zijn stuwkracht een flinke krater onder het lanceerplatform veroorzaakte. Dit was niet geheel onverwacht; Musk had een paar jaar eerder gezegd niet zeker te weten of een platform zonder flame diverter de goede keuze was en een testvlucht dit moest uitwijzen. Betonbrokken veroorzaakten schade aan watertanks op het lanceerterrein en ook een media-auto met camera’s van ruimtevaartnieuws-organisatie NASA Spaceflight die net buiten het terrein stond liep aanzienlijke schade op. De stofwolk die ontstond sloeg negen kilometer verderop in Port Isabel neer waar door de geluidsdruk ook enkele ramen van huizen het begaven.
SpaceX was drie maanden eerder begonnen met het creëren van een watergekoelde stalen plaat voor onder het lanceerplatform maar deze was niet tijdig gereed. Op basis van berekeningen was ingeschat dat het fondagbeton één lancering kon overleven. Die inschatting zat er flink naast. Elon Musk verwachtte een dag na de testvlucht dat SpaceX binnen twee maanden weer gereed zijn voor een Starship-testcampagne. Een week later gaf NASA’s administrator Bill Nelson aan dat SpaceX dat ook aan hem had gemeld.
Op beelden van de vlucht was ook te zien dat enkele hitteschildtegels van de tweede trap waren losgekomen.

### Starship Flight Test 2, Starship 25-Booster 9
In de maanden na de eerste vlucht werd gewerkt aan reparaties en modificaties van het lanceerterrein. Op 25 juni 2023 werd een spinprimetest met schip 25 gedaan. De dag daarop volgde een statische start met alle zes motoren. Booster 9 werd aangepast met een tussentrap voor hot staging. Doordat de boosters langer werden moest ook de  hoogte van de aansluit-arm aan de lanceertoren worden aangepast. 
Op 23 juli 2023 was platform OLM-1 zo ver opgeknapt dat er met succes een tanktest met booster 9 werd uitgevoerd. Op 4 augustus volgende een spinprimetest en op 6 augustus een statische start. Deze had vijf seconden moeten duren maar werd nadat vier van de 33 Raptors voortijdig uit gingen al na 2,7 seconden afgebroken. De booster werd daarna op in de highbay voorzien van de nieuwe hot staging ring. 
Op 25 augustus werd nogmaals een statische start uitgevoerd. Deze duurde wel de volle zes seconden. Twee motoren vielen eerder uit. In de nacht van 4 op 5 september werd het Ship 25 dat in de tussentijd ook zijn laatste hitteschildtegels had gekregen terug naar de lanceerplaats gebracht en de volgende dag voor het eerst op Booster 9 geplaatst. Door toevoeging van de hotstaging-ring was dit daarmee de langste raket ooit gebouwd. 
Op 6 september gaf de FAA aan dat het onderzoek naar de problemen bij SFT-1 nog niet was afgerond, en SpaceX nog niet alle door hen bepaalde correctieve aanpassingen die nodig zijn voor toestemming voor een lancering had doorgevoerd. Twee dagen later werd het onderzoek wel afgerond en er waren 63 correctieve acties opgelegd. Daarvan bleken er zes bedoeld voor latere vluchten. Aan de overige 57 was op 10 september  voldaan. 
Op 14 september werd schip 25 weer van booster 9 gehaald. Het was ondertussen duidelijk dat de FAA nog een aantal weken nodig had omdat het herziene rapport van de natuurbeheer-instanties nog niet binnen was. Later werd verduidelijkt dat het tot 135 dagen en zelfs langer kan duren. In de tussentijd werden de booster en het schip meerdere keren van elkaar gehaald om later weer op elkaar te worden gezet.
Op 17 oktober vroeg SpaceX de FAA om het personeel op de afdeling voor licenties te verdubbelen omdat het bedrijf ernstige vertraging ondervindt door onderbezetting. SpaceX voerde op dat moment zelfs geen modificaties aan de Falcon-raketten door omdat de FAA dan minder tijd aan Starship-licenties kan besteden.
Op 24 oktober werd een generale repetitie met S25 en B9 met succes uitgevoerd. Een paar dagen daarvoor was met een ander prototype, Starship S26, een "statische start"-test uitgevoerd waarmee men een terugkeerstoot simuleerde. 
Op 31 oktober 2023 werd het veiligheidsonderzoek van de FAA betreffend publieke veiligheid afgerond. Het onderzoek van het natuurbeheeragentschap liet nog op zich wachten. Op 3 november gaf SpaceX aan dat er wordt gewerkt aan een lancering halverwege november mits alle vergunningen rond zijn. Op 9 november werden de ontstekingen voor de springladingen van het zelfvernietigingssysteem op de B9 en het S25 geplaatst. De lancering werd vervolgens uitgesteld tot 17 november. Op 14 november was het onderzoek van natuurbeheer binnen en kreeg SpaceX te horen dat de FAA de definitieve licentie voor de vlucht op tijd zou kunnen afgeven. De volgende dag was de vergunning rond. Tijdens de voorbereiding bleek op 16 november dat er een servomotor van een van de rastervinnen moest worden vervangen. De lancering werd daarop een dag uitgesteld.

#### Lancering SFT-2
Op 18 november om 13:03 UTC werd het Starship gelanceerd. Het voltanken verliep volledig op schema. Bij T -40 seconden werd een korte pauze ingelast waardoor de raket drie minuten na het openen van het lanceervenster werd gelanceerd. Alle 33 motoren van de Super Heavy gingen aan en de raket werkte tijdens de boosterfase nominaal. Het hot-staging-proces verliep op het eerste gezicht succesvol. 30 van de 33 motoren van de booster schakelden uit bij T +2:42 en de resterende motoren namen gas terug tot 50 procent van hun vermogen. Bij T +2:44 startten de drie R-vacs en onmiddellijk nadat Starship S25 los kwam van Booster B9 werden de drie centrale Raptors van het schip, waarmee wordt gestuurd, gestart. De booster gebruikte zijn drie nog werkende motoren vervolgens om weg te sturen van het schip en een botsing onmogelijk te maken. Booster 9 ging daarna verloren tijdens de boostback; een aanzienlijk deel van de dertien te gebruiken motoren herstartte niet of viel uit. Op beelden van NASA Spaceflight was te zien dat de booster ook niet goed was uitgelijnd voor een correcte uitvoering van de boostback. 
Starship S25 bereikte de ruimte met een maximale hoogte van 148 km maar het vluchtbeëindigingssysteem beëindigde de vlucht kort voor het moment dat S25 zijn motoren had moeten uitschakelen door de springladingen te laten afgaan. Anders dan tijdens SFT-1 werkte het vluchtbeëindigingssysteem ditmaal wel goed. Ook is het lanceercomplex na SFT-2 nauwelijks beschadigd.
De oorzaken van de ontploffingen zijn nog niet officieel bekendgemaakt. Diverse media wijzen erop dat S25 aan het eind van de vlucht zichtbaar een gaswolk begon te creëren en dat de zuurstoftank vanaf dat moment volgens de telemetrie sneller leegliep. Dit wijst op een lek. Elon Musk zei in januari 2024 dat ze zuurstof uit de zuurstoftank lieten ontsnappen om te compenseren voor het ontbreken van een vracht (normaliter zouden ze die zuurstof hebben verbruikt). Dit zette een kettingreactie in werking en veroorzaakte brand in de raket. Hadden ze een vracht aan boord gehad dan hadden ze de beoogde baan gehaald.

### SFT-3, Starship S28-Booster B10
Voor SFT-3 had SpaceX ten tijde van SFT-2 reeds Starship S28 en Booster B10 gebouwd en gedeeltelijk getest. Starship S28 is een blockupgrade nieuwer dan S24 en S25 en heeft veel verbeteringen ten opzichte van de vorige Starships. 
In de nacht van 13 op 14 december 2023 werd schip 28 overgebracht naar het testplatform op het lanceerterrein. Op 16 december voerde deze zijn eerste spin prime test uit. Het transportvoertuig waarmee dat gebeurde was voor de gelegenheid van flink wat kerstdecoratie voorzien. In de vroege ochtend van 18 december werd ook Booster 10 naar het lanceerterrein gebracht. Op 20 december onderging Starship S28 een statischestarttest. Op 29 december werd een tweede statische start van S28, die een terugkeerstoot simuleerde, uitgevoerd. Negentig minuten later startte B10 al zijn motoren gedurende tien seconden. 
In de weken daarna werden de beide rakettrappen op het productieterrein verder klaargemaakt voor de lancering. Op 9 januari 2024 was de verwachting dat beide trappen nog die maand klaar zouden zijn voor de vlucht en dat de handtekening van de FAA in februari wordt gezet.
Tijdens Elon Musks Starship-update van 12 januari 2024 werden de doelen van vlucht 3 duidelijk.
- Vlucht 3 zal net als voor vlucht 2 was gepland bijna orbitaal vluchtprofiel hebben maar de landing zal in plaats van in de stille oceaan bij Hawaï, in de Indische oceaan ten noordwesten van Australië zijn. Er werd ook een terugkeerstoot gepland die invloed op de precieze plaats van impact heeft. SpaceX hoopte ook een zachte landing op het water uit te kunnen voeren.
- SpaceX hoopt voor NASA een branstoftransfertest in de ruimte uit te voeren. De transfer zal tussen de headertank en de brandstoftank zijn.
- Er wordt een test met een uitwerpmechanisme voor Starlink-2-satellieten uitgevoerd.

Op 24 januari 2024 diende SpaceX zijn eindrapport over SFT-2 in bij de FAA met het verzoek om de lanceervergunning voor Starship waar nodig aan te passen. Begin februari werden de motoren van Starship S28 om onduidelijke redenen vervangen. Booster 10 werd in de nacht van 8 op 9 februari weer naar de lanceerplaats gebracht en schip 28 volgde een dag later. Pogingen tot een generale repetitie werden op 14 en 16 februari afgebroken. De booster werd daarop naar de highbay verplaatst en aangepast. Begin maart werd de raket weer op het lanceerplatform geplaatst en op 3 maart werd een succesvolle generale repetitie uitgevoerd. Een paar dagen later kondigde SpaceX aan dat ze voornemens zijn SFT-3 op 14 maart 2024 te lanceren. Op 13 maart lagen alle voorbereidingen op schema voor voor een lancering de volgende dag. Bewoners van Boca Chica kregen 's ochtends een brief met het verzoek de volgende dag het dorp tijdelijk te verlaten. De definitieve vergunning van de FAA kwam die middag rond.

#### Lancering
Op 14 maart om 13:25 UTC steeg de raket op. De lancering was bijna anderhalf uur na opening van het lanceervenster omdat er nog enkele bootjes in de evacuatiezone voeren.

#### Vlucht Booster 10
De booster voltooide na afkoppeling zijn boostbackburn maar de besturing tijdens de terugkeer ging moeizaam. Tijdens de landingburn startte maar drie motoren waarvan er maar één goed leek te werken. Op een hoogte van dan 462 meter ging Booster 10 verloren. Het is niet duidelijk of de booster op dat moment actief tot ontploffing werd gebracht.

#### Vlucht Ship 28
Ship 28 wist zich in het juiste traject op een hoogte van zo’n 157 kilometer te brengen en bereikte uiteindelijk een hoogte van ruim 200 kilometer. Het tuig opende na een paar minuten zijn satellietdeur voor Starlink-2-satellieten. Er was overigens geen satelliet aan boord. De brandstoftransfer-test was 27 minuten na de lancering naar het lijkt met succes voltooid. Een data-review zal het succes van beide tests nog moeten bevestigen of tegenspreken. Bij T+28 minuten werd de satellietdeur weer gesloten. Bij T+30 minuten werd begonnen met het voorkoelen van de motoren maar het uitvoeren van de voorgenomen terugkeerstoot en landingsstoot werd door de boordcomputer geannuleerd.
Tijdens de ruimtevlucht draaide het schip langzaam om zijn lengte-as. Op een hoogte van 100 kilometer begon zich plasma rond de raket te vormen en werd de uitlijning enigszins gestabiliseerd, maar naar het lijkt onvoldoende om het hitteschild continu in de goede richting te hebben. 49 minuten na de lancering en op een hoogte van 65 kilometer ging het contact met het Starship verloren en kwam het niet meer terug. Het schip zou uit elkaar zijn gevallen.

### SFT-4, Starship S29-Booster B11
Starship S29 had in de week voor SFT-3 een spinprime test ondergaan maar moest toen het testplatform verlaten wegens de aankomende lancering. Een week na SFT-3 meldde Gwynne Shotwell dat ze hoopten binnen zes weken klaar voor SFT-4 te zijn. Op 22 maart keerde S29 terug op het lanceerterrein voor verdere tests. Op 25 en 27 maart werden statische starttests uitgevoerd. In de nacht van 3 op 4 april werd Booster B11 naar het lanceerterrein gebracht. Op 5 april volgde de statische start. Hierop werd de booster en schip in de highbays verder klaargemaakt voor de lancering. Op 11 mei werd booster B11 terug naar het platform gebracht en erop gehesen. Schip S29 arriveerde de nacht daarop bij het platform. Op 15 mei werden de rakettrappen op elkaar geplaatst en op 20 mei volgde een succesvolle generale repetitie. 
Op 24 mei 2024 meldde SpaceX dat er naar een lancering op 5 juni 2024 toe wordt gewerkt. De FAA gaf ondertussen aan dat het onderzoek naar het punt van falen tijdens FST-3 niet van impact is op toestemming voor FST-4 en het rapport daarover niet hoeft te worden afgewacht om de definitieve lanceervergunning af te geven.
Op 28 mei volgde een tweede completere generale repetitie. Op 30 mei werden de ontstekingen van het flight termination system geïnstalleerd. Op 1 juni werd de lancering met een dag uitgesteld naar 6 juni. Opvallend is dat er onderaan starship S29 twee hitteschild-tegels ontbreken en een tegel dunner is dan de rest. Dit lijkt een bewuste keuze voor testdoeleinden. De hotstaging-ring wordt tijdens deze vlucht afgeworpen. Voor latere vluchten is SpaceX van plan de hotstaging-ring als vast onderdeel van de booster te integreren. Dat vergt een aanpassing in de software omdat de aerodynamica en gewichtsverdeling daardoor verandert.

#### Lancering vlucht-4
De lancering was op 5 juni 2024 om 12:50 UTC. Direct na het opstijgen viel een motor op de buitenste ring uit. De vlucht verliep verder nominaal tot hot-staging. Dit moment kwam iets later om te compenseren voor het verlies van een motor. Het schip vervolgde zijn weg richting het gewenste suborbitale traject.

#### Zeelanding Super Heavy B11
De booster draaide na staging weg en startte zijn 13 motoren voor een boost-back. Op een hoogte van 110 kilometer draaide de booster nogmaals. Hierbij werd de hotstaging-ring afgeworpen. Op 1,5 km hoogte werden dertien motoren gestart voor de landingmanoeuvre in zee. Mogelijk viel er daarbij één Raptor uit. Kort voor het bereiken werd teruggeschakeld naar drie middelste motoren en zweefde de booster even boven het water alvorens naar twee motoren terug te schakelen en relatief zacht in zee te plonsen. De boostervlucht en test-landing is daarmee een groot succes.
In september 2024 heeft SpaceX een deel van de motorsectie van de booster geborgen.

#### Terugkeer in atmosfeer en zeelanding
Tijdens de terugkeer ging het schip door de mijlpalen maximale hitte en de maximale dynamische druk en bleef het schip onder controle. Bij het binnenkomen van de dikkere atmosfeer raakte de achterflap aan bakboord oververhit door schade aan het hitteschild en leek er een stuk te verbranden. Ondanks dat bleef de flap functioneren en werd de zeelanding inclusief de flipmanoeuvre en het starten van de motoren, voltooid. De landing was wel 6 kilometer van de beoogde plaats.

### Nieuwe installatie statische starttests
Op het Massey’s-terrein aan de Rio Grande vonden al een tijd druk tests van beide rakettrappen plaats.
Gedurende de eerste helft van 2024 werd op het Massey’s-terrein een nieuwe testinstallatie gebouwd. Deze is bedoeld om de Starship-trap statisch te starten en is voorzien van een vuurgoot. Op 3 juni 2024 werd hier een statische start van Starship S26 uitgevoerd. Dit schip zonder hitteschild en flappen zal waarschijnlijk nooit vliegen en het oorspronkelijke doel van prototypes S26 en het ondertussen gesloopte identieke S27 is niet duidelijk. S26 zou daarna niet meer worden gebruikt en op 20 november 2024 worden gesloopt.
De voorheen voor statische start-tests gebruikte suborbitale lanceerplatforms A en B op het lanceerterrein zijn in het voorjaar van 2024 gesloopt. Dit past in de trend dat op Starbase is het grootste deel van de provisorische infrastructuur door permanente fabrieksgebouwen, test-installaties en lanceerplatforms worden vervangen. Ook wordt in juni 2024 de bouw een tweede lanceerplatform voorbereid. De hiertoe behorende toren-segmenten die op het Kennedy Space Center werden gefabriceerd zijn onderweg of reeds aangekomen op Starbase en in afwachting van stapeling.

### SFT-5, Starship S30-Booster B12
Voor de volgende testvlucht gaf Elon Musk aan dat ze het hitteschild van Schip S30 gaan vervangen door een hitteschild van steviger tegels. Onder dat hitteschild wordt een tweede ablatief hitteschild aangebracht als back-up. Na afloop van vlucht SFT-4 zei hij te overwegen om de volgende booster op Starbase tussen de vangarmen te laten landen. Hij hoopte SFT-5 in juli 2024 te kunnen lanceren. Op 5 juli gaf hij aan dat hij de lancering over vier weken verwachtte. Rakettrappen S30 en B12 hadden in januari 2024 de druktests ondergaan en S30 had in mei een statische starttest doorstaan. 
Op 15 juli onderging B12 een statische start. Op 26 juli volgde de statische start van S30. Na enkele aanpassingen onderging S30 op 7 augustus nog een spin prime-test waarop SpaceX de volgende dag aangaf dat beide rakettrappen klaar zijn voor de lancering.
Op 13 juni 2024 gaf de FAA aan dat er net als na SFT-3 geen verder onderzoek van SFT-4 nodig was en geen modificatie van de lanceervergunning. SpaceX had half augustus echter een aangepast vluchtplan met een boosterlanding tussen de vang-armen ingediend met een verzoek tot modificatie van de licentie. Deze modificatie vergt het polsen van andere betrokken instanties en is daardoor dusdanig tijdrovend dat de FAA verwacht de licentie voor SFT-5 niet eerder dan eind november 2024 te kunnen afgeven. SpaceX beklaagde zich ondertussen openlijk over de trage bureaucratie die het bedrijf tegenwerkte.
Op 21 september werden Booster B12 en Starship S30 op het lanceerplatform geplaatst. Op 7 oktober meldde SpaceX op 13 oktober te kunnen lanceren mits alle vergunningen rond zijn. Op 8 oktober meldde verschillende ruimtevaartjournalisten dat ze signalen opvingen dat die toestemming eerder dan verwacht rond zou komen en 13 oktober inderdaad mogelijk zou zijn. Op 9 oktober werden de springladingen van het flight termination system op de raket geplaatst. Op 12 oktober werd de vernieuwde FAA-omgevingslicentie getekend. Deze is ook van toepassing voor vlucht 6.

#### Verloop vlucht 5
Na een vlekkeloze lancering, die 25 minuten na opening van het lanceervenster plaatsvond omdat er nog wat boten uit de veiligheidszones moesten worden gemaand, en hotstaging keerde de booster terug naar de lanceerplaats. Op beelden van onder meer NASASpaceflight was te zien dat de hittebestendige beschermingskappen die rond de bovenzijde van de Raptors zitten roodgloeiend heet werden tijdens de terugkeer in de atmosfeer. De booster wist zich tussen de vangarmen ("chopsticks") te manoeuvreren en werd vervolgens aan zijn haken gevangen.
Al tijdens de landing lekte er wat methaan uit de raket die vlam had gevat. Dit bleef ook na de landing een tijdje doorgaan. Dit betrof afgekookt methaan dat werd afgeblazen om de druk in de tanks niet te laten oplopen en was geen gevolg van schade. Er bleef nog minuten lang rook uit de onderzijde komen. Enkele van de straalbuizen van de Raptors waren vervormd geraakt.
Het schip ondervond ondanks de extra bescherming bij terugkeer in de atmosfeer toch weer een gedeeltelijk doorbranden bij het scharnierpunt van ten minste een van de flaps, zij het met iets minder schade dan tijdens vlucht 4. De landing in het water, waarbij eerst enige tijd boven het water werd stilgehouden, verliep goed en eindigde in een explosie die te verwachten was. Het schip landde precies op de geplande plaats in zee.
Enkele uren na de vlucht werd booster B12 opnieuw op het platform geplaatst. Na een eerste inspectie meldde Elon Musk op X dat de booster in goede staat was en dat slechts kleine behapbare problemen waren vastgesteld. Op 15 oktober werd booster 12 van het platform gehesen voor transport naar het productieterrein.
Op 22 oktober werd de afgeworpen hotstaging-ring uit zee geborgen.
Achteraf bleek dat de pneumatische druk die nodig is om de turbobladen van de Raptors in beweging te brengen voor het starten van de motoren voorafgaand aan het herstarten van de booster voor de landingsmanoeuvre te laag was geweest. SpaceX was een seconde verwijderd geweest van het afbreken van het landingsprogramma wat zou hebben geresulteerd in het neerstorten van de booster op of nabij het lanceerterrein. Een seconde is voor de rakettechnologie overigens nog relatief lang. Er kan heel veel gebeuren. Een boordcomputer plant acties tot op de milliseconde nauwkeurig.

#### Testtank B14.1
Eind juni 2024 verscheen testtank B14.1 op het lanceerterrein. Deze simuleert de bovenkant van een booster en wordt gebruikt om te oefenen met het snel sluiten van de vangarmen zoals dat ook tijdens een boosterlanding moet gebeuren. Musk had gemeld dat de huidige vangarmen van OLM-1 eigenlijk te lang zijn en daardoor meer traagheid hebben. Er waren op dat moment al verbeterde kortere vangarmen op Starbase aanwezig maar deze waren nog niet geïnstalleerd.

### SFT-6, Starship S31-Booster B13

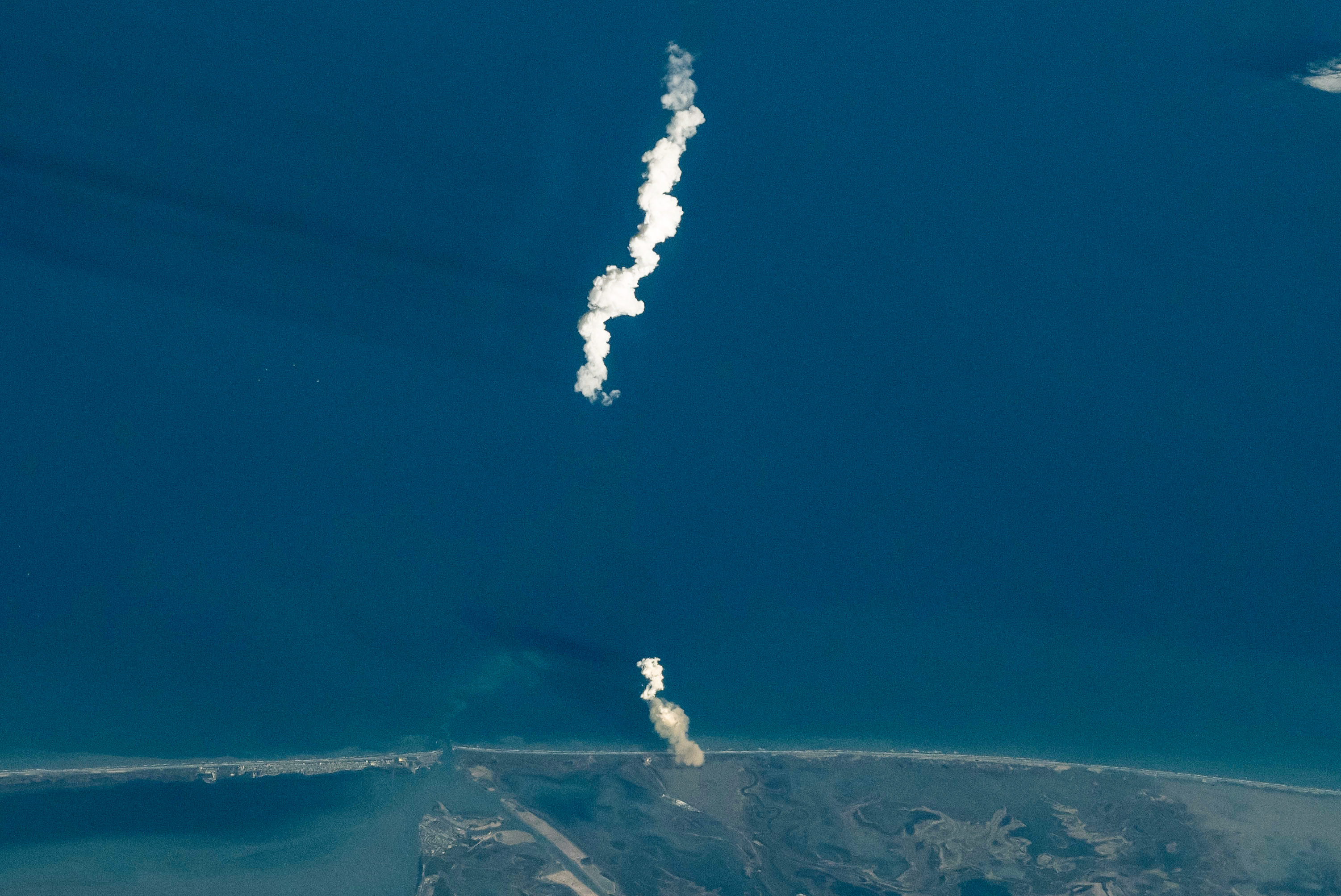
De stoompluim van de lancering van SFT-6 werd door Don Pettit vanuit het ISS gefotografeerd

Voor testvlucht SFT-6 worden Starship S31 en Super Heavy B13 gebruikt. Op 22 oktober werd de booster naar het lanceerplatform gereden om daar op 24 oktober een statische starttest uit te voeren. Schip 31 was maanden eerder al getest. Tijdens een eerste druktest ontstond een vlamboog op de buitenzijde van schip 31. Na reparatie werd het schip alsnog met succes getest. 
Dit lijkt de laatste testvlucht met het Block-1-ontwerp te zijn. Starship S32 wordt niet voltooid terwijl Starship S33, de eerste Block-2-versie eind oktober gereed leek te zijn voor het testprogramma. 
Op 6 november 2024 werd duidelijk dat SpaceX plant voor een lancering van vlucht 6 op 18 november. Het grootste verschil met vlucht 4 en 5 is dat de lancering niet rond zonsopkomst, maar in de loop van de middag (locale tijd) zal zijn, waardoor de zeelanding bij Australië deze keer ook bij daglicht zal gebeuren. Verder wordt iets meer tijd voor het tanken uitgetrokken terwijl de duur van de vlucht door een steiler vluchtprofiel iets korter zal zijn. Testdoelen zijn:
- Het herstarten van een Raptor in de ruimte.
- Daglicht landing.
- Een hetere terugkeer schip in de atmosfeer.
- De booster vangen na een terugkeer met hogere snelheid.[156]

Schip 31 arriveerde in de nacht van 11 op 12 november op het lanceerterrein. Booster 13 volgde twee nachten later. Op de 15e werden de trappen op elkaar geplaatst. De geplande lanceerdatum verschoof ondertussen naar 19 november.

#### Verloop vlucht-6
De lancering op 19 november om 22:00 UTC verliep nominaal. 
Direct na hot-staging werd gemeld dat de toren klaar was voor het vangen van de booster. Tijdens de boost-back van de booster werd echter besloten dat er toch geen landing tussen de vangarmen zou zijn; een automatische check van de essentiële systemen van de lanceer- en landingstoren had een probleem ontdekt. De booster maakte daarop een zachte landing in zee niet ver uit de kust. Nadat deze omviel ontplofte deze. Na de lancering bleek de communicatiemast die bovenop de lanceertoren staat scheef te staan. Dit was het gevolg van de akoestische kracht van Starship. Dat een deel van de communicatie met de toren daardoor was uitgevallen bleek de reden om de landing te annuleren. Later zei Musk dat de vangarmen waarschijnlijk toch hun werk zouden hebben gedaan, maar omdat dit niet zeker was werd het risico niet genomen.
Het schip bereikte het geplande traject. 38 minuten na de lancering werd er met succes één Raptor getart en binnen enkele seconden ook weer uitgezet. Tijdens de terugkeer in de atmosfeer raakte de voorste punt van de stuurboord-voorflap dusdanig verhit dat deze rood opgloeide. Er waren vrijwel geen vonken te zien en het lijkt er vooralsnog op dat er geen staal verbrandde. De zee-landing van het schip verliep succesvol. 
Musk gaf na de vlucht aan nog een zee-landing van een schip te zullen doen en dan voor een landing tussen de vangarmen te gaan. Een dag later ontving SpaceX toestemming van de FAA om vanaf Starbase tot 25 Starship-Super Heavy-vluchten per jaar te lanceren, een vervijfvoudiging ten opzichte van de eerdere vergunning die voorzag in vijf orbitale vluchten (en vijf suborbitale tests van alleen de tweede trap).

### Starship S32
Starship S32 het laatste Block-1 schip werd weliswaar gebouwd maar nooit getest. Het stond een tijd opgelegd in de Rocket Garden. Op 7 februari 2025 werd het naar de Highbay verplaatst voor de sloop.

## Starship-block 2, Prototypes voor orbitale testvluchten (november 2024-heden)
De invoering van het Block-2-ontwerp verliep verre van vlekkeloos. De eerste drie, vlucht SFT-7, -8 en -9, kwamen door verschillende oorzaken niet tot de geplande zeelandingen. Het schip voor SFT-10 explodeerde op het testplatform.

### SFT-7, Starship S33-Booster B14
Vlucht 7 werd uitgevoerd met Starship S33, het eerste Block-2-schip en Booster B14, nog een Block-1-booster. Op 9 december 2024 werd de statische start van Booster 14 uitgevoerd en op 15 december volgde die van Starship S33. Al op 17 december 2024 ontving SpaceX de FAA-licentie voor de lancering.
Booster 14 bevat een raptor die eerder tijdens SFT-5 op booster 12 werd gebruikt. De lanceertoren is aangepast om het soort schade dat tijdens vlucht 6 ontstond te voorkomen. 
Op 9 januari werd het schip naar de lanceerplaats gebracht en op de booster geplaatst. Booster 14 was daar al enkele weken. Op 10 januari werd een generale repetitie uitgevoerd. Aan boord van het Starship waren 10 massasimulators met het formaat en gewicht van Starlink v3-satellieten.

#### Lancering SFT-7
De vlucht werd op 16 januari 2025 om 22:37 UTC gelanceerd. Het de booster deed zijn werk tot en met de hot-staging. Tijdens de flip- en boostbackmanoeuvre viel een van de dertien te gebruiken Raptors van de booster uit. De booster vloog vervolgens met succes terug naar de lanceertoren en werd gevangen tussen de vangarmen. Tijdens de landingsmanoevres werkte de eerder uitgevallen raptor overigens wel weer.
Op telemetrie was kort na de boosterlanding te zien dat van het schip de motoren een voor een uitvielen. Ook liep de hoeveelheid methaan in de brandstoftank ineens sneller terug, wat op een lek wijst. En al gauw ging ook de communicatie verloren. 17 minuten na de lancering ging SpaceX ervan uit dat ze Starship 33 hadden verloren. Op X verschenen beelden van brokstukken van het schip die boven de Turks- en Caicoseilanden terugkeerden en verbrandden in de atmosfeer. Vervolgens werd het luchtruim in dat gebied wegens het risico op vallend puin gesloten, waarop meerdere vliegtuigen moesten omkeren.

#### Nasleep SFT-7
Al gauw werd duidelijk dat er een lek vanuit de brandstoftank in de ruimte tussen die tank en de ophanging van de motoren was ontstaan, die brand in die holte had veroorzaakt. Op beelden was te zien dat er vlammen door de scharnieren van een achterflap kwamen.
De FAA gelastte de volgende dag een onderzoek naar de mislukte vlucht van de tweede trap en een apart onderzoek naar eventuele schade of gevaarlijke situaties door neergekomen fragmenten.
SpaceX gaf aan Booster 14 te gaan hergebruiken. Mogelijk al voor vlucht SFT-9.
Op 24 februari 2025 meldde SpaceX dat het lek was ontstaan door een harmonische reactie. Oftewel, de vibraties van verschillende onderdelen van het Starship hadden elkaar versterkt waardoor grotere krachten vrijkwamen dan berekend.

### SFT-8 Starship S34-Super Heavy B15
Voor de volgende vlucht werden Booster B15 en Schip S34 geselecteerd. B15 onderging op 9 februari 2025 de statische start. Op 11 februari werd schip 34 aan een één minuut durende statische start onderworpen. Dit was voor het eerst dat een starship zo lang op de grond zijn motoren activeerde. Dit werd gedaan om te pogen de harmonische reactie te reproduceren met aangepaste hardware die een herhaling van de mislukte vlucht 7 moet voorkomen te testen. 
Op 20 februari werd duidelijk dat SpaceX mikt op een lancering op 26 februari; dit zou uitlopen tot op zijn vroegst 3 maart. De op 24 februari afgegeven NOTAM gaf een grotere afsluiting van het luchtruim aan dan bij voorgaande vluchten.
Op 3 maart werd een poging tot lancering 40 seconden tevoren onderbroken en vervolgens voor die dag afgeblazen wegens een optelsom aan negatieve factoren waaronder het weer en enkele technische details. 
Nadat het schip op defecten was onderzocht werd op 6 maart een nieuwe lanceerpoging ondernomen. De booster functioneerde naar behoren, hoewel twee van de dertien motoren tijdens de terugkeerstoot niet startten. Ook de boosterlanding was succesvol. Het schip kreeg weer te maken met lekkage en brand in dezelfde tussenruimte als tijdens vlucht 7. Negen minuten na de lancering vielen vier van de zes motoren uit en werd het schip onbestuurbaar. Het keerde boven de Bahama’s terug in de atmosfeer en viel uit elkaar.
Hoewel het probleem zich in dezelfde vluchtfase als tijdens vlucht 7 voordeed, had het mislukken van de vlucht een andere oorzaak, namelijk het falen van een van de Vacuum-Raptors.

### SFT-9, Booster B14, Starship S35
Booster 14 onderging op 3 april een statische start. 29 van de 33 motoren werden al eerder tijdens vlucht 7 gebruikt. Schip 35 onderging de statische start met een motor in de nacht van 30 april op 1 mei. In de nacht daarop volgde een statische start van alle zes motoren. Bij het uitzetten van de motoren volgde een opvallend afwijkende steekvlam. Schip 35 werd daarop terug naar de megabay gebracht. Op 12 mei volgde een opnieuw een statische start die ditmaal 60 seconden duurde. 
Uit de FAA-vergunning bleek dat er bij SFT-9 geen boosterlanding wordt ondernomen. De booster zal in plaats daarvan een harde impact op het water maken zodat deze explodeerd en zinkt. Waarschijnlijk wordt van een landing afgezien omdat SpaceX naar Block 2-boosters wil overstappen en geen Block 1-boosters meer nodig heeft. Starbase Lanceerplatform B komt binnen enkele maanden gereed en de oude boosters zijn niet compatible met die nieuwe lanceerinstallatie. Platform A wordt daarna verbouwd tot hetzelfde ontwerp als platform B.
SpaceX had per 15 mei, 22 mei 2025 gepland als lanceerdatum. Echter werd de booster kort nadat deze bij het lanceerplatform arriveerde weer terug naar de megabay gebracht. Schip 35 werd na de ogenschijnlijk succesvolle test naar de megabay gebracht en werd vervolgens op 21 mei weer naar het testterein gebracht voor een spin-prime-test op 22 mei. De volgende dag werd Schip 35 nogmaals terug naar de megabay gereden. De extra tests hadden te maken met ontwerpaanpassingen die na vlucht 7 werden doorgevoerd. 27 mei werd de nieuwe doeldatum voor de lancering. In de nacht van 24 op 25 mei werd de booster naar lanceerplatform A gebracht en erop geplaatst. In de loop van de volgende dag volgde het schip.
Hoofddoel van de missie is het testen van een verbeterd hitteschild. Tegels zouden ondanks een reservelaag erachter niet meer moeten loslaten. Er zijn bewust hinder tegels weggelaten om die reservelaag te testen. De lancering was op 27 mei 2025 om 23:36 UTC, enkele minuten na opening van het lanceervenster. De booster die een hogere snelheid dan bij vluchten met boosterlanding had, explodeerde bij terugkeer in de atmosfeer. Die hogere snelheid was intentioneel om de grenzen van de booster te verkennen. Het schip haalde het beoogde traject. Een poging om Starlink-satellietsimulators los te laten werd afgeblazen omdat de vrachtdeur niet volledig opende.
Door een lek raakte SpaceX de controle over de positioneren van schip 35 kwijt. Dit verkleinde de kans op een succesvolle terugkeer in de atmosfeer. Iets soortgelijks gebeurde tijdens vlucht 3. Het schip werd daarop gepassificeerd, wat zoveel inhield als alle brandstof afblazen. Het schip begon tijdens de terugkeer te verbranden. SpaceX bleef zo lang als mogelijk beelden uitzenden.

### SFT-10, Booster B16, Starship S36 en S37
Na afloop van SFT 9 had Musk gezegd te hopen binnen drie weken weer te lanceren. En drie weken daarop nog eens. Het was de bedoeling dat deze testvlucht met Booster B10 en Starship S36 zou worden uitgevoerd.
Voor vlucht SFT-10 onderging Booster B16 op 6 juni 2025 de statische start.

#### Explosie Starship S36
In de nacht van 18 op 19 juni werd schip 36 aan een statische start-test onderworpen. Het schip ontplofte daarbij. Een eerste onderzoek wees uit dat waarschijnlijk een COPV in het vrachtruim het begaf en ontplofte waarmee een kettingreactie in werking was gesteld die in het exploderen van de stuwstoftanks resulteerde. De schade op het testterein was groot en vergt grote reparaties. Om toch tweede trappen te kunnen testen werd al snel een adapter geconstrueerd die op een van de lanceerplatforms kan worden geplaatst zodat deze als tijdelijk testplatform kan worden ingezet.

#### Nieuwe testcampagne
Op 27 juli werd schip S38 naar het testterrein gebracht waar de installatie voor de druktests weer in gebruik kon worden genomen. Eén dag later werd S37 naar het lanceerplatform gebracht voor een statische start. Op 30 juli werden de twee schepen gelijktijdig vol getankt. S38 is het laatste Starship in de Block-2-configuratie. S37 onderging op 31 juli een statische start met een motor. Op 1 augustus volgde een statische start met meerdere motoren. 
Op 2 augustus werd S37 opnieuw naar het productieterrein gebracht en de volgende dag werd de adapter van de lanceerinstallatie verwijderd om deze in gereedheid te brengen voor de aanstaande lancering die midden augustus zou moeten plaatsvinden. Op 9 augustus werd een NOTAM uitgegeven die duidde op een geplande lancering op 22 augustus. Deze werd nog dezelfde ingetrokken. Al snel werd de adapter weer teruggeplaatst op het platform en op 11 augustus werd S37 opnieuw naar het platform gebracht. Eén van de rvac’s van S37 was ondertussen vervangen en een nieuwe spinprime-test was nodig.
Op 15 augustus 2025 sloot de FAA het onderzoek naar het probleem met SFT-9 en kreeg SpaceX de licentie voor SFT-10

## Starship-block-3

### Testtank B18.1
Terwijl de testcampagne van schip 35 gaande was werd ook een nieuwe testtank met serienummer B18.1 gebouwd. Dit is een verkort prototype voor toekomstige Block 3-boosters die met Raptor 3 worden uitgerust. De testtank stond op het testterrein toen Schip 36 daar ontplofte.

### Eerste Block-3-booster
In juli 2025 werden de eerste onderdelen voor Super Heavy B18 waargenomen. Dit wordt de eerste Block-3-booster.

## Fabricage- en lanceerplaatsen
Voor Starship heeft SpaceX meerdere locaties in gebruik.

### Starbase Boca Chica
Starbase begon als het dorpje Boca Chica waar vanaf 2018 een Starshipfabriek werd ontwikkeld. Door het hoge tempo van ontwikkelen werd er in eerste instantie een aantal tenten neergezet waarin voorbereidend werk wordt gedaan gevolgd door highbays om de rakettrappen rechtop in te bouwen.
Het lanceerterrein drie kilometer verderop werd met de ontwikkelingen mee aangelegd. Voor starhopper bestond het uit twee pleinen en een kleine tankfarm om stuwstoffen en water in op te slaan. Dit werd met de komst van de suborbital-prototypes uitgebreid met twee lanceerplatforms voor testvluchten die bij explosies enkele keren sneuvelden. 
Vanaf eind 2020 werd begonnen met de bouw van het eerste orbitale platform met daarbij een lanceertoren. Begin 2022 was dit bijna gereed voor lanceringen van Starship Super Heavy. Starbase wordt vooral gebruikt voor research & development-vluchten van SpaceX.

### Terrein Cocoa
In Cocoa (Florida) heeft SpaceX een terrein in gebruik waar als eerste Starship MK2 werd gebouwd. SpaceX was van plan er een Starshipfabriek van te maken maar besloot eind 2019 uiteindelijk dat de locatie te veel logistieke problemen opleverde. De bouw van prototypes werd in Texas geconcentreerd. SpaceX hield het terrein echter aan en ontwikkelde het tot hun fabriek voor onder meer hitteschildtegels voor Starship.

### Aanpassing Lanceercomplex 39A
SpaceX heeft in augustus 2019 een bouwvergunning en omgevingsvergunning aangevraagd om op Lanceercomplex 39A van het Kennedy Space Center een tweede lanceerplatform en een landingsplatform te mogen aanleggen voor Starship. Door dit enkele tientallen meters naast het huidige platform te bouwen kan SpaceX de Falcon 9- en Falcon Heavy-lanceringen blijven uitvoeren zonder telkens het platform te moeten ombouwen voor Starship.
Om Starships van de fabriek in Cocoa naar het KSC te vervoeren was het de bedoeling dat de rakettrappen over de weg naar de weg naar de Indian River gebracht waar ze op een ponton worden geladen en via het Canaveral Barge Channel, de Banana River en het Saturn Barge Channel naar het KSC varen om bij de aanlegplaats van het Turning Basin aan land te worden gebracht. Daarvoor waren enkele hoogspanningslijnen aangepast. De werf in Cocoa bouwt echter geen Starships meer.
Eind 2019 was aangevangen met de bouw van de lanceerinstallatie. In maart 2020 werden de werkzaamheden stilgelegd wegens de Covid-19-lock down. Pas eind 2021 zou er weer bouwactiviteit plaatsvinden. Alles wat sinds 2019 was gebouwd werd gesloopt om plaats te maken voor een ander ontwerp van lanceerplatform dat veel op platform OLM-1 van Starbase zal lijken. Vanaf LC-39A moeten anders dan in Texas vooral missionaire vluchten worden gelanceerd en nagenoeg geen testvluchten.

### Aanpassingen testterrein McGregor
De Tripod op het testterrein in McGregor wordt eind verbouwd om als verticale testinstallatie voor Raptors te worden gebruikt. Op het terrein was al enkele jaren een horizontale testinstallatie voor Raptors. De Tripod was in 1997 gebouwd door Beal Aerospace dat er eind jaren 90 raketmotoren testte. Van 2008 tot 2015 was deze in gebruik voor de eerste trappen van Falcon 9 versies 1.0 en 1.1. De Falcon 9 Full Thrust was te krachtig voor die installatie waardoor deze een paar jaar buiten gebruik was. 
Naast de Tripod werd er nog een nieuwe testinstallatie met dezelfde functie geconstrueerd. Daardoor kan het tempo van het testen van Raptors flink worden opgeschroefd. Dat is nodig want Super Heavy gebruikt veel motoren die allemaal getest en goedgekeurd moeten zijn voor ze onder de raket mogen worden gemonteerd. Begin 2021 werd duidelijk dat SpaceX er een vierde testinstallatie bouwde. Later in 2021 werd de bouw van een Raptor-productiefabriek op het terrein bij McGregor aangekondigd.

### Robertsroad-Starshipfabriek op het Kennedy Space Center
In 2022 werd begonnen met de bouw van een Starshipfabriek op het Kennedy Space Center. Op dit terrein aan Robert Road had SpaceX het jaar daarvoor al een zeer grote onderhouds- en integratiehangar voor Falconraketten in gebruik genomen. Het plan was de Starshipfabriek op het Kennedy Space Center vrijwel na te bouwen  naar die in Boca Chica. De bouw werd na het leggen van de fundamenten al gauw stilgelegd en er verrezen in plaats daarvan gebouwen voor uitbreiding van de Falcon-faciliteiten. Een aangrenzend terrein werd aangekocht waar SpaceX eind 2024 alsnog begon met de bouw van een Starshipfabriek. Het nieuwe ontwerp wijkt op verschillende punten flink af van Starbase Boca Chica.

### Onderhandelingen voor  LC-49
Begin 2022 bleek SpaceX in onderhandeling te zijn voor de bouw van een volledig nieuw Starship-lanceercomplex op het Kennedy Space Center dat ten noorden van Lanceercomplex-39B zou moeten komen. In visieplannen van Space Florida en NASA was er in 2017 al grond op die plaats gereserveerd voor een eventueel Lanceercomplex 49 dat aan een commerciële partij verhuurd kan worden.

## Geannuleerde voorbereidingsplannen

### Red Dragon
Nog voor de BFR klaar zou zijn had SpaceX al onbemande ruimteschepen van het type Dragon 2 naar Mars willen sturen. SpaceX zou voor deze Red Dragon-missies de Falcon Heavy als draagraket gebruiken. De missies moesten vanaf 2020 beginnen om hun technieken te testen en meer over het landen op Mars te leren. Eerdere plannen voor een Red Dragon-missie in 2018 bleken al niet haalbaar en werden uitgesteld tot de volgende lanceermogelijkheid. 
In de loop van 2017 werd duidelijk dat het landingsgestel van de Dragon 2 dat door het hitteschild naar buiten moest komen niet aan de veiligheidseisen voldeed. Hierop werd besloten dit ontwerp los te laten en tot landingen in zee over te gaan. Bijgevolg betekende dit dat de Red Dragon niet kon doorgaan aangezien er op Mars geen vloeibaar water is. Musk kwam in tussentijd ook tot de conclusie dat een propulsieve landing op Mars met motoren aan de zijkant van het schip niet de beste manier zou zijn. Het kleinere BFR-ontwerp dat zich tot het uiteindelijke Starship zou ontwikkelen zou veel geschikter zijn en daar werd dus vol op ingezet.

### Falcon 9 als techniek-demonstrator
In een Q&A na de presentatie in 2016 gaf Elon Musk aan in 2017 een nieuwe (definitieve) versie van de Falcon 9 (block 5-uitvoering) te willen introduceren. Velen gingen er toen van uit dat deze de nieuwe krachtiger Raptors zou gebruiken en de basis van de technologie van het ITS zal bewijzen. Dit bleek echter niet het geval, de Falcon 9 block 5 gebruikt net als zijn voorgangers Merlin 1D-motoren maar is aangepast voor veelvuldig en snel hergebruik.
In november 2018 Tweette Elon Musk over het plan om een Falcon 9-tweede trap aan te passen als een mini BFR-schip met een hitteschild en stuurvinnen om technieken voor de binnenkomst in de atmosfeer te testen. Deze tweede trap zou in juni 2019 gereed zijn. Met de overstap naar een roestvaststalen ontwerp met geforceerde koeling is dit plan van de baan.

### Zee-platformsDeimosenPhobos
Op 18 januari 2021 ontdekten NASA Spaceflight-journalisten Jack Beyer en Michael Baylor met hulp van andere journalisten dat een booreiland, dat al sinds 2016 in de haven van Brownsville lag eigendom was geworden van een semi-geheime dochteronderneming van SpaceX genaamd Lone Star Mineral Development LLC. Dit booreiland dat eerder ENSCO 8500 heette, heeft de naam Deimos gekregen. Het platform wordt sinds oktober 2020 opgeknapt en verbouwd.
Ook booreiland ENSCO 8501 bleek te zijn aangekocht en hernoemd tot Phobos. De ligplaats van dat booreiland was Galveston. ENSCO 8502 uit dezelfde serie die daar op dat moment ook lag werd niet aangekocht. Op 17 januari 2021 verliet Phobos de haven van Galveston. Op 22 januari kwam het platform aan in de haven van Pascagoula, Mississippi.
Het plan was dat Phobos en Deimos (vernoemd naar de manen van Mars) lanceer- en landingsplatforms voor Starship-Super Heavy worden. Door van zee te lanceren kan genoeg afstand van bebouwing worden genomen om geen huizen te beschadigen met het geluid van 28 Raptors. 
In 2021 werd weinig werk verricht aan de platforms omdat de eerste lanceerinstallatie op Starbase de hoogste prioriteit kreeg. Elon Musk gaf op 10 februari 2022 aan te hopen een van de platforms eind dat jaar gebruiksklaar te hebben. Een jaar later meldde Gwynne Shotwell dat de platforms weer waren verkocht omdat ze minder geschikt bleken dan gehoopt. SpaceX wil in de toekomst nog wel over platforms op zee voor lanceringen en landingen beschikken.

## Reacties op de gepresenteerde plannen
De reacties op de ITS-ontwerppresentatie (2016) waren zowel kritisch, lovend als vol ongeloof. Vooral het formaat werd als onhaalbaar geacht.
Na de BFR-presentatie van 2017 was de scepsis een stuk minder. Niet alleen het kleinere formaat, maar ook het feit dat SpaceX sinds 2016 in een zeer hoog tempo was gaan lanceren en sindsdien geen mislukte lancering of landing meer had gehad speelde mee in het gewonnen vertrouwen. Het verdienmodel: betaalbare ruimtevaart door volledige en veelvuldige herbruikbaarheid werd geloofwaardig geacht. 
De media berichtten vooral over “het revolutionaire idee” dat Musk de BFR ook als lijndienst op Aarde wil inzetten en de concurrentie met luchtvaartmaatschappijen wil aangaan. Of dat plan ook haalbaar is en op welke termijn werd betwijfeld.
Eerder was er veel scepsis. Zo dachten veel critici dat SpaceX niet in staat zou zijn zo'n groot project op tijd te kunnen realiseren. "De voor 2013 beloofde Falcon Heavy vloog in 2016 immers ook nog niet" en veel Falcon 9-vluchten liepen grote vertraging op. Elon Musk bracht daar tegenin dat de Falcon Heavy in eerste instantie een concept was en verbetering van de Falcon 9 meer prioriteit kreeg. De Falcon Heavy kreeg pas een tijdschema toen er klanten voor waren. BFR/Starship heeft echter wel vanaf het begin een strak ontwikkelingsschema. 
Op sociale media is de term “Elon time” ontstaan. Dit houdt in dat Elon Musk de vroegst mogelijke datum voor voltooiing van een project noemt om enthousiasme te genereren, maar dat het in werkelijkheid veel langer zal duren omdat er allerlei ontwerpproblemen en tegenslagen tussenkomen.
Ook is er de mening (of hoop) dat de BFR/Starship een betaalbaar alternatief voor NASA's Space Launch System en Orion-capsule zou zijn, aangezien de ontwikkeling daarvan enorm vertraagd is en "over budget" is geraakt. Zeker met het BFR/Starship-concept van 2017 en later komen de mogelijkheden van Starship en de zwaarste uitvoering van het SLS overeen. Aangezien de Starship herbruikbaar is in tegenstelling tot het SLS zou dit enorm op de lanceerkosten besparen.
Na het bouwen van het eerste prototype van Starship was er weinig scepsis meer over. Wel moesten na het enthousiasme over de bouw van Starship MK1 in 2019 de verwachtingen over een snelle lancering al gauw weer worden bijgesteld, aangezien Starship MK1 niet lanceerwaardig bleek en duidelijk werd dat er nog flink wat moest worden herontworpen en getest voor het echt zover is. De planning op korte termijn van Elon Musk (eerste vlucht nog in 2019) werd dan ook met een korreltje zout genomen. Gezien de snelheid waarmee SpaceX in 2020 prototypes bouwde en testte is er wel consensus dat de ontwikkeling van de raket met de aan trial and error verwante methode relatief snel gaat.

### Starshippresentaties
- (en) Making humans a multiplanetary species, Elon Musks presentatie van het ITS-ontwerp, 28 september 2016.
- (en) Making life multiplanetary - Elon Musks BFR-ontwerpupdate - 29 september 2017, Adelaide, Australië, IAC 2017
- (en) First private passenger on Lunar BFR mission - Elon Musks BFR-presentatie ontwerpupdate en plannen voor project dearMoon de eerste BFR-ruimtetoeristenvlucht - 17 september 2018, SpaceX-hoofdkwartier, Hawthorne, Californië.
- (en) Starship update Elon Musks Starship-presentatie van 28 september 2019 in Boca Chica, Texas
- (en)  Starship Update Elon Musks update-presentatie van 10 februari 2022 op Starbase (Boca Chica), Texas